# Llista d'episodis d'El detectiu Conan (temporades 21-30)
El detectiu Conan és una sèrie d'animació basada en el manga homònim creada per Gosho Aoyama. L'anime està produït per TMS Entertainment. Actualment la sèrie s'emet en català pel canal SX3 de Televisió de Catalunya.
La numeració catalana correspon a la posada per Televisió de Catalunya.
Els capítols especials tenen el títol emmarcat dins d'un requadre verd. Són capítols de major durada que s'emeten sencers al Japó, però que la resta del món obté fragmentats perquè durin el mateix que un episodi normal.
Els títols dels episodis són els oficials del doblatge català central (TVC).
Els colors dels episodis fan referència a:
- Blanc: episodis basats en capítols del manga però que no segueixen l'argument principal de la sèrie.
- Groc: episodis basats en capítols del manga que segueixen la trama i que poden ajudar a entendre l'argument principal de la sèrie.
- Blau clar: episodis que són originals de l'anime, és a dir, que no estan basats en el manga.

En aquest article es troben les temporades entre la vint-i-unena (2016) i la trentena (2025). La resta es poden trobar a la llista d'episodis d'El detectiu Conan.

## Resum
|  | Temporada 21 | 804-844 (41)   | 857-899 (43)   | 2016 | 2019 i 2020 |
|  | Temporada 22 | 845-886 (42)   | 900-941 (42)   | 2017 | 2020 i 2021 |
|  | Temporada 23 | 887-926 (40)   | 942-981 (40)   | 2018 | 2021 i 2022 |
|  | Temporada 24 | 927-964 (38)   | 982-1021 (40)  | 2019 | 2022 i 2023 |
|  | Temporada 25 | 965-992 (28)   | 1022-1049 (28) | 2020 | 2023        |
|  | Temporada 26 | 993-1032 (40)  | 1050-1089 (40) | 2021 | 2023        |
|  | Temporada 27 | 1033-1067 (35) | 1090-1124 (35) | 2022 | 2023 i 2024 |
|  | Temporada 28 | 1068-1108 (41) | 1125-1166 (42) | 2023 | 2025        |
|  | Temporada 29 | 1109-1147 (39) | 1167-1205 (39) | 2024 | 2025        |
|  | Temporada 30 | 1148-          | 1206-          | 2025 | 2025        |

## Temporada 21 (2016)
| EP# | EP#  | EP#   | Títol en català | Adaptat de           | Estrena en japonès      | Estrena en català       |
| Cat. | Jap. | Temp. | Títol en català | Adaptat de           | Estrena en japonès      | Estrena en català       |
| --- | ---- | ----- | --- | -------------------- | ----------------------- | ----------------------- |
| 857 | 804  | 1     | El misteri teatral d'en Conan i l'Ebizo (I) "Konan to Ebizō Kabuki Jūhachiban Misuterī" (コナンと海老蔵 歌舞伎十八番ミステリー)   | Original             | 9 de gener del 2016     | 7 de desembre del 2019  |
| En Conan veu passar per la carretera un cotxe descontrolat i es llança darrere seu amb el monopatí per aturar-lo. El conductor és en Takuya Hosoo, un gran empresari, i la policia descobreix que els frens del cotxe estaven manipulats. El senyor Hosoo anava a portar una màscara llegendària al teatre, on en Conan i companyia coneixeran el famós actor de kabuki Ebizo Ichikawa. |      |       | |                      |                         |                         |
| 858 | 804  | 2     | El misteri teatral d'en Conan i l'Ebizo (II) "Konan to Ebizō Kabuki Jūhachiban Misuterī" (コナンと海老蔵 歌舞伎十八番ミステリー)  | Original             | 9 de gener del 2016     | 8 de desembre del 2019  |
| Han robat la màscara de les dues cares i en Takahashi, el secretari del president Hosoo, ha aparegut mort a dins del seu cotxe. Sembla que s'hagi suïcidat, però la policia aviat descobrirà que l'han assassinat. L'Ebizo i en Conan van a l'hospital a parlar amb l'Iwami, i en Conan tindrà una topada amb el misteriós fotògraf del teatre. Per la seva banda, el president Hosoo li demana a en Kogoro que li faci de guardaespatlles. |      |       | |                      |                         |                         |
| 859 | 805  | 3     | El misteri teatral d'en Conan i l'Ebizo (III) "Konan to Ebizō Kabuki Jūhachiban Misuterī" (コナンと海老蔵 歌舞伎十八番ミステリー) | Original             | 16 de gener del 2016    | 8 de desembre del 2019  |
| En Conan està atrapat al soterrani d'un edifici que estan enderrocant. La Ran i els detectius júnior surten a buscar-lo, però només troben el seu mòbil en un carreró. Mentrestant, l'Ebizo Ichikawa demana als seus companys que l'ajudin a portar a l'escenari la versió moderna de l'obra que està preparant i l'Iwami torna per escriure'n el guió. En Kogoro, per la seva banda, sembla que ja té el seu sospitós. |      |       | |                      |                         |                         |
| 860 | 805  | 4     | El misteri teatral d'en Conan i l'Ebizo (IV) "Konan to Ebizō Kabuki Jūhachiban Misuterī" (コナンと海老蔵 歌舞伎十八番ミステリー)  | Original             | 16 de gener del 2016    | 14 de desembre del 2019 |
| Els detectius júnior, l'Ebizo, la Ran i la Sonoko troben en Conan i aconsegueixen treure'l del soterrani on està atrapat. Al mateix edifici hi troben el cadàver del fotògraf Eiji Kaneko. En Conan ja sap qui és el culpable, però necessita proves i té molt poc temps per aconseguir-les: en Kogoro ja ha anunciat que revelarà la seva teoria l'endemà, després de l'assaig general de "Les set màscares". I ja sabem que en Kogoro no sempre l'encerta. |      |       | |                      |                         |                         |
| 861 | 806  | 5     | El número del ventríloc (I) "Fukuwajutsushi no Sakkaku (Zenpen)" (腹話術師の錯覚 (前編))                                          | Original             | 30 de gener del 2016    | 14 de desembre del 2019 |
| En Riichi Tengan, un famós ventríloc, demana ajuda a en Kogoro perquè creu que pateix un trastorn de personalitat múltiple que el pot empènyer a matar la seva dona, la Kazuko. El ventríloc està convençut que el seu ninot l'ha posseït i no para d'animar-lo a assassinar la Kazuko, després que aquesta i en Haruomi Togawa, representant i alumne d'en Riichi, hagin mantingut una relació il·lícita. Finalment, quan la Kazuko apareix assassinada a casa seva, el mateix Riichi se'n declara culpable, però el descobriment de certes pistes assenyala com a responsable en Haruomi. |      |       | |                      |                         |                         |
| 862 | 807  | 6     | El número del ventríloc (II) "Fukuwajutsushi no Sakkaku (Kōhen)" (腹話術師の錯覚 (後編))                                          | Original             | 6 de febrer del 2016    | 15 de desembre del 2019 |
| La policia dona per fet que l'assassí és en Haruomi Togawa, però en Conan no les té totes i decideix anar a inspeccionar un cop més l'escenari del crim amb l'inspector Takagi. Allà descobreix que algú va canviar de lloc els trofeus d'en Riichi Tengan per posar el que va servir d'arma homicida al davant i deixar al darrere el guardó més preuat de l'artista. A més, en Takagi li revela que l'homicidi s'ha comès amb guants, perquè s'ha trobat una fibra tèxtil a les ulleres que hi havia a la bossa d'en Togawa. Mentre en Conan passeja pel carrer mirant de lligar caps, veu unes imatges d'en Tengan a la televisió que li donen la pista final que buscava per resoldre el cas. |      |       | |                      |                         |                         |
| 863 | 808  | 7     | L'hostal del Kamaitachi (I) "Kamaitachi no Yado (Zenpen)" (かまいたちの宿 (前編))                                                 | 909-910              | 13 de febrer del 2016   | 11 de gener del 2020    |
| En Heiji convida en Conan a visitar-lo en un hostal on s'ha vist un kamaitachi, un estrany animal mitològic que pot córrer damunt de l'aigua i que fa talls a les persones amb una mena de dalla que té. Quan els nostres amics arriben a l'hostal, es troben que també hi van dos periodistes que estan investigant el tema i, en un moment determinat, tots plegats són víctimes de l'atac del kamaitachi. |      |       | |                      |                         |                         |
| 864 | 809  | 8     | L'hostal del Kamaitachi (II) "Kamaitachi no Yado (Kōhen)" (かまいたちの宿 (後編))                                                 | 911-912              | 20 de febrer del 2016   | 11 de gener del 2020    |
| El kamaitachi que els havia fet uns talls a la pell a en Heiji, en Kogoro i la periodista, sembla que també ha assassinat l'avi de l'hostal amb la dalla que hi havia al magatzem. Per arribar on era la víctima abans que en Conan i els altres, ha hagut de córrer per sobre de l'aigua d'una bassa i es diu que els kamaitachis són capaços de fer-ho. Però en Conan i en Heiji no s'ho empassen. |      |       | |                      |                         |                         |
| 865 | 810  | 9     | La foscor de la policia de la prefectura (I) "Kenkei no Kuroi Yami (Zenpen)" (県警の黒い闇 (前編))                                | 913-914              | 27 de febrer del 2016   | 12 de gener del 2020    |
| La Ran, en Kogoro i en Conan han viatjat a Nagano i, un cop allà, en Conan creu que ha descobert la identitat d'en Rom, perquè l'inspector Yamato coincideix amb la descripció que n'hi va fer l'Ai. Mentre visiten el lloc històric on va tenir lloc la batalla de Kawanakajima descobreixen el cap decapitat d'una persona morta, un inspector de la policia, en Shigeru Takeda, un home per qui l'inspector Yamato sentia un gran ressentiment. |      |       | |                      |                         |                         |
| 866 | 811  | 10    | La foscor de la policia de la prefectura (II) "Kenkei no Kuroi Yami (Chūhen)" (県警の黒い闇 (中編))                               | 915-916              | 5 de març del 2016      | 12 de gener del 2020    |
| Després que l'assassí, que s'autoanomena Bishamonte, hagi comès un segon crim, tots els indicis semblen apuntar cap a l'inspector Yamato, que, enfadat per les sospites, decideix investigar el cas pel seu compte i se'n va. Mentrestant, en Shinsuke Akiyama rep un correu misteriós i diu que se n'ha d'anar. Poc després, els seus companys, que l'acaben de veure morir al mont Saijo arrossegat pel seu propi cotxe, troben el seu mòbil i hi llegeixen un correu d'en Kansuke. |      |       | |                      |                         |                         |
| 867 | 812  | 11    | La foscor de la policia de la prefectura (III) "Kenkei no Kuroi Yami (Kōhen)" (県警の黒い闇 (後編))                               | 916-917              | 12 de març del 2016     | 18 de gener del 2020    |
| Ja hi ha hagut tres assassinats i tots els indicis assenyalen l'inspector Yamato com a principal sospitós. En Mamoru Saegusa, un dels homes de l'inspector Takeda, rep un correu d'en Kansuke Yamato que li demana que vagi al mont Saijo si no vol que reveli tota la veritat sobre la X. Mentrestant, en Conan, la Ran i en Mouri ja són al tren bala, de tornada cap a casa. Allà en Conan els explica tota la veritat sobre el clan dels picots. |      |       | |                      |                         |                         |
| 868 | 813  | 12    | L'ombra que s'acosta a en Toru Amuro "Amuro ni Shinobiyoru Kage" (安室に忍び寄る影)                                               | Pròleg Pel·lícula 20 | 16 d'abril del 2016     | 15 de desembre del 2019 |
| Tot esmorzant al Cafè Poirot, en Conan observa un client que li sembla sospitós. De seguida s'adona que té un interès especial per en Toru Amuro. Els seus amics de la Lliga de Detectius Júnior l'ajuden a investigar-ho i en Conan l'hi acaba explicant a en Toru abans que el sospitós pugui passar a l'acció. Però en Toru demostrarà la seva generositat i la seva professionalitat a l'hora de fer la feina que li serveix de tapadora. |      |       | |                      |                         |                         |
| 869 | 814  | 13    | El cas de l'habitació tancada de l'actriu bloguera (I) "Burogu Joyū no Misshitsu Jiken (Zenpen)" (ブログ女優の密室事件 (前編))    | 918-919              | 23 d'abril del 2016     | 18 de gener del 2020    |
| El doctor Agasa juga en una tómbola i guanya un àpat en un bufet de postres i decideix anar-hi amb la Lliga de Detectius Júnior. Mentre són al menjador de l'hotel que ofereix el bufet, coneixen per casualitat dues famoses actrius blogueres que estan a punt de rodar juntes una sèrie de televisió. Però un secret ocult en els seus blogs personals acabarà sent la causa d'un assassinat. |      |       | |                      |                         |                         |
| 870 | 815  | 14    | El cas de l'habitació tancada de l'actriu bloguera (II) "Burogu Joyū no Misshitsu Jiken (Kōhen)" (ブログ女優の密室事件 (後編))    | 919-920              | 30 d'abril del 2016     | 19 de gener del 2020    |
| Troben l'actriu Kyona Shono morta a la seva habitació d'hotel. La porta està tancada, però la targeta que serveix de clau és al costat del cos. Com s'ho ha fet, l'assassí, per sortir-ne? En Conan sospita d'una altra actriu, la Saya Kitami, amb qui la víctima mantenia una forta rivalitat, a més d'una clara enemistat, però li falten algunes peces per completar el trencaclosques. Gràcies a les seves habilitats deductives, finalment descobrirà com s'ho ha fet l'assassina per cometre el crim. |      |       | |                      |                         |                         |
| 871 | 816  | 15    | Un extraterrestre que no ho sembla gens "Zan'nen de Yasashii Uchūjin" (残念でやさしい宇宙人)                                      | Original             | 7 de maig del 2016      | 19 de gener del 2020    |
| El monitor d'una ludoteca es disfressa d'extraterrestre per demostrar-li al seu amic Kota, un nen de sis anys, que sí que existeixen. Per convèncer el nen, ha de fer una petita actuació al carrer amb testimonis. Però un home s'espanta tant quan el veu, que cau daltabaix de les escales d'un temple abandonat i es mata. La colla d'en Conan aviat descobrirà que la caiguda no ha estat del tot accidental i començarà a investigar els fets. |      |       | |                      |                         |                         |
| 872 | 817  | 16    | La promesa desapareguda "Kieta Fianse" (消えたフイアンセ)                                                                         | Original             | 14 de maig del 2016     | 25 de gener del 2020    |
| En Haruki Toriumi, futur hereu d'una rica família d'empresaris, li encarrega a en Kogoro que trobi la seva promesa, desapareguda des de fa tres dies. Tot un seguit de casualitats faran que en Kogoro i en Conan sospitin que la noia és morta i descobreixin de seguida els dos presumptes culpables, però en Conan creu que, darrere d'aquest cas aparentment tan senzill, s'hi amaga una història molt més complexa. |      |       | |                      |                         |                         |
| 873 | 818  | 17    | La persecució furiosa d'en Kogoro (I) "Kogorō, Ikari no Daitsuiseki (Zenpen)" (小五郎、怒りの大追跡 (前編))                       | Original             | 21 de maig del 2016     | 25 de gener del 2020    |
| La Ran i en Conan assisteixen com a convidats al concert de la Risa Purple, una famosa estrella. En Kogoro està contractat per fer-li de guardaespatlles. La Ran, que és una gran fan de la Risa, s'ha vestit igual que ella per a l'ocasió. Però abans que comenci el concert algú segresta la Ran per equivocació, pensant-se que és la Risa. Les coses empitjoren quan els segrestadors s'adonen del seu error. |      |       | |                      |                         |                         |
| 874 | 819  | 18    | La persecució furiosa d'en Kogoro (II) "Kogorō, Ikari no Daitsuiseki (Kōhen)" (小五郎、怒りの大追跡 (後編))                       | Original             | 28 de maig del 2016     | 26 de gener del 2020    |
| A l'inici del concert de la famosa estrella underground Risa Purple, la Ran, que va vestida igual que la Risa, és segrestada per equivocació. En Kogoro, desesperat perquè no sap si tornarà a veure viva la seva filla, envia un missatge per televisió al segrestador. El missatge, però, és una enginyosa trampa pensada per poder atrapar el veritable culpable del segrest i aconseguir, si és possible, rescatar la Ran amb vida. |      |       | |                      |                         |                         |
| 875 | 820  | 19    | Les set persones de la sala d'espera "Machiaishitsu no Nana-nin" (待合室の7人)                                                    | Original             | 4 de juny del 2016      | 26 de gener del 2020    |
| Per culpa d'un tifó, la Ran, en Conan i en Kogoro es queden atrapats en una estació de tren aïllada amb set persones més. En Kogoro troba una nota a la butxaca on l'avisen que aquella mateixa nit es cometrà un assassinat. Al cap d'unes hores, mentre tothom dorm, una de les passatgeres mor assassinada d'un tret quan es disposava a marxar. Tots els passatgers amaguen alguna cosa i, per tant, tots són sospitosos. |      |       | |                      |                         |                         |
| 876 | 821  | 20    | El secret ocult del temple Dongaraji "Dongara-ji ga Kakusu Himitsu" (曇柄寺が隠す秘密)                                            | Original             | 11 de juny del 2016     | 8 de febrer del 2020    |
| El robatori de 30 milions de iens amb la mort posterior de l'atracador i la desaparició dels diners, i el fet que dues dones veuen la mateixa persona en dos llocs diferents a la vegada, semblen dues coses que no tenen res a veure entre elles. En Conan acompanya en Kogoro en la investigació i de seguida s'adona que els dos fets estan relacionats. Ara només falta poder-ho demostrar! |      |       | |                      |                         |                         |
| 877 | 822  | 21    | Els sospitosos són una parella molt enamorada (I) "Yōgi-sha wa Netsuai Kappuru (Zenpen)" (容疑者は熱愛カップル (前編))            | 925-926              | 18 de juny del 2016     | 1 de febrer del 2020    |
| L'Ai està molt trasbalsada per la notícia que en Ryusuke Higo, un futbolista que li agrada molt, ha començat a sortir amb la Yoko Okino, la gran estrella de la cançó. I quan en Kogoro descobreix que la Yoko té nòvio, una mica més i es desmaia. L'Ai i en Kogoro fan un pacte per espiar la parella. Els localitzen en un restaurant i hi van, però, quan hi són, l'amo del restaurant apareix mort. |      |       | |                      |                         |                         |
| 878 | 823  | 22    | Els sospitosos són una parella molt enamorada (II) "Yōgi-sha wa Netsuai Kappuru (Kōhen)" (容疑者は熱愛カップル (後編))            | 926-927              | 25 de juny del 2016     | 1 de febrer del 2020    |
| Mentre en Kogoro i l'Ai sopen en un restaurant amb en Conan per investigar si la Yoko Okino surt amb el futbolista Ryusuke Higo, assassinen el propietari del restaurant, que era company d'institut d'en Ryusuke i la Yoko. D'entrada, sembla que els sospitosos són la parella de famosos, però comencen a sortir indicis que apunten cap als treballadors de l'establiment. L'obsessió amb la Yoko encega en Kogoro, però en Conan té el cap clar. |      |       | |                      |                         |                         |
| 879 | 824  | 23    | Els detectius júnior es resguarden de la pluja "Shōnen Tantei-dan no Amayadori" (少年探偵団の雨宿り)                              | Original             | 9 de juliol del 2016    | 8 de febrer del 2020    |
| Mentre estan d'acampada, un fort ruixat sorprèn en Conan i la seva colla i truquen a la porta d'una mansió aïllada per aixoplugar-se de la pluja i perquè en Genta pugui anar al lavabo. Els obren dos homes misteriosos que al final resulta que són uns lladres que havien entrat a robar. Quan els nens estan a punt de marxar, una dona crida demanant ajuda des del pis de dalt. |      |       | |                      |                         |                         |
| 880 | 825  | 24    | El cas de les marees inverses al parc "Shio-iri Kōen Gyakuten Jiken" (潮入り公園逆転事件)                                         | Original             | 16 de juliol del 2016   | 9 de febrer del 2020    |
| En Conan, la Ran i en Kogoro visiten un parc que té un llac molt bonic connectat amb el mar. Però just quan contemplen embadalits la retirada de la marea, en Conan veu el cos d'un home sota l'aigua. La investigació de la seva mort de seguida porta a interrogar la dona de la víctima i el seu germà. Però en Conan troba una altra peça que farà encaixar totes les pistes. |      |       | |                      |                         |                         |
| 881 | 826  | 25    | Bellesa, mentides i secrets "Bijo to Uso to Himitsu" (美女とウソと秘密)                                                           | Original             | 23 de juliol del 2016   | 9 de febrer del 2020    |
| Al carrer, se sent el crit d'una dona. En Conan, en Kogoro Mouri i la Ran hi van corrent i troben un home mort a terra que ha caigut del tercer pis d'un pàrquing. La dona testifica que l'home l'ha agredit, ella s'ha apartat i ell ha caigut daltabaix. En Conan aconsegueix pujar amb ella al cotxe i examinar casa seva per descobrir totes les pistes necessàries per resoldre el cas. |      |       | |                      |                         |                         |
| 882 | 827  | 26    | Uns fideus tan bons que maten 2 (I) "Shinu Hodo Umai Rāmen 2 (Zenpen)" (ラーメンなどおいしいゴマ死2 (前編))                       | 928-930              | 30 de juliol del 2016   | 15 de febrer del 2020   |
| La Ran, la Masumi i la Sonoko decideixen anar amb en Conan a sopar al restaurant de fideus preferit de la Masumi. Però després de gaudir d'aquest deliciós plat descobreixen que alguns dels clients que han sopat amb ells aquell vespre són sospitosos de l'assassinat d'una dona que vivia a prop i que, pel que sembla, va ser víctima d'un robatori que va acabar malament. Però potser hi ha algun sospitós més. |      |       | |                      |                         |                         |
| 883 | 828  | 27    | Uns fideus tan bons que maten 2 (II) "Shinu Hodo Umai Rāmen 2 (Kōhen)" (ラーメンなどおいしいゴマ死2 (後編))                       | 928-930              | 6 d'agost del 2016      | 15 de febrer del 2020   |
| La setmana anterior, després de cometre un assassinat, l'assassí va entrar al restaurant de fideus Ogura. La policia té tres sospitosos, tots ells clients habituals del local. Mentre perseguia l'assassí, la Yumi es va trobar el seu exnòvio, en Shukichi Haneda. Quan li truca per tornar a parlar amb ell, en Shukichi li diu que recorda haver sentit un soroll estrany cada vegada que l'assassí feia un pas. Quan sent aquesta explicació, en Conan s'adona d'una cosa. |      |       | |                      |                         |                         |
| 884 | 829  | 28    | El noi misteriós "Fushigina Shōnen" (不思議な少年)                                                                                | Original             | 13 d'agost del 2016     | 16 de febrer del 2020   |
| En Conan segueix a desgrat la colla de la Lliga de Detectius Júnior, que van a investigar uns rumors sobre ovnis i extraterrestres. Però resulta que troba un home mort sota un pont i, molt a prop seu, una pista que li recorda un lloc de la infància. Hi va de seguida per investigar més el cas i acabar de confirmar les seves hipòtesis sobre el possible autor de l'assassinat. |      |       | |                      |                         |                         |
| 885 | 830  | 29    | Una mansió envoltada de zombis (I) "Zombi ga Kakomu Bessō (Zenpen)" (ゾンビが囲む別荘 (前編))                                     | 931-932              | 3 de setembre del 2016  | 16 de febrer del 2020   |
| En Conan, en Kogoro i la Ran veuen una pel·lícula de zombis on hi surt la Yoko Okino. L'endemà en Kogoro porta els nois a la mansió on es va rodar la pel·lícula. Allà troben en Heiji i la Kazuha. Al cap de poc arriba un equip de rodatge per filmar el tràiler de la seqüela. Quan un dels membres de l'equip apareix mort, s'assabenten que allà hi havia tingut lloc un crim. |      |       | |                      |                         |                         |
| 886 | 831  | 30    | Una mansió envoltada de zombis (II) "Zombi ga Kakomu Bessō (Chūhen)" (ゾンビが囲む別荘 (中編))                                    | 932-933              | 10 de setembre del 2016 | 22 de febrer del 2020   |
| Els misteris se succeeixen a la mansió on un equip de rodatge d'un club de cinema de terror s'havia reunit per gravar la seqüela d'una pel·lícula. Després de comprovar que la mansió sí que està envoltada de zombis, apareix un segon cadàver que encara afegeix més enigmes a tota la situació. Algú està gravant els assassinats amb un mòbil per deixar pistes, però també pot ser que ho faci per afegir-hi més suspens! |      |       | |                      |                         |                         |
| 887 | 832  | 31    | Una mansió envoltada de zombis (III) "Zombi ga Kakomu Bessō (Kōhen)" (ゾンビが囲む別荘 (後編))                                    | 934-935              | 17 de setembre del 2016 | 22 de febrer del 2020   |
| Amb la poca ajuda de l'inspector Yamamura, de la policia de la prefectura de Gunma, en Conan i en Heiji Hattori comencen a resoldre el misteri de les morts del senyor Harawaki i de la Kyoko, tots dos membres de l'equip de rodatge d'una pel·lícula que estan filmant en una mansió situada enmig de la muntanya. Tot fa pensar que no ha sigut cap zombi, sinó un dels membres de l'equip. |      |       | |                      |                         |                         |
| 888 | 833  | 32    | El punt feble del gran detectiu "Meitantei ni Jakuten Ari" (名探偵に弱点あり)                                                     | Original             | 24 de setembre del 2016 | 23 de febrer del 2020   |
| L'intent d'assassinat del director d'un grup d'inversió per part d'Izumi Onda, que el considerava culpable de la ruïna econòmica i posterior suïcidi del seu pare, fa que en Kogoro s'hagi d'enfrontar a la seva por més gran, el seu punt dèbil ja conegut per tothom: un pànic a les altures que és incapaç de controlar. Al final, si vol salvar la vida de la Izumi, l'haurà de superar tant sí com no. |      |       | |                      |                         |                         |
| 889 | 834  | 33    | L'home que es mor dues vegades (I) "Nido Shinda Otoko (Zenpen)" (二度死んだ男 (前編))                                             | Original             | 1 d'octubre del 2016    | 23 de febrer del 2020   |
| Un prestador contracta en Kogoro per saber qui li ha enviat una carta en què l'amenacen de mort. Quan ell i en Conan el van a veure senten un crit des de fora i entren corrents al pis. Un cop dins es troben el prestador amb un ganivet clavat a la panxa i un home que confessa haver-lo mort. Però l'home que l'ha apunyalat no és l'assassí, perquè la víctima havia mort unes hores abans per estrangulació. |      |       | |                      |                         |                         |
| 890 | 835  | 34    | L'home que es mor dues vegades (II) "Nido Shinda Otoko (Kōhen)" (二度死んだ男 (後編))                                             | Original             | 8 d'octubre del 2016    | 29 de febrer del 2020   |
| En Haruyuki Shinkai, el secretari del senyor Takarada, apunyala el seu amo i es pensa que l'ha mort, però en realitat l'home havia mort estrangulat dues hores abans. Primer sembla que l'assassí pot haver estat el seu germà petit, en Koji, però, poc després, la seva dona, que s'hi va casar pels diners, es queda sense coartada. Molts indicis apunten en la seva direcció. Tots tres tenien motius per voler-lo veure mort, però un d'ells ha dit un munt de mentides. |      |       | |                      |                         |                         |
| 891 | 836  | 35    | La banda de noies mal avingudes (I) "Naka no Warui Gāruzu Bando (Zenpen)" (仲の悪いガールズバンド (前編))                         | 936-937              | 15 d'octubre del 2016   | 29 de febrer del 2020   |
| Un dia en sortir de classe, al Cafè Poirot, la Sonoko suggereix a la Ran i la Masumi que formin un grup de música. Descobreixen que en Toru Amuro toca molt bé la guitarra i també el conviden a formar part del grup. Van a un estudi de so per començar a assajar i en Conan els hi acompanya. A l'estudi també hi ha un altre grup de música format per noies que tenen una conversa una mica tensa. Al cap de poca estona, troben morta una de les noies. |      |       | |                      |                         |                         |
| 892 | 837  | 36    | La banda de noies mal avingudes (II) "Naka no Warui Gāruzu Bando (Kōhen)" (仲の悪いガールズバンド (後編))                         | 937-938              | 22 d'octubre del 2016   | 1 de març del 2020      |
| S'ha comès un assassinat en un estudi de so. La víctima és una noia que tocava la bateria en un grup i les sospitoses principals són les seves tres companyes. La càmera de seguretat no ha pogut enregistrar bé tot el que ha passat i la policia no troba l'arma del crim. Sort que en Conan i els seus amics els ajudaran a esbrinar què ha passat i a resoldre el cas. |      |       | |                      |                         |                         |
| 893 | 838  | 37    | El misteri del globus aerostàtic "Funwari Kikyū de Kaijiken" (ふんわり気球で怪事件)                                               | Original             | 5 de novembre del 2016  | 1 de març del 2020      |
| En Conan assisteix a una competició de globus aerostàtics. Abans de la prova, l'actual campió, en Shingo Mizuguchi, discuteix amb un altre participant, l'Akihiro Okuda. Quan arrenca la cursa, una col·lisió entre els globus d'aquests dos competidors provoca que l'Arisa, la dona d'en Shingo, que l'acompanyava, caigui de la barqueta i es mati. Tot indica que l'Akihiro ha envestit deliberadament el globus d'en Shingo, però hi ha coses que no quadren. |      |       | |                      |                         |                         |
| 894 | 839  | 38    | Se sent la veu del Tengu "Tengu no Koe ga Kikoeru" (天狗の声が聞こえる)                                                           | Original             | 12 de novembre del 2016 | 7 de març del 2020      |
| En Kogoro, la Ran i en Conan fan nit en un hostal d'un poble de muntanya. L'endemà, aprofitant que tenen temps, visiten una cova de la vora. Quan hi arriben hi descobreixen un cadàver. A primera vista sembla un suïcidi, però en Conan de seguida sospita que la víctima podria haver mort assassinada. Aconseguirà demostrar qui és l'assassí i com s'ho ha fet per simular el suïcidi? |      |       | |                      |                         |                         |
| 895 | 840  | 39    | L'últim regal "Saigo no Okurimono" (最後の贈り物)                                                                                 | Original             | 19 de novembre del 2016 | 7 de març del 2020      |
| En veure a la televisió la foto d'una presumpta culpable d'assassinat, en Kogoro de seguida reconeix la noia. Resulta que la va veure el mateix dia i a la mateixa hora que la policia creu que va cometre l'assassinat, i molt lluny del lloc on van trobar el cadàver. Per tant, no és possible que sigui l'assassina. Aleshores, com és que ha confessat que és l'autora del crim? |      |       | |                      |                         |                         |
| 896 | 841  | 40    | La parada de bus sota la pluja "Ame no Kōsaten" (雨の交差点)                                                                      | Original             | 26 de novembre del 2016 | 14 de març del 2020     |
| En Kogoro i en Conan surten a sopar una nit de pluja. De sobte, senten una frenada i una topada i, quan s'acosten al lloc dels fets, es troben al mig del carrer un cotxe que acaba d'atropellar un home. El conductor està inconscient i la víctima ha mort. Casualment, tot seguit arriben l'inspector Megure i en Takagi, que inicien la investigació d'un atropellament que, segons els primers indicis, podria ser un suïcidi. |      |       | |                      |                         |                         |
| 897 | 842  | 41    | Un passeig en cotxe amb un gir inesperat "Wakare no Ninmei Doraibu" (別れの任命ドライブ)                                          | Original             | 10 de desembre del 2016 | 14 de març del 2020     |
| La Kei és una noia que vivia al costat d'una altra noia, la Remi, que un dia va aparèixer penjada al seu pis. En Kogoro va participar en la investigació i va animar la Kei, que se sentia molt culpable per la mort de la seva veïna. En senyal d'agraïment, la Kei convida en Kogoro a passar un dia visitant la seva regió. La Ran, perquè el seu pare no es descontroli, demana a en Conan que l'acompanyi. Quan sent la història, en Conan comença a dubtar que fos un suïcidi. |      |       | |                      |                         |                         |
| 898 | 843  | 42    | Les contradiccions de la lliga de detectius júnior (I) "Tantei-dan wa Yabu no Naka (Zenpen)" (探偵団はヤブの中 (前編))            | 939-940              | 17 de desembre del 2016 | 15 de març del 2020     |
| En Conan reflexiona sobre la Masumi i el motiu pel qual va deixar Amèrica per tornar al Japó. També pensa en la Mary, la noia que la Masumi amaga al seu hotel, i en com s'assembla a l'Ai. Mentrestant, el professor Agasa convida la Lliga de Detectius Júnior a dinar a un restaurant elegant d'un centre comercial. Mentre són allà, un dels xefs és apunyalat. Els nens veuen fugir corrent el culpable, però cadascun d'ells el descriu de manera diferent. |      |       | |                      |                         |                         |
| 899 | 844  | 43    | Les contradiccions de la lliga de detectius júnior (II) "Tantei-dan wa Yabu no Naka (Kōhen)" (探偵団はヤブの中 (後編))            | 940-941              | 24 de desembre del 2016 | 15 de març del 2020     |
| Poc abans de Nadal apunyalen el xef d'un restaurant situat als Grans Magatzems Beika. Hi ha tres sospitosos. En Genta, en Mitsuhiko i l'Ayumi afirmen haver vist l'agressor baixant per les escales, però les descripcions que en fan no coincideixen gens. Al final, gràcies a les hàbils deduccions d'en Conan, descobreixen que tots tres tenien raó. Quan ja tornen cap a casa a l'Ai se li escorre el rímel i a en Conan, de sobte, li recorda molt una altra persona. |      |       | |                      |                         |                         |

## Temporada 22 (2017)
| EP# | EP#  | EP#   | Títol en català | Adaptat de           | Estrena en japonès      | Estrena en català     |
| Cat. | Jap. | Temp. | Títol en català | Adaptat de           | Estrena en japonès      | Estrena en català     |
| --- | ---- | ----- | --- | -------------------- | ----------------------- | --------------------- |
| 900 | 845  | 1     | En Conan atrapat a les fosques (I) "Zettai Zetsumei Kurayami no Konan (Zenpen)" (絶体絶命暗闇のコナン (前編))                             | Original             | 7 de gener del 2017     | 21 de març del 2020   |
| En Conan veu que un lladre intenta obrir una caixa forta, però el lladre també el descobreix a ell amagat sota una taula i el deixa estabornit. Quan es desperta, es troba lligat de peus i mans, emmordassat i tancat a les fosques en un espai molt petit. Mentrestant, l'advocat que ha estat víctima del robatori li demana al detectiu Mouri que investigui el cas.                                                                                        |      |       | |                      |                         |                       |
| 901 | 846  | 2     | En Conan atrapat a les fosques (II) "Zettai Zetsumei Kurayami no Konan (Kōhen)" (絶体絶命暗闇のコナン (後編))                             | Original             | 14 de gener del 2017    | 21 de març del 2020   |
| En Conan continua sense poder sortir de la mena de caixa on està tancat a les fosques, però, per sort, aconsegueix comunicar-se amb els seus amics de la Lliga de Detectius Júnior mitjançant el pin transmissor. Els diu que li sembla que l'han tancat a dins d'un taüt i que es comença a moure, com si el transportessin amb cotxe. Mentrestant, en Kogoro Mouri investiga el cas del robatori d'un testament.                                              |      |       | |                      |                         |                       |
| 902 | 847  | 3     | Un cas d'ovnis difícil per a l'inspector Chiba (I) "Chiba no Yūfō Nanjiken (Zenpen)" (千葉のUFO難事件 (前編))                             | 942-943              | 28 de gener del 2017    | 28 de març del 2020   |
| A l'inspector Chiba li ha tocat investigar un cas molt difícil: un home ha aparegut mort enganxat a una superfície de formigó que encara era fresc quan ell hi va caure de cara a terra. Al seu costat hi ha un altre home enganxat al formigó, però aquest està viu. Tot fa pensar que el segon ha matat el primer, però també hi ha indicis que uns extraterrestres han intervingut en l'assassinat.                                                          |      |       | |                      |                         |                       |
| 903 | 848  | 4     | Un cas d'ovnis difícil per a l'inspector Chiba (II) "Chiba no Yūfō Nanjiken (Kōhen)" (千葉のUFO難事件 (後編))                             | 943-944              | 4 de febrer del 2017    | 28 de març del 2020   |
| L'inspector Chiba té problemes perquè, per culpa seva, en Kogoro Mouri ha xerrat massa i la premsa ha publicat unes filtracions que diuen que la policia vol amagar el cas d'un assassinat comès per un extraterrestre. Quan va al despatx del detectiu per queixar-se, en Conan li dona una idea per desencallar la investigació. Amb una sola visita a cal sospitós, en Conan comença a fer deduccions i no para fins que resol el cas.                       |      |       | |                      |                         |                       |
| 904 | 849  | 5     | La contrasenya del formulari de matrimoni (I) "Kon'in-todoke no Pasuwādo (Zenpen)" (婚姻届のパスワード (前編))                            | 945-946              | 11 de febrer del 2017   | 29 de març del 2020   |
| La Yumi ha anat a un restaurant italià amb la Miwako Sato. Allà li ha comentat que fa temps en Shukichi li va donar un sobre i li va demanar que el guardés. Mentre passegen, la Yumi descobreix per casualitat que en Shukichi és en realitat un gran mestre de shogi. Quan busca el sobre no el troba, i el conserge de l'edifici on viu no li posarà les coses gens fàcils.                                                                                  |      |       | |                      |                         |                       |
| 905 | 850  | 6     | La contrasenya del formulari de matrimoni (II) "Kon'in-todoke no Pasuwādo (Kōhen)" (婚姻届のパスワード (後編))                            | 946-947              | 18 de febrer del 2017   | 29 de març del 2020   |
| Després de buscar un segon paper per poder trobar la contrasenya que desbloqueja l'ordinador i recuperar el sobre, en Conan s'adona que estava equivocat, i que la manera de descobrir la contrasenya és una altra. Finalment troben el sobre al lloc més inesperat. Quan tornen cap a casa, l'Ai li explica a en Conan que en Koji Haneda, germanastre d'en Shukichi Haneda, apareixia a la llista de víctimes de l'APTX 4869.                                 |      |       | |                      |                         |                       |
| 906 | 851  | 7     | Visita als inferns de l'amor (Episodi de Beppu) "Koi no Jigokumeguri Tsuā (Beppu Hen)" (恋の地獄めぐりツアー(別府編))                     | Mystery Tour 2016    | 4 de març del 2017      | 4 d'abril del 2020    |
| En Kogoro Mouri convida la Ran i en Conan a anar a visitar Beppu i les seves fonts termals, però en Conan s'adona que el detectiu es comporta d'una manera estranya fins que descobreix que l'autèntic propòsit del viatge és buscar la filla d'un empresari molt important que se n'ha anat de casa. Casualment, en Takagi i la Sato també visiten la mateixa zona.                                                                                            |      |       | |                      |                         |                       |
| 907 | 852  | 8     | Visita als inferns de l'amor (Episodi d'Oita) "Koi no Jigokumeguri Tsuā (Ōita-hen)" (恋の地獄めぐりツアー(大分編))                        | Mystery Tour 2016    | 11 de març del 2017     | 4 d'abril del 2020    |
| En Kogoro Mouri convida la Ran i en Conan a anar a visitar la ciutat termal de Beppu, però l'autèntic propòsit d'en Kogoro és buscar la filla d'un empresari molt important que ha desaparegut. Troben la noia i avisen el pare, però, quan arriba ell, la seva filla ha tornat a desaparèixer, i aquesta vegada l'han segrestat. Mentrestant, en Takagi i la Sato segueixen la pista d'un lladre.                                                              |      |       | |                      |                         |                       |
| 908 | 853  | 9     | Records de la classe dels cirerers (La Ran de petita) "Sakura-gumi no omoide・Ran gāru" (サクラ組の思い出・蘭GIRL)                        | 921-922              | 18 de març del 2017     | 5 d'abril del 2020    |
| Ara fa 13 anys, en Shinichi i la Ran es van conèixer a la llar d'infants, anaven junts a la classe dels cirerers. Quan en Conan i la Ran passen per sota d'una filera de cirerers florits, els records comencen a aparèixer i podem conèixer de primera mà com van ser aquells primers dies d'una relació que ja durarà per sempre. Això sí, el començament no va ser gens fàcil.                                                                               |      |       | |                      |                         |                       |
| 909 | 854  | 10    | Records de la classe dels cirerers (En Shinichi de petit) "Sakura-gumi no omoide・Shin'ichi bōi" (サクラ組の思い出・新一BOY)              | 923-924              | 25 de març del 2017     | 5 d'abril del 2020    |
| A l'escola infantil de Beika, a la classe dels cirerers, en Shinichi coneix la Ran i comença a observar coses estranyes en el comportament del seu professor. Les sospites i les deduccions del jove Conan, que ja apunta que serà un gran detectiu, fan que el seu pare també comenci a investigar i resolgui un misteri que hauria acabat amb el segrest d'una nena de l'escola.                                                                              |      |       | |                      |                         |                       |
| 910 | 855  | 11    | El misteri del cinturó negre "Kieta kuro-tai no nazo" (消えた黒帯の謎)                                                                    | Pròleg Pel·lícula 21 | 15 d'abril del 2017     | 23 de juny de 2021    |
| El mestre Tatsuhito Takami decideix tancar el seu dojo sense explicar-ho a ningú per culpa dels deutes que té amb una colla de mafiosos. La visita d'un antic alumne, en Makoto Kyogoku, i la desaparició del símbol del dojo, un cinturó negre que s'havien passat els mestres de generació en generació, fa que el Conan es vegi obligat a resoldre un altre misteri.                                                                                         |      |       | |                      |                         |                       |
| 911 | 856  | 12    | El secret de la parella rica "Cerebu Fufu no Himitsu" (セレブ夫婦の秘密)                                                                  | Original             | 22 d'abril del 2017     | 24 de juny de 2021    |
| En Conan i en Kogoro intervenen per casualitat en el descobriment de dos cadàvers. Són d'un matrimoni: l'home ha mort a ganivetades, i la dona, ofegada. Per si la situació no era prou estranya, encara es complica més quan descobreixen que la dona és qui ha assassinat el marit. Quan tothom creu que el cas està resolt perquè la mort de la dona ha sigut accidental, en Conan descobreix qui l'ha matat.                                                |      |       | |                      |                         |                       |
| 912 | 857  | 13    | El misteri de la cruïlla de Beika (I) "Beika-chō Nintensanten Misuteri (Zenpen)" (米花町二転三転ミステリー（前編）)                       | Original             | 29 d'abril del 2017     | 25 de juny de 2021    |
| La descoberta d'un home assassinat en un parc porta la policia a descobrir un altre home mort, però aquest cop a casa seva. Tot apunta que és l'assassí que s'ha suïcidat, però en Megure i en Conan no ho veuen tan clar. El testimoni d'una veïna dona una pista per arribar fins a un possible assassí, però hi continua havent detalls que no encaixen i en Conan decideix investigar-ho pel seu compte.                                                    |      |       | |                      |                         |                       |
| 913 | 858  | 14    | El misteri de la cruïlla de Beika (II) "Beika-chō Nintensanten Misuteri (Kōhen)" (米花町二転三転ミステリー（後編）)                       | Original             | 6 de maig del 2017      | 28 de juny de 2021    |
| La policia ha detingut el sospitós dels dos assassinats de l'episodi anterior. Però en Conan continua investigant perquè pensa que l'assassí és algú altre, que li ha volgut carregar les dues morts. Llavors comença a considerar nous possibles sospitosos, i va descartant veïns fins que descobreix qui pot tenir una connexió entre les dues víctimes i el detingut. A partir d'aquí comença a deduir tot un entramat digne d'una novel·la de misteri.     |      |       | |                      |                         |                       |
| 914 | 859  | 15    | La ruta de muntanya fatídica "Kurayami no sangaku rūto" (暗闇の山岳ルート)                                                                | Original             | 13 de maig del 2017     | 29 de juny del 2021   |
| El doctor Agasa acompanya tota la colla d'excursió a la muntanya. Al refugi on han de fer nit abans de pujar al cim, es troben un grup d'escaladors. De seguida veuen que entre ells hi ha mala maror, però ningú s'espera que l'endemà al matí una de les noies aparegui morta davant de la seva tenda. En Conan i els altres no paren d'investigar fins que troben el culpable de l'assassinat.                                                               |      |       | |                      |                         |                       |
| 915 | 860  | 16    | La trampa del sistema de seguretat "Bōhan shisutemu no otoshiana" (防犯システムの落とし穴)                                                | Original             | 20 de maig del 2017     | 30 de juny del 2021   |
| En Kogoro i en Conan acompanyen a casa seva una clienta que ha estat víctima d'un robatori per revisar la seguretat del seu pis. Quan ja se'n van senten un soroll. Un veí ha caigut des de la terrassa. És un accident o un assassinat? Quan la policia entra al pis de la víctima hi troba una joia de la clienta d'en Kogoro. L'home mort era el lladre que robava al barri?                                                                                 |      |       | |                      |                         |                       |
| 916 | 861  | 17    | El mateix escenari del crim que fa disset anys (I) "17-Nen mae to Onaji Genba (Zenpen)" (17年前と同じ現場ー（前編）)                      | 948-950              | 3 de juny del 2017      | 17 de maig del 2021   |
| Disset anys enrere, el campió de shogi Koji Haneda va viatjar als Estats Units i el van assassinar a l'hotel on s'allotjava. Aquella mateixa nit i al mateix hotel també va morir Amanda Hughes, una dona nord-americana rica amiga d'en Koji Haneda. En Conan i en Subaru Okiya sospiten que el cas podria estar relacionat amb un assassinat recent que investiga la policia. Si més no, els escenaris dels dos crims s'assemblen massa per ser casualitat.   |      |       | |                      |                         |                       |
| 917 | 862  | 18    | El mateix escenari del crim que fa disset anys (II) "17-Nen mae to Onaji Genba (Kōhen)" (17年前と同じ現場ー（後編）)                      | 948-950              | 10 de juny del 2017     | 17 de maig del 2021   |
| Aquest cas és un cúmul d'indicis inconnexos: l'olor de mel, les tisores, l'aixeta del lavabo oberta, una pilota de colors... Fins que una llarga filera de formigues condueix en Conan i en Subaru cap al lloc on l'assassí ha amagat l'arma del crim, i això els permetrà descobrir de quina manera ha mort el senyor Hiyama i com se les ha enginyat el culpable per introduir l'arma al pavelló.                                                             |      |       | |                      |                         |                       |
| 918 | 863  | 19    | L'assassinat del detectiu dels esperits (I) "Reikon Tantei Satsugai Jiken (Zenpen)" (霊魂探偵殺害事件ー（後編）)                          | 951-953              | 17 de juny del 2017     | 5 de juliol del 2021  |
| En Kogoro rep una trucada per participar en un programa de televisió en què en Gaito Hotta, un suposat mèdium en hores baixes, invocarà l'esperit d'en Koji Haneda. Això fa que en Conan sospiti que aquest home sap alguna cosa sobre la mort del famós jugador de shogi i decideixi acompanyar en Kogoro a l'hotel on s'allotja el mèdium. Però quan arriben a la seva habitació, el troben mort al llit.                                                     |      |       | |                      |                         |                       |
| 919 | 864  | 20    | L'assassinat del detectiu dels esperits (II) "Reikon Tantei Satsugai Jiken (Kōhen)" (霊魂探偵殺害事件ー（後編）)                          | 951-953              | 24 de juny del 2017     | 6 de juliol del 2021  |
| En Gaito Hotta, un suposat mèdium que probablement tenia informació sobre la mort d'en Koji Haneda, és assassinat a la seva habitació d'hotel. Casualment, a l'habitació del costat s'hi allotja la Masumi, que s'implica en la investigació. Quan en Conan adorm en Kogoro s'adona que ha perdut el transformador de veu. Tot i així, el Kogoro Dorment resol el cas. Qui ha descobert la veritat i li ha posat la veu a en Kogoro?                            |      |       | |                      |                         |                       |
| 920 | 865  | 21    | L'ocell malparlat "Kuchi no Warui Kyūkanchō" (口の悪い九官鳥)                                                                             | Original             | 8 de juliol del 2017    | 7 de juliol del 2021  |
| La Naoko Kokubo, una senyora gran que havia estat escriptora de contes infantils, apareix morta a casa seva. Els tres sospitosos són el seu nebot, la minyona i un llibreter. Tots tres tenen motius per haver comès el crim i, alhora, tenen coartada. En Conan resoldrà el cas gràcies a la pista que li donarà el minà de la víctima, un ocell molt intel·ligent que repeteix tot el que sent.                                                               |      |       | |                      |                         |                       |
| 921 | 866  | 22    | L'escenari de la traïció (I) "Uragiri no dankai (Zenpen)" (裏切りの段階ー（前編）)                                                        | 954-957              | 15 de juliol del 2017   | 8 de juliol del 2021  |
| La Sonoko i la Ran volen anar a veure l'assaig del famós músic Rokumichi Hado, que ha compost una cançó titulada "Asaca". Quan ho descobreixen, en Conan i en Subaru Okiya també hi volen anar. Un cop a l'auditori es troben en Toru Amuro i la seva companya Azusa, que en realitat és la Vermouth disfressada. Tot d'una, en Rokumichi Hado apareix mort, penjat dalt de l'escenari, i els detectius hauran de desemmascarar l'assassí.                      |      |       | |                      |                         |                       |
| 922 | 867  | 23    | L'escenari de la traïció (II) "Uragiri no dankai (Kōhen)" (裏切りの段階ー（後編）)                                                        | 954-957              | 22 de juliol del 2017   | 9 de juliol del 2021  |
| En Conan, en Subaru Okiya i en Toru Amuro acaben descobrint el truc que ha fet servir el culpable per penjar la víctima: un enginyós sistema de politges fabricat amb una simple corda que permet aixecar objectes molt pesants. En Toru comença a sospitar que en Subaru podria ser l'Akai, l'agent que va matar el seu amic Scotch. Igual que el cas que estan investigant, però, la mort de l'Scotch tampoc és el que sembla.                                |      |       | |                      |                         |                       |
| 923 | 868  | 24    | El xiulet d'un tren entre llibres antics "Kiteki no Kikoeru Koshoten" (汽笛の聞こえる古書店)                                              | Original             | 29 de juliol del 2017   | 12 de juliol del 2021 |
| En Yujiro Tamaki és un senyor gran que té una llibreria d'ocasió. Un dia, en Conan i la seva colla li donen un cop de mà amb unes caixes de llibres i el veuen discutir amb el seu fill Ichiro, que fa temps que intenta convence'l perquè tanqui. Al cap de poc, les prestatgeries de la llibreria es tomben i fereixen el senyor Tamaki. En Conan descobrirà que l'accident no ha estat casualitat.                                                           |      |       | |                      |                         |                       |
| 924 | 869  | 25    | En Conan cau per un penya-segat (I) "Dangai ni Kieta Konan (Zenpen)" (断崖に消えたコナン（前編）)                                         | Original             | 5 d'agost del 2017      | 13 de juliol del 2021 |
| Un lladre anomenat El Zorro i la seva banda cometen un robatori i maten tres persones. En Yuji Isehara, un dels membres de la banda, fuig perquè no sabia que actuarien amb tanta violència. En Conan i la Lliga de Detectius Júnior van a passar un cap de setmana en una casa al camp i s'hi troben en Fuji al jardí, malferit. En un moment determinat, en Conan, per salvar-li la vida, arriscarà la seva.                                                  |      |       | |                      |                         |                       |
| 925 | 870  | 26    | En Conan cau per un penya-segat (II) "Dangai ni Kieta Konan (Kōhen)" (断崖に消えたコナン（後編）)                                         | Original             | 12 d'agost del 2017     | 14 de juliol del 2021 |
| Per salvar en Yuji Isehara de la banda del Zorro, en Conan es llança daltabaix d'un penya-segat i desapareix. La Ran i companyia no se'n saben avenir i no es volen ni imaginar la possibilitat d'haver perdut el seu amic, però, en realitat, tothom el dona per mort. La pròxima a desaparèixer és l'Ai, que rep un missatge que podria ser el principi de la salvació del seu amic de l'ànima.                                                               |      |       | |                      |                         |                       |
| 926 | 871  | 27    | El cas Nobunaga, 450è aniversari "Nobunaga Yon-gō-maru Jiken" (ノブナガ四五〇事件)                                                        | Original             | 2 de setembre del 2017  | 15 de juliol del 2021 |
| El doctor Agasa i la Lliga de Detectius Júnior se'n van a Gifu convidats per un amic del doctor. Allà visiten els principals monuments de la ciutat. Després de veure un espectacle de superherois, els Nobuna Gaizers, en Mitsuhiko s'adona que s'ha descuidat de demanar-los els autògrafs i hi torna corrents per veure si encara els troba. La resta l'esperen, però en Mitsuhiko no torna. Ell i els Nobuna Gaizers han desaparegut.                       |      |       | |                      |                         |                       |
| 927 | 872  | 28    | En Conan, en Heiji i la llegenda del Nue (El crit) "Konan to Heiji no Nue Densetsu (Nakigoe-hen)" (コナンと平次の鵺伝説 （鳴声編）)       | 958-962              | 9 de setembre del 2017  | 16 de juliol del 2021 |
| En Heiji i la Kazuha conviden la Ran i en Conan a anar amb ells al poble de Yadori perquè els ajudin a buscar el tresor de Tokugawa, que, segons la llegenda, està enterrat per la zona. Però en arribar al poble també els expliquen una altra llegenda d'un monstre enorme amb cap de mona, cos de gos viverrí, potes de tigre i una serp en comptes de cua: el Nue.                                                                                          |      |       | |                      |                         |                       |
| 928 | 873  | 29    | En Conan, en Heiji i la llegenda del Nue (Les urpes) "Konan to Heiji no Nue Densetsu (Tsumeato-hen)" (コナンと平次の鵺伝説 （爪跡編）)    | 958-962              | 16 de setembre del 2017 | 19 de juliol del 2021 |
| En Conan i la Ran acompanyen en Heiji i la Kazuha al poble de Yadori per ajudar-los a buscar el tresor enterrat de Tokugawa. Quan hi arriben els expliquen la llegenda del Nue, un monstre enorme i esgarrifós. Ben aviat tenen l'ocasió de sentir el crit aterridor de la bèstia. Havent sopat, el Nue apareix entre un núvol de fum negre i tot seguit troben un cadàver amb unes marques d'urpes gegants a l'esquena.                                        |      |       | |                      |                         |                       |
| 929 | 874  | 30    | En Conan, en Heiji i la llegenda del Nue (La resolució) "Konan to Heiji no Nue Densetsu (Kaiketsu-hen)" (コナンと平次の鵺伝説 （解決編）) | 958-962              | 23 de setembre del 2017 | 20 de juliol del 2021 |
| En Conan i la Ran acompanyen en Heiji i la Kazuha a buscar un tresor enterrat al poble de Yadori. A la nit apareix el Nue, un monstre enorme i esgarrifós. En poques hores es produeixen dos assassinats, i tot fa pensar que tots dos crims són obra de la mateixa bèstia, el Nue, però en Heiji i en Conan sospiten que en realitat el monstre llegendari no existeix i tot plegat és un muntatge del veritable assassí                                       |      |       | |                      |                         |                       |
| 930 | 875  | 31    | La misteriosa i profètica estàtua de Buda "Fushigi na Yochi Butsuzō" (不思議な予知仏像)                                                   | Original             | 30 de setembre del 2017 | 21 de juliol del 2021 |
| La Ran, en Conan i en Kogoro visiten un temple per entrevistar-se amb dues clientes del detectiu: la dona i la filla d'un sacerdot budista. Les dones li demanen que les protegeixi, a elles i a la seva família, del que consideren la maledicció de l'estàtua de Buda. El sacerdot del temple es nega rotundament a involucrar un detectiu en un assumpte que ell considera que és estrictament religiós, però poc després apareix mort d'una ganivetada.     |      |       | |                      |                         |                       |
| 931 | 876  | 32    | El testimoni mecànic "Kikai-jikake no Mokugekisha" (機械じかけの目撃者)                                                                   | Original             | 7 d'octubre del 2017    | 22 de juliol del 2021 |
| Kyoichi Kusumi, president d'una empresa d'enginyeria que fabrica robots, fa anar en Kogoro a les seves oficines perquè investigui si algun dels seus treballadors està robant tecnologia punta. En Kogoro sospita de Takeshi Tanizaki, un home que ha inventat un ratolí robòtic i que és menystingut pels seus companys. Però poc després hi ha una fuita de gas a l'edifici i en Takeshi apareix mort. I un testimoni inesperat ha presenciat el crim.        |      |       | |                      |                         |                       |
| 932 | 877  | 33    | El destí encreuat de dues persones "Kōsa Suru Unmei no Futari" (交差する運命の二人)                                                       | Original             | 14 d'octubre del 2017   | 23 de juliol del 2021 |
| Un lladre que fuig corrents després de robar a casa d'una dona gran topa amb en Genta, que cau a terra i es fa un nyanyo al cap. El noi, enfadat, comença a empaitar-lo, però li acaba perdent la pista. Per localitzar-lo demana ajuda a la Lliga de Detectius Júnior. Finalment, quan el troben, descobreixen que no se'n recorda de res per culpa d'un cop al cap que s'ha donat quan ha caigut daltabaix d'un terraplè.                                     |      |       | |                      |                         |                       |
| 933 | 878  | 34    | El punt cec de l'emprovador (I) "Shichakushitsu no Shikaku (Zenpen)" (試着室の死角（前編）)                                               | 969-971              | 28 d'octubre del 2017   | 26 de juliol del 2021 |
| La Ran, la Sonoko i la Masumi se'n van a una botiga per comprar-se un biquini. Quan en Conan veu el model que s'emprova la Masumi, de sobte li venen a la ment imatges d'un estiu llunyà, però no aconsegueix ubicar-les. Cansat d'esperar, se'n va a fer un tomb pel centre comercial. Quan es torna a reunir amb les noies se sent un crit. S'ha comès un crim en una de les botigues on havia entrat en Conan.                                               |      |       | |                      |                         |                       |
| 934 | 879  | 35    | El punt cec de l'emprovador (II) "Shichakushitsu no Shikaku (Kōhen)" (試着室の死角（後編）)                                               | 969-971              | 4 de novembre del 2017  | 27 de juliol del 2021 |
| Les tres persones sospitoses d'haver assassinat la senyora Sashihara a l'emprovador d'una botiga de roba són: la dependenta Reia Nanbu; l'assistenta de la víctima, Ayami Yamaki; i una dona amb qui la víctima havia tingut una discussió dies abans, Tomoyo Nitsuka. En Conan descobrirà quina de les tres és l'assassina, i a més recordarà de què coneixia la Masumi Sera, gràcies a un comentari que ella fa i que demostra que va dir una mentida         |      |       | |                      |                         |                       |
| 935 | 880  | 36    | La lliga de detectius júnior i la casa encantada "Tantei-dan to Yūrei-kan" (探偵団と幽霊館)                                               | Original             | 11 de novembre del 2017 | 28 de juliol del 2021 |
| En Conan, l'Ayumi, en Genta i en Mitsuhiko se'n van d'excursió, es posa a ploure i es veuen obligats a refugiar-se en una mansió. Allà descobreixen que l'amo, el senyor Otaguro, fa uns quants dies que veu el fantasma de la seva difunta esposa. En Conan descobreix que la criada ha robat un flascó de verí de l'estudi del nebot del senyor Otaguro, però aviat s'adonarà que el misteri no s'acaba pas aquí.                                             |      |       | |                      |                         |                       |
| 936 | 881  | 37    | El mag de les ones (I) "Sazanami no Mahōtsukai (Zenpen)" (さざ波の魔法使い（前編）)                                                       | 972-974              | 18 de novembre del 2017 | 29 de juliol del 2021 |
| Fa deu anys, en Shinichi, la seva família i la Ran van anar de vacances a la platja, on van conèixer una misteriosa família: la Mary Sera i els seus tres fills Shuichi, Shukichi i Masumi. Mentre el petit Shinichi s'entrenava fent de detectiu, un cotxe es va estimbar pel penya-segat i es va enfonsar al mar. El conductor va morir, però el copilot va sobreviure i es va amagar entre els banyistes...                                                  |      |       | |                      |                         |                       |
| 937 | 882  | 38    | El mag de les ones (II) "Sazanami no Mahōtsukai (Kōhen)" (さざ波の魔法使い（後編）)                                                       | 972-974              | 25 de novembre del 2017 | 30 de juliol del 2021 |
| En Shinichi troba tres persones sospitoses de ser el còmplice del lladre mort en l'accident de cotxe. El seu pare Yusaku, en Shuichi Akai i el mateix Shinichi descobriran qui és i com s'ha disfressat per camuflar-se entre els banyistes. Ara en Shinichi recorda la misteriosa família que va conèixer a la platja fa deu anys i sospita que la Masumi coneix la seva veritable identitat, però encara queden molts interrogants.                           |      |       | |                      |                         |                       |
| 938 | 883  | 39    | Les bombes del llibre desplegable (I) "Ehon Kara Tobidasu Bakudan Ma (Zenpen)" (絵本から飛び出す爆弾魔（前編）)                           | Original             | 2 de desembre del 2017  | 2 d’agost del 2021    |
| Algú envia un paquet amb un llibre infantil i un mòbil a l'Agència de Detectius Mouri. El llibre es titula "L'avi Tic-tac i els tres rellotges" i està ple d'enigmes. De sobte, comencen a arribar uns missatges estranys al mòbil que també semblen enigmes i que parlen de bombes. A les notícies anuncien una explosió en una sala de jocs i tot sembla indicar que està relacionada amb el misteri que envolta el llibre i el mòbil.                        |      |       | |                      |                         |                       |
| 939 | 884  | 40    | Les bombes del llibre desplegable (II) "Ehon Kara Tobidasu Bakudan Ma (Kōhen)" (絵本から飛び出す爆弾魔（後編）)                           | Original             | 9 de desembre del 2017  | 3 d’agost del 2021    |
| En Kogoro Mouri rep per correu un llibre infantil amb una amenaça de bomba i, després de moltes corredisses, aconsegueix impedir que exploti llançant-la a una claveguera. Però immediatament arriba una altra amenaça i una altra i una altra. El llibre dona pistes per trobar les bombes, però ho fa amb uns enigmes molt difícils. Al final, les tres bombes exploten, però també n'explota una altra sota una furgoneta blindada plena de diners. Per què? |      |       | |                      |                         |                       |
| 940 | 885  | 41    | Resolent misteris al Cafè Poirot (I) "Nazotoki Wa Kissa Poaro De (Zenpen)" (謎解きは喫茶ポアロで（前編）)                                 | 981-983              | 16 de desembre del 2017 | 4 d’agost del 2021    |
| La Kazuha i en Heiji van a casa d'en Conan i la Ran per proposar-los d'anar a fer una passejada per veure la preciosa il·luminació nadalenca de Kinza. Mentre esperen les noies, els nois van al Cafè Poirot, on surt el tema de la data: és divendres 13. Queda demostrat que no és un bon dia quan un dels participants en una celebració d'aniversari és agredit amb una arma blanca i es tem per la seva vida.                                              |      |       | |                      |                         |                       |
| 941 | 886  | 42    | Resolent misteris al Cafè Poirot (II) "Nazotoki Wa Kissa Poaro De (Kōhen)" (謎解きは喫茶ポアロで（後編）)                                 | 981-983              | 23 de desembre del 2017 | 5 d’agost del 2021    |
| Cap dels tres sospitosos d'haver apunyalat en Tengo Anzai té taques de sang ni a les mans ni als braços, cosa que complica la resolució del cas. De tota manera, una poètica pista revelada per l'estrany home de la gavardina ajudarà en Conan i en Heiji a resoldre'l. Però qui és en realitat aquest home misteriós? I en Heiji, de debò que ha vingut fins a Tòquio només per veure la il·luminació de Kinza?                                               |      |       | |                      |                         |                       |

## Temporada 23 (2018)
| EP# | EP#  | EP#   | Títol en català | Adaptat de           | Estrena en japonès      | Estrena en català       |
| Cat. | Jap. | Temp. | Títol en català | Adaptat de           | Estrena en japonès      | Estrena en català       |
| --- | ---- | ----- | --- | -------------------- | ----------------------- | ----------------------- |
| 942 | 887  | 1     | En Kaito Kid i la caixa secreta (I) "Kaitō Kiddo no Karakuri-bako (Zenpen)" (怪盗キッドの絡繰箱 (前編))                                               | 963-965              | 6 de gener del 2018     | 6 d’agost del 2021      |
| Després de la mort del seu marit, la senyora Tomoyose fa donació de 10.000 llibres a la biblioteca d'en Jirokichi Suzuki i li demana ajuda per obrir una caixa secreta que conté una joia molt valuosa. El full d'instruccions ha de ser entre les pàgines d'un dels llibres, però quin? El senyor Suzuki li proposa un repte a en Kaito Kid: si vol veure la pedra de lluna més grossa del món, haurà d'obrir la caixa.                                                                |      |       | |                      |                         |                         |
| 943 | 888  | 2     | En Kaito Kid i la caixa secreta (II) "Kaitō Kiddo no Karakuri-bako (Kōhen)" (怪盗キッドの絡繰箱 (後編))                                               | 963-965              | 13 de gener del 2018    | 9 d’agost del 2021      |
| A dins d'una caixa secreta del segle xix hi ha una gemma fabulosa, la Luna Memoria, objecte de desig d'en Kaito Kid. El full amb les instruccions per obrir-la ha de ser entre les pàgines d'un dels 10.000 llibres que la viuda de l'inventor Kichiemon Samizu ha donat a la Biblioteca Suzuki, però quin? En Conan nota la presència d'en Kaito Kid. De qui es deu haver disfressat, aquesta vegada?                                                                                  |      |       | |                      |                         |                         |
| 944 | 889  | 3     | El cas de l'esquelet i la mestra nova (I) "Shinnin Kyōshi no Gaikotsu Jiken (Zenpen)" (新任教師の骸骨事件 (前編))                                     | 966-968              | 20 de gener del 2018    | 10 d’agost del 2021     |
| Un dia, a l'hora de dinar, la nova mestra de suport de la classe d'en Conan i els seus amics els demana si la poden acompanyar a un cobert vell que abans es feia servir de magatzem perquè necessita guix. Confessa que li fa una mica de por anar-hi sola. Els amics de la Lliga de Detectius Júnior l'hi acompanyen i, mentre busquen guix, troben una altra cosa del tot inesperada.                                                                                                |      |       | |                      |                         |                         |
| 945 | 890  | 4     | El cas de l'esquelet i la mestra nova (II) "Shinnin Kyōshi no Gaikotsu Jiken (Kōhen)" (新任教師の骸骨事件 (後編))                                     | 966-968              | 27 de gener del 2018    | 11 d’agost del 2021     |
| En Conan i els seus companys de la Lliga de Detectius Júnior acompanyen la mestra de suport nova a buscar guix a un cobert vell. Quan baixen al soterrani del cobert, hi troben un esquelet amb una cinta a la mà en què hi ha escrit un misteriós missatge en clau. Pot ser que tingui alguna relació amb un robatori i un assassinat que es van cometre fa deu anys. Si aconseguissin desxifrar-lo...                                                                                 |      |       | |                      |                         |                         |
| 946 | 891  | 5     | La gira dels misteris: La revolució Bakumatsu (part de Yamaguchi) "Bakumatsu Ishin Misuterītsuā (Yamaguchi-hen)" (幕末維新ミステリーツアー（山口編）) | Mystery Tour 2017    | 3 de febrer del 2018    | 12 d’agost del 2021     |
| Un personatge misteriós anomenat Komakichi Kurataya li ha enviat una carta a en Kogoro per dir-li que li ha d'entregar un tresor familiar. La Ran i en Conan decideixen acompanyar-lo a la ciutat de Yamaguchi, i allà coneixen una periodista. Per culpa d'un malentès, la policia deté en Kogoro pensant-se que és el còmplice d'un lladre. L'endemà, en Kogoro i companyia van a la ciutat de Hagi seguint una possible pista.                                                       |      |       | |                      |                         |                         |
| 947 | 892  | 6     | La gira dels misteris: La revolució Bakumatsu (part de Hagi) "Bakumatsu Ishin Misuterītsuā (Hagi-hen)" (幕末維新ミステリーツアー(萩編))               | Mystery Tour 2017    | 10 de febrer del 2018   | 13 d'agost del 2021     |
| El culpable li ha disparat a en Kogoro per espantar-lo i la policia de Yamaguchi s'ofereix per protegir-lo, però l'Asuka corre perill i l'han d'ajudar. La noia sospita qui s'amaga darrere la identitat del misteriós Komakichi Kurataya i ell intentarà desempallegar-se'n per protegir el seu secret. Al final, en Conan descobrirà qui és el lladre i aconseguirà treure de la presó un home innocent acusat del mateix crim.                                                       |      |       | |                      |                         |                         |
| 948 | 893  | 7     | El misteri del restaurant d’una estrella "Hoshi-tsuki Resutoran no Nazo" (星付きレストランの謎)                                                       | Original             | 24 de febrer del 2018   | 16 d’agost del 2021     |
| Cinc clients, treballadors d'una mateixa empresa, han desaparegut misteriosament d'un restaurant de luxe on en Conan, la Ran i el senyor Kogoro havien reservat taula per sopar. Una nota on hi ha escrita la paraula "maledicció" serà la pista que permetrà a en Conan estirar el fil i descobrir la veritat. |      |       | |                      |                         |                         |
| 949 | 894  | 8     | Un show de detectius a l'antic estil toquiota! (I) "Tonari no Edomae Suiri Shō (Zenpen)" (となりの江戸前推理ショー（前編）)                           | 975-977              | 3 de març del 2018      | 17 d’agost del 2021     |
| En Kogoro té un bitllet guanyador de les carreres de cavalls que no recorda haver comprat... En Conan, la Ran i ell van a celebrar-ho a un restaurant de sushi però... una dona el reclama! L'hi han robat quan era al tren. Qui és el lladre? El cambrer desafiarà en Kogoro a descobrir el misteri abans no ho faci ell... |      |       | |                      |                         |                         |
| 950 | 895  | 9     | Un show de detectius a l'antic estil toquiota! (II) "Tonari no Edomae Suiri Shō (Kōhen)" (となりの江戸前推理ショー（後編）)                           | 975-977              | 10 de març del 2018     | 18 d’agost del 2021     |
| Continua el joc del cambrer per descobrir qui és el lladre que li ha robat la cartera amb el bitllet guanyador a la senyora Hijirisawa. Curiosament, el més sospitós és el senyor Mouri, perquè tot sembla indicar que el seu bitllet guanyador... és el bitllet robat! Acabarà acusat de robatori? |      |       | |                      |                         |                         |
| 951 | 896  | 10    | La dona de les mans blanques (I) "Shiroi te no on'na (Zenpen)" (白い手の女 （前編）)                                                                  | 978-980              | 17 de març del 2018     | 19 d’agost del 2021     |
| En Conan i els seus amics van a casa de la senyoreta Wakasa per ajudar-la a pintar un mural per l'obra de teatre de l'escola. Quan ja han acabat, senten una música molt forta que ve del pis del veí. En Genta hi entra per queixar-se i se'l troba estès a terra, inconscient, amb una noia morta al costat. El veí porta un missatge escrit a la galta amb retolador vermell. |      |       | |                      |                         |                         |
| 952 | 897  | 11    | La dona de les mans blanques (II) "Shiroi te no on'na (Kōhen)" (白い手の女 （後編）)                                                                  | 978-980              | 24 de març del 2018     | 20 d’agost del 2021     |
| En Conan sap que l'assassí és el jugador de golf Teigo Banno, que es fa passar per la víctima. Ara haurà de descobrir quin truc ha fet servir per fer-se les fotos fent veure que hi havia una tercera persona, una dona amb les mans blanques. Finalment, en Genta li dona accidentalment la clau del misteri i els nens demostren que les fotografies eren un muntatge i que la dona de les mans blanques no existeix.                                                                |      |       | |                      |                         |                         |
| 953 | 898  | 12    | Els pastissos es desfan! "Kēki ga toketa!" (ケーキが溶けた！)                                                                                         | Pròleg Pel·lícula 22 | 7 d'abril del 2018      | 23 d’agost del 2021     |
| Al Cafè Poirot hi passa una cosa ben estranya: els pastissos es desfan! Tenen una nevera especial per guardar-hi els pastissos de pa de pessic amb nata i maduixes que fa en Toru Amuro, però gairebé cada matí se'ls troben mig desfets i no saben per què. A en Genta, en Mitsuhiko i l'Ayumi els amoïna no poder-ne tornar a menjar mai més, i en Conan decideix investigar els fets.                                                                                                |      |       | |                      |                         |                         |
| 954 | 899  | 13    | El crit de l'autèntic culpable "Shinhan'nin no Sakebigoe" (真犯人の叫び声)                                                                            | Original             | 28 d'abril del 2018     | 24 d’agost del 2021     |
| L'Ayano va a casa de la seva amiga Mifuyu. Quan hi entra, se la troba estesa a terra amb una taca de sang al pit. Abans de morir, la noia acusa el seu nòvio d'haver-la apunyalat, i l'Ayano fuig per por que l'assassí estigui amagat al pis. Al carrer, topa amb en Kogoro i en Conan i els porta al pis de la seva amiga, però el cadàver ja no és a terra. |      |       | |                      |                         |                         |
| 955 | 900  | 14    | Espectacle en una habitació tancada "Misshitsu no nazotoki shō" (密室の謎解きショウ)                                                                  | Original             | 5 de maig del 2018      | 25 d’agost del 2021     |
| Un empresari sense escrúpols, president d'una immobiliària, rep una amenaça de mort i li demana a en Kogoro que investigui qui n'és l'autor. El seu secretari li dona una llista amb tres sospitosos. Quan en Kogoro ja ha descobert el culpable, tots els implicats es reuneixen en un antic laboratori abandonat per desemmascarar-lo. Llavors, el Kogoro Dorment entrarà en escena i el guió farà un gir inesperat.                                                                  |      |       | |                      |                         |                         |
| 956 | 901  | 15    | El missatge de socors de l'Eri Kisaki (I) "Kisaki Bengoshi SOS (Zenpen)" (妃弁護士SOS（前編）)                                                        | 984-986              | 12 de maig del 2018     | 26 d’agost del 2021     |
| L'Eri Kisaki li envia un missatge molt inquietant a la seva filla, la Ran. Li diu que l'han segrestat i que no sap on se l'han emportat, i li explica que han estabornit la seva secretària al despatx. Primer sospiten que pot ser una broma de la Midori, però de seguida són conscients que la cosa va de debò i comença el compte enrere per rescatar-la. |      |       | |                      |                         |                         |
| 957 | 902  | 16    | El missatge de socors de l'Eri Kisaki (II) "Kisaki Bengoshi SOS (Kōhen)" (妃弁護士SOS（後編）)                                                        | 984-986              | 19 de maig del 2018     | 27 d’agost del 2021     |
| Tres homes han segrestat l'Eri Kisaki, la mare de la Ran. Ella aconsegueix escapar-se'n i amagar-se a l'edifici on la tenen segrestada, però no en pot sortir. La Ran, en Kogoro i en Conan reben missatges seus pel mòbil i, amb les pistes que els anirà enviant i les habilitats d'en Conan, intentaran localitzar-la abans que sigui massa tard. |      |       | |                      |                         |                         |
| 958 | 903  | 17    | Semblances que maten "Nitamono dōshi ga ken'en no naka" (似た者同士が犬猿の仲)                                                                        | Original             | 26 de maig del 2018     | 30 d'agost del 2021     |
| En Conan, la Ran i en Kogoro senten per casualitat una discussió entre dos periodistes d'una revista en un restaurant. En Conan observa que un d'ells s'emporta el got de l'altre en marxar. Al cap de poques hores, un dels dos homes apareix mort a la vora del riu després d'haver-se pres un cafè enverinat. La policia aviat descobrirà que tots dos havien elaborat un pla gairebé idèntic per matar l'altre                                                                      |      |       | |                      |                         |                         |
| 959 | 904  | 18    | La veritat sobre el doble crim "Aiuchi no hate" (相討ちの果て)                                                                                        | Original             | 16 de juny del 2018     | 31 d’agost del 2021     |
| En Conan i la seva colla juguen a futbol al parc i, de cop i volta, en Genta cola una pilota al jardí de la casa del costat. A dins hi trobaran dos homes morts: l'amo de la casa i un antic treballador seu. L'únic testimoni és la dona del propietari, que feia la migdiada i no ha sentit res. La policia creu que s'han mort entre ells, però en Conan trobarà un parell de pistes que li faran ballar el cap                                                                      |      |       | |                      |                         |                         |
| 960 | 905  | 19    | La testimoni, set anys després (I) "Nana-nen-go no Mokugeki Shōgen (Zenpen)" (七年後の目撃証言 (前編))                                                | Original             | 23 de juny del 2018     | 1 de setembre del 2021  |
| Avui, en Conan, en Kogoro i la Ran es queden a dormir a la pensió Hatobue de Nishiokuho, coneguda per les seves magnífiques cerveses. En tenen tanta varietat que fins i tot hi va de tant en tant el famós artista conegut com el Príncep de la Cervesa! Quina relació té amb el crim que es va cometre a Haido fa set anys? |      |       | |                      |                         |                         |
| 961 | 906  | 20    | La testimoni, set anys després (II) "Nana-nen-go no Mokugeki Shōgen (Kōhen)" (七年後の目撃証言 (後編))                                                | Original             | 30 de juny del 2018     | 2 de setembre del 2021  |
| En una habitació totalment tancada de la pensió on han anat a passar uns dies en Kogoro, la Ran i en Conan, han trobat mort un artista molt famós, conegut amb el nom del Príncep de la Cervesa. A més, al pantà que hi ha pocs a quilòmetres d'allà, també hi han trobat, ofegat, el cadàver de la seva antiga parella còmica. Quina relació tenen les dues morts amb el superheroi Byun, el cometa emmascarat? Per què ha escrit el seu símbol amb sang abans de morir?               |      |       | |                      |                         |                         |
| 962 | 907  | 21    | El guardaespatlles de la lliga japonesa "J Rīgu no Yōjinbō" (Jリーグの用心棒)                                                                         | Original             | 14 de juliol del 2018   | 3 de setembre del 2021  |
| Al senyor Mouri l'han convidat a fer el servei d'honor del partit que enfronta els Tokyo Spirits i el Gamba Osaka. L'acompanyen en Conan, l'Ai, l'Ayumi, en Mitsuhiko i en Genta. L'Ayumi havia preparat una beguda pel seu ídol, en Hide Akagi, però acabarà bevent-se-la algú altre. Què passarà, llavors? Quina relació té tot això amb els dos homes que intenten manipular les apostes a la lliga japonesa de futbol?                                                              |      |       | |                      |                         |                         |
| 963 | 908  | 22    | L'amistat que s'emporta el riu "Kawadoko ni Nagareta Yūjō" (川床に流れた友情)                                                                         | Original             | 21 de juliol del 2018   | 6 de setembre de 2021   |
| En Conan, la Ran i en Kogoro van a un restaurant de la ciutat envoltat de natura. Tres noies joves aficionades a la fotografia arriben més tard a dinar al mateix lloc. Expliquen que es volen presentar a un concurs de fotografia, però es nota que hi ha una mica de mala maror. I tot plegat es complica més quan el cadàver d'una d'elles apareix flotant al riu. |      |       | |                      |                         |                         |
| 964 | 909  | 23    | El misteri de la tenda cremada (I) "Moeru Tento no Kai (Zenpen)" (燃えるテントの怪 (前編))                                                            | 987-989              | 28 de juliol del 2018   | 7 de setembre de 2021   |
| En Conan i la seva colla van a passar el cap de setmana en un càmping amb la senyoreta Wakasa. Allà coneixen quatre universitaris, membres d'un club de bàsquet. Aquella nit, hi ha un incendi a la tenda d'un dels jugadors de bàsquet i el noi mor carbonitzat. L'inspector en cap Kuroda, que havia acampat a la tenda del costat amb la intenció d'espiar la senyoreta Wakasa, haurà de descobrir si l'incendi ha estat provocat.                                                   |      |       | |                      |                         |                         |
| 965 | 910  | 24    | El misteri de la tenda cremada (II) "Moeru Tento no Kai (Kōhen)" (燃えるテントの怪 (後編))                                                            | 987-989              | 4 d'agost del 2018      | 8 de setembre de 2021   |
| Per les proves que han quedat a l'escenari del crim, sembla evident que la mort d'en Fumiaki Urushibara no ha estat accidental. En Conan acabarà descobrint que el culpable ha fet servir un enginyós mecanisme construït amb espelmes per provocar l'incendi que li ha cremat la tenda i li ha provocat la mort. Un cop desemmascarat l'assassí, la senyoreta Wakasa tornarà a demostrar que no és una simple mestra d'escola.                                                         |      |       | |                      |                         |                         |
| 966 | 911  | 25    | La petició de l'inspector Megure "Megure keibu kara no irai" (目暮警部からの依頼)                                                                     | Original             | 1 de setembre del 2018  | 9 de setembre del 2021  |
| L'inspector Megure té un cas complicat i li demana ajuda a en Kogoro Mouri. Té l'esperança que el Kogoro Dorment resolgui l'assassinat del senyor Yutaka Reigan, un gran expert en literatura japonesa. Tot sembla indicar que el culpable és el nebot de la víctima, però el noi a última hora s'empesca una coartada que sembla sòlida. Tot i que està convençut de la seva culpabilitat, a en Conan li costarà molt demostrar que l'assassí és ell.                                  |      |       | |                      |                         |                         |
| 967 | 912  | 26    | Els de la lliga de detectius júnior fan de models "Moderu ni natta Tantei-dan" (モデルになった探偵団)                                                 | Original             | 8 de setembre del 2018  | 10 de setembre del 2021 |
| L'inspector Takagi truca a en Conan per demanar-li ajuda per resoldre un cas. Han assassinat el famós pintor Seiho Kitasono i un dels sospitosos inicials, en Daiki Nishiyama, un deixeble del mestre, resulta que havia pintat un quadre dels membres de la Lliga de Detectius Júnior. En Conan i els seus amics hauran de corroborar la coartada del noi, que d'entrada sembla molt sòlida.                                                                                           |      |       | |                      |                         |                         |
| 968 | 913  | 27    | El segrest d'en Conan (I) "Tsuresarareta Conan (Zenpen)" (連れ去られたコナン（前編）)                                                                 | Original             | 15 de setembre del 2018 | 12 de març del 2022     |
| Mentre el Kogoro Dorment resol el cas d'un robatori en una joieria, el culpable aconsegueix fugir i segresta en Conan. El necessita perquè l'ajudi a recuperar l'altra meitat de les pedres precioses robades, que són en mans del seu còmplice. En Conan trobarà el còmplice mort i només una part de les joies. Sembla que hi ha una tercera persona que té intenció de quedar-se el botí i desfer-se dels lladres.                                                                   |      |       | |                      |                         |                         |
| 969 | 914  | 28    | El segrest d'en Conan (II) "Tsuresarareta Conan (Kōhen)" (連れ去られたコナン（後編）)                                                                 | Original             | 22 de setembre del 2018 | 19 de març del 2022     |
| En Conan s'escapa de l'hospital on l'han ingressat per seguir l'única pista que té per trobar l'Iwao Takatori: la capsa de llumins amb el nom d'un bar. Sospita que l'Iwao es vol venjar de la persona que l'ha traït i l'ha intentat matar, i haurà de descobrir qui és abans que el lladre aconsegueixi el seu objectiu. Mentre investiga, trobarà un altre cadàver inesperat i totes les pistes començaran a encaixar.                                                               |      |       | |                      |                         |                         |
| 970 | 915  | 29    | La detectiva adolescent Sonoko Suzuki "JK tantei Suzuki Sonoko" (JK探偵鈴木園子)                                                                      | Original             | 29 de setembre del 2018 | 19 de març del 2022     |
| En Conan, la Ran i la Sonoko aprofiten que fa una nit esplèndida i van a veure les estrelles al parc. La Sonoko, des de dalt del tobogan, mira l'estrella polar amb uns prismàtics i, quan abaixa el cap, li sembla veure algú enterrant un cadàver en un jardí. Els tres amics s'afanyen a buscar el lloc on sembla que es pot haver comès un assassinat, però, un cop allà, no hi ha cap indici que hi hagi passat res. Pot ser que tot plegat hagin sigut imaginacions de la Sonoko? |      |       | |                      |                         |                         |
| 971 | 916  | 30    | El torneig de kendo de l'amor i el misteri (I) "Koi to Suiri no Kendō Taikai (Zenpen)" (恋と推理の剣道大会（前編）)                                   | 990-993              | 6 d'octubre del 2018    | 19 de març del 2022     |
| La Ran i en Conan van a animar el seu amic Heiji Hattori al campionat nacional de kendo per a estudiants de secundària. A la pausa, decideixen anar a menjar alguna cosa per dinar, però abans han de fer una parada al lavabo. Els que tenen més a prop estan plens i decideixen anar a uns altres que estan una mica més amagats. Però, abans d'arribar-hi, es troben un àrbitre del torneig assassinat. Algú li ha tallat el coll.                                                   |      |       | |                      |                         |                         |
| 972 | 917  | 31    | El torneig de kendo de l'amor i el misteri (II) "Koi to Suiri no Kendō Taikai (Kōhen)" (恋と推理の剣道大会（後編）)                                   | 990-993              | 13 d'octubre del 2018   | 26 de març del 2022     |
| La Ran i en Conan han trobat un dels àrbitres del campionat de kendo assassinat a prop dels lavabos del pavelló. Hi ha un testimoni cec que assegura que només tres persones han passat per allà al davant després de l'assassinat i que totes tres han entrat als lavabos i encara no n'han sortit. Els presumptes culpables, per tant, són tots allà. Només cal saber qui és l'assassí, i en Heiji i en Soshi Okita rivalitzaran per descobrir-ho.                                    |      |       | |                      |                         |                         |
| 973 | 918  | 32    | La gran persecució de la patrulla de trànsit "Mini pato porisu dai tsuiseki" (ミニパトポリス大追跡)                                                   | Original             | 27 d'octubre del 2018   | 26 de març del 2022     |
| Els nois van a la fira gastronòmica que organitza un centre comercial i un parell d'homes misteriosos segresten en Genta. Per sort, la Yumi i la Naeko passen per allà al davant just quan surt la furgoneta que s'emporta en Genta i es posen a perseguir els segrestadors amb l'ajuda d'en Conan i companyia. Els hauran d'atrapar de seguida, perquè els dos homes tenen intenció de treure's el pobre Genta de sobre.                                                               |      |       | |                      |                         |                         |
| 974 | 919  | 33    | La trobada secreta de les tres amigues de l'institut (I) "JK torio himitsu no kafe (Zenpen)" (JKトリオ秘密のカフェ（前編）)                           | 994-996              | 3 de novembre del 2018  | 26 de març del 2022     |
| Últimament, la Ran està molt il·lusionada. En Conan i en Kogoro estan tan intrigats que, un dia, decideixen seguir-la fins a una cafeteria on ha quedat amb la Sonoko i la Masumi per preparar un viatge a Kyoto. Mentre escolten la conversa de les noies d'amagat, un dels cambrers de la cafeteria apareix mort. Els detectius es posaran a investigar, però en Conan sembla més amoïnat pel viatge a Kyoto que pel crim.                                                            |      |       | |                      |                         |                         |
| 975 | 920  | 34    | La trobada secreta de les tres amigues de l'institut (II) "JK torio himitsu no kafe (Kōhen)" (JKトリオ秘密のカフェ（後編）)                           | 994-996              | 10 de novembre del 2018 | 2 d'abril del 2022      |
| Els tres sospitosos tenen motius per haver mort en Daiki Saraie, el cambrer, però cap d'ells és prou forçut per haver aixecat el gerro que han fet servir per matar-lo. La Masumi aviat descobrirà el truc que ha fet servir l'assassí per cometre l'assassinat i rebentar el cadenat de la taquilla de la víctima, però necessita l'ajuda d'en Conan per saber qui ha sigut. En Conan, però, només pot pensar en l'escapada a Kyoto que prepara la Ran.                                |      |       | |                      |                         |                         |
| 976 | 921  | 35    | Viatge compartit amb regust d'assassinat "Satsui no ai nori" (殺意のあいのり)                                                                         | Original             | 17 de novembre del 2018 | 2 d'abril del 2022      |
| En Conan, en Kogoro i la Ran han tingut un problema amb el cotxe en plena muntanya. Tres joves investigadors i el seu professor els remolcaran fins a una estació propera, per facilitar que la grua els pugui trobar. Però, un cop allà, trobaran mort el professor i es descobrirà que no era gaire popular entre els seus alumnes. En Conan haurà de descobrir com s'ho ha fet l'assassí per matar-lo, tot i no haver-se separat d'ells en cap moment.                               |      |       | |                      |                         |                         |
| 977 | 922  | 36    | La desaparició de la lliga de detectius "Kieta shōnen tantei-dan" (消えた少年探偵団)                                                                  | Original             | 24 de novembre del 2018 | 2 d'abril del 2022      |
| Els nois van a veure el rodatge d'un episodi d'en Kamen Yaiba. De tornada, es troben una dona gran al carrer que perd un bitllet de deu mil iens per culpa del vent. Quan corren per ajudar-la a recuperar-lo, acaben trobant-ne uns quants més. I resulta que són falsos. És un cas per la Lliga de Detectius Júnior, però la cosa es complica i els membres de l'organització criminal estrangera que hi ha al darrere de tot plegat acabaran segrestant-los.                         |      |       | |                      |                         |                         |
| 978 | 923  | 37    | El dia que en Conan no hi era "Conan no inai hi" (コナンのいない日)                                                                                   | Original             | 1 de desembre del 2018  | 9 d'abril del 2022      |
| En Kogoro ha guanyat una estada gratuïta en un hotel balneari i, com que la Ran no hi pot anar, l'hi haurà d'acompanyar en Conan. Mentrestant, mentre investiguen un altre cas, els Detectius Júnior descobreixen el cadàver d'un home en unes obres. Però en Conan no hi és, i els seus amics s'hauran d'espavilar per passar-li tanta informació com puguin i seguir les seves instruccions a distància per poder resoldre el cas.                                                    |      |       | |                      |                         |                         |
| 979 | 924  | 38    | La posta de sol a la plantació de mandarines "Mikanhatake ni Hi wa Shizumu" (みかん畑に陽は沈む)                                                      | Original             | 8 de desembre del 2018  | 9 d'abril del 2022      |
| La Ran, la Sonoko i en Conan visiten una plantació de mandarines gestionada per una família. En Conan aviat intueix que els amos de la plantació, la família Terauchi, tenen alguna desavinença relacionada amb la venda dels terrenys. Al vespre, el pare mor. Al principi, la policia ho considera un accident, però en Conan sospita que algú l'ha mort i necessitarà l'ajuda de la Sonoko, la reina de les deduccions.                                                              |      |       | |                      |                         |                         |
| 980 | 925  | 39    | El nino per al mòbil que m'ha robat el cor (I) "Kokoro no Komotta Sutorappu (Zenpen)" (心のこもったストラップ （前編）)                               | 997-999              | 15 de desembre del 2018 | 9 d'abril del 2022      |
| En Shinichi vol anar d'excursió amb el seu institut, però per fer-ho necessita l'antídot que li permet recuperar el seu cos normal. L'hi demana a l'Ai Haibara, però ella no vol donar-l'hi, i li recorda els problemes que ha tingut sempre que se l'ha pres. De tornada d'un partit de futbol, s'adonen que l'Ai ha perdut el nino del seu jugador favorit, i la Lliga de Detectius Júnior el va a buscar, amb l'ajuda de l'Amuro.                                                    |      |       | |                      |                         |                         |
| 981 | 926  | 40    | El nino per al mòbil que m'ha robat el cor (II) "Kokoro no Komotta Sutorappu (Kōhen)" (心のこもったストラップ （後編）)                               | 997-999              | 22 de desembre del 2018 | 6 de setembre del 2022  |
| La Lliga de Detectius Júnior al complet, acompanyats de l'Amuro, surten a buscar el nino d'en Higo que l'Ai ha perdut al tren, quan tornaven de veure un partit de futbol. Com aconseguiran trobar-lo, si l'única informació que tenen és que el van recollir un pare i un fill que anaven al mateix tren que ells? En Conan i l'Amuro hauran de fer servir tots els seus recursos per recuperar-lo.                                                                                    |      |       | |                      |                         |                         |

## Temporada 24 (2019)
| EP# | EP#  | EP#   | Títol en català | Adaptat de           | Estrena en japonès      | Estrena en català                     |
| Cat. | Jap. | Temp. | Títol en català | Adaptat de           | Estrena en japonès      | Estrena en català                     |
| --- | ---- | ----- | --- | -------------------- | ----------------------- | ------------------------------------- |
| 982 | 927  | 1     | L'excursió escarlata. El vermell carmesí (I) "Kurenai no shūgakuryokō" (紅の修学旅行)                                        | 1000-1005            | 5 de gener del 2019     | 7 de setembre del 2022                |
| En Conan aconsegueix que la Haibara li doni l'antídot per poder anar d'excursió a Kyoto amb els seus companys de classe. A Kyoto, en Shinichi coneix la Keiko, una actriu amiga de la seva mare que acaba de rodar una pel·lícula amb uns vells amics de la universitat. La Keiko li demana que desxifri un missatge escrit en un codi secret que va rebre el guionista de la pel·lícula, que apareix mort al cap de poca estona. Nota: Al doblatge de l'episodi, el títol és: "L'excursió escarlata. El vermell intens (I)" |      |       | |                      |                         |                                       |
| 983 | 927  | 2     | L'excursió escarlata. El vermell carmesí (II) "Kurenai no shūgakuryokō" (紅の修学旅行)                                       | 1000-1005            | 5 de gener del 2019     | 8 de setembre del 2022                |
| En Shinichi i la Masumi intenten esbrinar quina mena de truc ha fet servir l'assassí per reproduir la imatge d'un "tengu" a l'habitació de l'Agata. En Heiji avisa en Shinichi que els quatre sospitosos han organitzat un dinar amb la policia per parlar d'en Dekuri, l'inventor del codi secret, i en Shinichi convenç els seus amics d'anar al mateix restaurant. Un cop allà, al carrer del costat hi apareixen uns dimonis nassuts que espanten els vianants.                                                          |      |       | |                      |                         |                                       |
| 984 | 928  | 3     | L'excursió escarlata. El vermell de l'amor (I) "Kurenai no shūgakuryokō" (紅の修学旅行)                                      | 1000-1005            | 12 de gener del 2019    | 9 de setembre del 2022                |
| L'Ihaya ha aparegut mort, i l'assassí ha deixat un nou missatge codificat. Els membres que queden de l'equip de la pel·lícula aclariran que en Dekuri, l'inventor del codi secret, era un company de la universitat que va tenir una desavinença amb els altres i, anys més tard, es va suïcidar. En Shinichi està gelós perquè sap que la Ran ha estat parlant amb l'Okita i no es pot concentrar en el cas. |      |       | |                      |                         |                                       |
| 985 | 928  | 4     | L'excursió escarlata. El vermell de l'amor (II) "Kurenai no shūgakuryokō" (紅の修学旅行)                                     | 1000-1005            | 12 de gener del 2019    | 12 de setembre del 2022               |
| En Mayama ha de ser la següent víctima de l'assassí en sèrie, però en Shinichi, la Masumi i en Heiji arribaran a temps de salvar-li la vida i aconseguiran detenir el culpable gràcies a la col·laboració de la policia de Kyoto, que s'ha camuflat amb unes disfresses molt originals. Un cop resolt el cas, en Shinichi amb prou feines tindrà temps d'acomiadar-se de la Ran abans de tornar-se a encongir. |      |       | |                      |                         |                                       |
| 986 | 929  | 5     | La dona que mira per la finestra (I) "Madobe ni tatazumu onna (Zenpen)" (窓辺にたたずむ女 (前編))                            | Original             | 2 de febrer del 2019    | 13 de setembre del 2022               |
| L'Ayumi ha caigut i s'ha fet mal. Afortunadament, una noia molt simpàtica l'ha portat a casa seva, li ha curat la ferida i l'ha convidat a berenar. Li ha caigut tan bé que ha decidit presentar-la als seus amics. Però tres persones que s'han trobat al carrer la miraven d'una manera molt estranya. Pot ser que hagi vist alguna cosa a la finestra dels veïns? La Lliga de Detectius Júnior seguirà les pistes per intentar aclarir el misteri.                                                                        |      |       | |                      |                         |                                       |
| 987 | 930  | 6     | La dona que mira per la finestra (II) "Madobe ni tatazumu onna (Kōhen)" (窓辺にたたずむ女 (後編))                            | Original             | 9 de febrer del 2019    | 14 de setembre del 2022               |
| La Saki Midorikawa, la noia que va ajudar l'Ayumi quan va caure, ha mort. S'ha precipitat des de l'edifici que hi ha davant de casa seva. No trigaran a descobrir que l'han assassinat. Els nens de la Lliga de Detectius Júnior tenen tres possibles culpables, i amb les seves deduccions ajudaran la policia a resoldre el misteri. Quins secrets havia descobert la Saki, mirant per la finestra, de cadascun dels sospitosos?                                                                                           |      |       | |                      |                         |                                       |
| 988 | 931  | 7     | La gira dels misteris de Kitakyushu. Part de Kokura "Kitakyūshū misuterītsuā (Kokura-hen)" (北九州ミステリーツアー (小倉編)) | Mystery Tour 2018    | 16 de febrer del 2019   | 15 de setembre del 2022               |
| La Ran i en Conan acompanyen en Kogoro a Kokura, on està previst que la Federació Nacional de Detectius li entregui el Premi al Millor Detectiu. En Kogoro té un conegut que viu i treballa a la ciutat, un antic superior seu de la policia que ara presideix una empresa de comerç. Quan va a saludar-lo, però, descobreix que ha tingut un accident fa poc i que està ingressat a l'hospital en estat de coma. |      |       | |                      |                         |                                       |
| 989 | 932  | 8     | La gira dels misteris de Kitakyushu. Part de Moji "Kitakyūshū misuterītsuā (Moji-hen)" (北九州ミステリーツアー (門司編))     | Mystery Tour 2018    | 23 de febrer del 2019   | 16 de setembre del 2022               |
| Després d'aclarir que en Torahiko no és l'autor de les pintades, en Conan convoca totes les persones implicades en el cas al despatx del senyor Fukamachi per resoldre el misteri i desemmascarar el culpable amb l'ajuda del Kogoro Dorment. La Ran convenç en Torahiko perquè col·labori amb la policia, però ell abans vol descobrir qui ha sigut i protegir l'única prova que tenen. El culpable, però, ha preparat una sorpresa explosiva.                                                                              |      |       | |                      |                         |                                       |
| 990 | 933  | 9     | El segrest del pura sang (I) "Sarabureddo Yūkai Jiken (Zenpen)" (サラブレッド誘拐事件（前編))                                | Original             | 9 de març del 2019      | 19 de setembre del 2022               |
| El senyor Kogoro ha rebut, de part de tres persones una mica sospitoses, l'encàrrec de protegir el White Spirits, un cavall de curses molt conegut que havia rebut amenaces de mort. Dos dies més tard, quan el traslladen per a una cursa, algú canvia el White Spirits per un altre cavall. Els segrestadors demanen al senyor Tokuyoshi una recompensa de 100 milions de iens per tornar-l'hi. |      |       | |                      |                         |                                       |
| 991 | 934  | 10    | El segrest del pura sang (II) "Sarabureddo Yūkai Jiken (Kōhen)" (サラブレッド誘拐事件 (後編))                                | Original             | 16 de març del 2019     | 20 de setembre del 2022               |
| Han segrestat el White Spirits, el famós cavall de curses del senyor Tokuyoshi. Els segrestadors demanen cent milions de iens, que el senyor Tokuyoshi ja ha pagat. Tot i això, l'endemà troben la manta del White Spirits tacada de sang en un contenidor d'escombraries. En Conan revisarà el cas des del principi, perquè té la sensació que hi ha algunes pistes que se li han escapat. |      |       | |                      |                         |                                       |
| 992 | 935  | 11    | Els tres clients de l'endevina "Uranaishi to san'nin no kyaku" (占い師と三人の客)                                            | Original             | 23 de març del 2019     | 21 de setembre del 2022               |
| Una endevina que es fa dir Bàrbara Sadako apareix morta a casa seva. En Kogoro es veu implicat en el cas perquè, el dia del crim, algú va trucar a la víctima fent-se passar per ell. La policia aviat s'adonarà que hi ha tres persones ressentides amb l'endevina i, per tant, que són sospitoses d'haver-la matat. Però el cas no és tan senzill com sembla i, per resoldre'l, farà falta la intervenció del Kogoro Dorment.                                                                                              |      |       | |                      |                         |                                       |
| 993 | 936  | 12    | Conspiració al mercat de la pagesia "Fūdokōto no inbō" (フードコートの陰謀)                                                  | Pròleg Pel·lícula 23 | 13 d'abril del 2019     | 22 de setembre del 2022               |
| En Conan ha hagut de marxar per un assumpte urgent i els Detectius Júnior decideixen anar a una fira de productes agrícoles, que coincideix amb un acte de la policia metropolitana on l'inspector Megure ha de pronunciar un discurs. Allà, els joves detectius senten per casualitat una conversa entre uns sospitosos que parlen de provocar una explosió, i decideixen investigar-los creient que tenen la intenció de fer explotar una bomba.                                                                           |      |       | |                      |                         |                                       |
| 994 | 937  | 13    | El puny mortal de Talos (I) "Kyojin Tarosu no hissatsu ken (Zenpen)" (巨人タロスの必殺拳（前編))                             | Original             | 20 d'abril del 2019     | 23 de setembre del 2022               |
| La Lliga de Detectius Júnior i la Ran han anat d'excursió als estudis d'un amic del doctor Agasa. Allà, fan un recorregut per les instal·lacions, plenes de creacions fantàstiques, mentre el doctor Agasa discuteix de negocis acaloradament amb el propietari de l'empresa. Sembla que fa temps que no els surten els números. Una estona més tard, un dels treballadors tindrà un misteriós accident. |      |       | |                      |                         |                                       |
| 995 | 938  | 14    | El puny mortal de Talos (II) "Kyojin Tarosu no hissatsu ken (Kōhen)" (巨人タロスの必殺拳（後編))                             | Original             | 27 d'abril del 2019     | 26 de setembre del 2022               |
| El doctor Agasa, la Ran i la Lliga de Detectius Júnior han anat d'excursió als Estudis Kagami, propietat d'un amic del doctor. Quan estaven a punt de marxar, han vist que els llums de l'edifici de la cúpula s'apagaven, i han sentit el crit d'en Tadashi Hanyu, el director comercial de l'empresa. L'han trobat estès a terra, i una ambulància l'ha portat a l'hospital en estat greu. En Conan haurà de descobrir qui el volia matar.                                                                                 |      |       | |                      |                         |                                       |
| 996 | 939  | 15    | La perillosa excavació arqueològica "Abunai kaseki saishū" (危ない化石採集)                                                  | Original             | 4 de maig del 2019      | 27 de setembre del 2022               |
| La Lliga de Detectius júnior i el doctor Agasa visiten el museu de fòssils d'un poble on fa poc han trobat un fòssil molt poc comú. Durant la visita guiada, una persona apareix morta als lavabos. L'encarregat de la investigació serà en Misao Yamamura, que creu que es tracta d'un simple cas de suïcidi. Però en Conan no pensa el mateix i haurà de demostrar que el detectiu de Gunma ha passat per alt algunes pistes importants.                                                                                   |      |       | |                      |                         |                                       |
| 997 | 940  | 16    | La nòvia desapareguda "Sugata o keshita koibito" (姿を消した恋人)                                                            | Original             | 11 de maig del 2019     | 28 de setembre del 2022               |
| En Kogoro rep un client que busca la seva nòvia, desapareguda des del dia anterior. Seguint el rastre de la noia, en Conan, la Ran i en Kogoro troben un testimoni que assegura que l'ha vist suïcidar-se saltant des d'un pont. La policia de seguida dona per bona la teoria del suïcidi, però en Conan s'adona que el cas planteja moltes incògnites i no descarta que la noia hagi estat assassinada. |      |       | |                      |                         |                                       |
| 998 | 941  | 17    | Busquem la Maria! (I) "Maria-chan o sagase! (Zenpen)" (マリアちゃんを探せ! （前編))                                          | 1006-1008            | 1 de juny del 2019      | 3 d'abril del 2023                    |
| L'endemà de l'excursió a Kyoto, una bloguera molt fan de la família Kudo assegura que va veure en Shinichi al temple Kiyomizu i que els rumors sobre la seva mort són falsos. En Shinichi i companyia hauran de desmentir la notícia abans que els Homes de Negre comencin a sospitar. Mentrestant, la Haibara i els Detectius Júnior busquen la Maria, una companya que ha faltat a classe sense avisar. |      |       | |                      |                         |                                       |
| 999 | 942  | 18    | Busquem la Maria! (II) "Maria-chan o sagase! (Kōhen)" (マリアちゃんを探せ! （後編))                                          | 1006-1008            | 8 de juny del 2019      | 3 d'abril del 2023                    |
| Els Detectius Júnior aconsegueixen resoldre el joc de pistes i descobreixen el tresor que havia amagat l'àvia de la Maria. Mentrestant, en Shinichi i en Heiji hauran de buscar la manera de desmentir les especulacions sobre la participació d'en Shinichi en el cas de Kyoto, i comptaran amb la col·laboració de dos aliats inesperats, que també els ajudaran a desxifrar una pista clau sobre els Homes de Negre. |      |       | |                      |                         |                                       |
| 1000 | 943  | 19    | Tokyo Barls Collection "Tōkyō baba ̄ruzu korekushon" (東京婆ールズコレクション)                                               | Original             | 15 de juny del 2019     | 2 d'abril del 2023 4 d'abril del 2023 |
| La Toyoko, una admiradora d'en Kogoro, ha convidat el detectiu a dinar al seu restaurant de monjayaki. En Kogoro hi va amb en Conan i dinen tots tres junts, però quan ella en menja una mica, s'ennuega. Han estat a punt d'assassinar-la? Qui pot tenir motius per fer-ho? Potser les seves amigues de la infància? La Toyoko demanarà a en Kogoro que investigui el cas però... Ep! Aquí hi ha gat amagat! |      |       | |                      |                         |                                       |
| 1001 | 944  | 20    | El preu d'un "like" (I) "Iine no daishou (Zenpen)" (いいね。の代償（前編）)                                                  | Original             | 22 de juny del 2019     | 4 d'abril del 2023                    |
| Una amenaça de bomba a la sucursal d'un banc provoca una estampida que acaba amb diversos ferits, entre els quals hi ha en Genta. Mentre són a l'hospital, els Detectius Júnior coneixen una altra de les víctimes, un noi anomenat Kagura que s'ha vist implicat en dos accidents amb només quinze dies de diferència. Pot ser que tingui molt mala sort, o ha convertit les indemnitzacions en una manera de guanyar-se la vida?                                                                                           |      |       | |                      |                         |                                       |
| 1002 | 945  | 21    | El preu d'un "like" (II) "Iine no daishou (Kōhen)" (いいね。の代償（後編）)                                                  | Original             | 29 de juny del 2019     | 5 d'abril del 2023                    |
| Tot investigant l'assassinat de l'Otsubo, la colla d'en Conan descobreix que algú podria haver estat escampant rumors falsos per fer quedar malament en Kagura. En Chiba i en Takagi sospiten que el culpable es va disfressar d'operari de la neteja per fer la trucada des de la cabina telefònica, i que l'Otsubo el podria haver enxampat. En Conan arriba a una conclusió, però no té cap prova que demostri la seva teoria.                                                                                            |      |       | |                      |                         |                                       |
| 1003 | 946  | 22    | La llàgrima dels Borja, la joia maleïda (I) "Noroi no hōseki Borujia no namida (Zenpen)" (呪いの宝石ボルジアの涙（前編）)    | Original             | 13 de juliol del 2019   | 5 d'abril del 2023                    |
| Al fons d'un pantà sec hi apareix l'esquelet de la Yuri Saeki, l'ajudant de l'actriu Nagisa Asahina. La noia havia desaparegut feia 40 anys durant el rodatge d'una sèrie juntament amb la Llàgrima dels Borja, un valuós anell que servia d'attrezzo. La Sumire, la neta de la Yuri, li demana a en Kogoro que l'ajudi a investigar la mort de la seva àvia per aclarir els fets i reparar el seu honor. |      |       | |                      |                         |                                       |
| 1004 | 947  | 23    | La llàgrima dels Borja, la joia maleïda (II) "Noroi no hōseki Borujia no namida (Kōhen)" (呪いの宝石ボルジアの涙（後編）)    | Original             | 20 de juliol del 2019   | 6 d'abril del 2023                    |
| En Conan troba l'assassí d'en Mizusawa i fa el truc del Kogoro Dorment per aclarir els fets davant de la policia i els sospitosos. Un cop resolt el crim més recent, el doctor Agasa pren la paraula, també a través d'en Conan, per exposar una hipòtesi que explicaria l'assassinat de la Yuri Saeki, l'àvia de la Sumire, que va acabar al fons del pantà acusada d'haver robat l'anell. |      |       | |                      |                         |                                       |
| 1005 | 948  | 24    | L'home esclafat per un dinosaure "Kyōryū ni tsubusareta otoko" (恐竜につぶされた男)                                          | Original             | 27 de juliol del 2019   | 6 d'abril del 2023                    |
| La Lliga de Detectius Júnior, la Haibara i el doctor Agasa van a veure un espectacle al Museu de Dinosaures de Beika. La representació ha sigut fantàstica però, quan s'acaba, se sent un terrabastall en una altra sala. Un dels dinosaures de l'exposició ha caigut i ha quedat destrossat, i de seguida s'adonen que ha esclafat algú. En Conan i els seus amics n'hauran de treure l'entrellat. |      |       | |                      |                         |                                       |
| 1006 | 949  | 25    | El consultori radiofònic. El desafiament "Rajio onayami soudan (Chousen-hen)" (ラジオお悩み相談 （挑戦編）)                  | Original             | 3 d'agost del 2019      | 7 d'abril del 2023                    |
| En Kogoro participa com a convidat en un programa de l'emissora de ràdio de Nichiuri Televisió que té un consultori on els oients envien cartes per explicar els seus problemes. L'endemà, l'inspector Megure truca a en Kogoro per demanar-li que declari com a testimoni d'un assassinat. Una dona que va escriure al programa per queixar-se que la veïna de dalt la molestava ha aparegut morta, i unes hores abans havia discutit precisament amb la seva veïna.                                                        |      |       | |                      |                         |                                       |
| 1007 | 950  | 26    | El consultori radiofònic. La resolució "Rajio onayami soudan (Nazotoki-hen)" (ラジオお悩み相談 （謎解き編）)                 | Original             | 10 d'agost del 2019     | 7 d'abril del 2023                    |
| Després de la detenció d'en Teruomi Manda, el productor del programa de ràdio, el cas sembla resolt. Però en Conan continua sospitant que el director i el presentador amaguen alguna cosa, i decideix investigar pel seu compte. Sembla que tot plegat forma part d'una venjança que el veritable assassí va començar a maquinar fa un mes, quan en Manda va aterrar al programa com a substitut de l'anterior productor.                                                                                                   |      |       | |                      |                         |                                       |
| 1008 | 951  | 27    | El segon xiulet d'un tren entre llibres antics "Kiteki no Kikoeru Kosho-ten Tsū" (汽笛の聞こえる古書店2)                     | Original             | 17 d'agost del 2019     | 10 d'abril del 2023                   |
| Els petits acompanyen el senyor Tamaki a una visita a casa de la senyora Mizutani per taxar uns llibres. En troben de molt cars i rars, però resulta que no els poden comprar. Pocs dies després, els avisaran que algú ha entrat a robar aquests llibres tan valuosos i... en culpen el senyor Tamaki! Què passarà? |      |       | |                      |                         |                                       |
| 1009 | 952  | 28    | El còctel laberíntic (I) "Meikyū kakuteru (Zenpen)" (迷宮カクテル（前編))                                                    | 1009-1012            | 31 d'agost del 2019     | 10 d'abril del 2023                   |
| En Kogoro ha quedat amb un client que ha rebut una carta d'amenaça i està molt espantat. El client, en Gunzo Morooka, ha proposat reunir-se en un local anomenat Conilleta Negra, i en Conan i la Ran l'hi acompanyen. A última hora se'ls afegeix en Toru Amuro. Durant el sopar, una de les cambreres de l'establiment cau a terra, inconscient, i aviat se sabrà que l'han enverinat. |      |       | |                      |                         |                                       |
| 1010 | 953  | 29    | El còctel laberíntic (II) "Meikyū kakuteru (Chūhen)" (迷宮カクテル（中編))                                                   | 1009-1012            | 7 de setembre del 2019  | 10 d'abril del 2023                   |
| En Toru dedueix que només tres persones poden haver posat l'arsènic a la copa de xampany de la Yuri, i dues d'elles tenen motius molt clars per desempallegar-se de la noia. D'altra banda, en el transcurs de la investigació, en Toru comença a recordar escenes del seu propi passat. Sembla que les paraules d'una dona que va conèixer, la doctora Elena Miyano, l'ajudaran a resoldre el cas. |      |       | |                      |                         |                                       |
| 1011 | 954  | 30    | El còctel laberíntic (III) "Meikyū kakuteru (Kōhen)" (迷宮カクテル（後編))                                                   | 1009-1012            | 14 de setembre del 2019 | 11 d'abril del 2023                   |
| L'Amuro i en Conan desemmascaren el culpable de l'intent d'assassinat i descobreixen qui és en realitat la Yuri i per què la volien matar. Aquest secret tan ben guardat ha provocat un greu malentès que ha posat la vida de la noia en perill. Més tard, l'Amuro entra a la mansió dels Kudo, on troba un petit comitè de benvinguda del tot inesperat. |      |       | |                      |                         |                                       |
| 1012 | 955  | 31    | El secret de l'home insecte "Konchūningen no himitsu" (昆虫人間のヒミツ)                                                     | Original             | 28 de setembre del 2019 | 10 d'abril del 2023                   |
| L'Ayumi, en Mitsuhiko, en Genta i en Conan se'n van d'excursió. El lloc l'ha triat en Genta, que està molt emocionat perquè espera trobar-hi homes insecte. Quan hi arriben, al poble només hi ha nens i els expliquen per què tots els adults són a la muntanya. Es veu que busquen un tresor, i tot plegat té alguna relació amb l'alcalde. |      |       | |                      |                         |                                       |
| 1013 | 956  | 32    | Un cas resolt en un autobús aquàtic (I) "Nazotoki minakami basu (Zenpen)" (謎解き水上バス（前編）)                           | Original             | 12 d'octubre del 2019   | 11 d'abril del 2023                   |
| En Conan i en Kogoro topen amb un assassinat al parc de Beika. La víctima és l'Eiji Kadowaki, el fill petit d'una mestra jubilada. El noi vivia amb la seva mare i el seu germà gran i els veïns asseguren que maltractava la mare. Els únics sospitosos són el germà gran, en Yuichi, i un home misteriós que feia dies que rondava pel barri fent preguntes sobre la família Kadowaki. |      |       | |                      |                         |                                       |
| 1014 | 957  | 33    | Un cas resolt en un autobús aquàtic (II) "Nazotoki minakami basu (Kōhen)" (謎解き水上バス（後編）)                           | Original             | 19 d'octubre del 2019   | 12 d'abril del 2023                   |
| En Conan i en Kogoro buscaran la manera de desmuntar la coartada del sospitós en el cas d'assassinat. Com que no tenen cap prova de la seva implicació, però, en Kogoro decideix acorralar-lo amb l'objectiu que acabi confessant el crim. Mentrestant, en Conan intentarà descobrir la relació entre l'incendi i l'assassinat. |      |       | |                      |                         |                                       |
| 1015 | 958  | 34    | El caniche i l'escopeta (I) "Pūdoru to sandanjū (Zenpen)" (プードルと散弾銃（前編）)                                         | Original             | 9 de novembre del 2019  | 12 d'abril del 2023                   |
| La Ran, en Kogoro i en Conan van a la festa d'aniversari d'una amiga seva, l'Anna Hinomiya, que és la presidenta d'una empresa de menjar per gossos que es diu Happywow. Quan s'acosten al iot on es fa la festa veuen com un home amb la cara tapada treu una escopeta, mata l'Anna i s'escapa corrent de l'escena del crim. |      |       | |                      |                         |                                       |
| 1016 | 959  | 35    | El caniche i l'escopeta (II) "Pūdoru to sandanjū (Kōhen)" (プードルと散弾銃（後編）)                                         | Original             | 16 de novembre del 2019 | 13 d'abril del 2023                   |
| Han assassinat l'Anna Hinomiya, la presidenta de Happywow, el dia de la seva festa d'aniversari. Tot i que ningú ha vist la cara de l'assassí perquè la portava tapada, tothom dona per fet que el culpable és el seu ex, en Makoto Hyodo, però té una coartada sòlida i han de trobar la manera de desmuntar-l'hi. Però aquella mateixa nit el troben mort i tota la història fa un gir inesperat. |      |       | |                      |                         |                                       |
| 1017 | 960  | 36    | La Lliga de Detectius Júnior i Miss Lonely "Mibōjin to tanteidan" (未亡人と探偵団)                                           | Original             | 23 de novembre del 2019 | 13 d'abril del 2023                   |
| Els nois de la Lliga de Detectius Júnior es troben una noia bevent sola en un parc. Està molt trista perquè ha perdut el seu estimat i es fa amiga de tota la colla. L'Ayumi es perd al parc i un noi la troba i s'incorpora al grup, però alerta: un dels dos adults té un secret per amagar, i en Conan haurà de resoldre un trencaclosques que posarà a prova els seus coneixements. |      |       | |                      |                         |                                       |
| 1018 | 961  | 37    | El misteriós cas del glàmping "Guranpingu kaijiken" (グランピング怪事件)                                                     | Original             | 30 de novembre del 2019 | 17 d'abril del 2023                   |
| En Conan, la Ran i la Sonoko marxen de glàmping, una mena de càmping glamurós, que combina elegància i comoditat. Al principi tot va sobre rodes, però aviat es veuran immersos en un assassinat grotesc amb una colla de sospitosos que, lluny de fer-se els innocents, confessen les diverses maquinacions que han fet per encolomar-li la mort a un dels altres. Quin dels tres és el veritable assassí? |      |       | |                      |                         |                                       |
| 1019 | 962  | 38    | La gran conferència d'en Kogoro Mouri (I) "Mōri Kogoro Daikouenkai (Zenpen)" (毛利小五郎大講演会 （前編）)                   | Original             | 7 de desembre del 2019  | 17 d'abril del 2023                   |
| L'auditori Hishida ha convidat en Kogoro a fer una conferència amb motiu de la inauguració de la sala, que torna a obrir després d'una gran reforma. A l'acte també hi participarà la mare de la Ran, l'Eri Kisaki. Just abans de la conferència, però, un dels altres convidats apareix mort. Es tracta d'un famós actor de televisió anomenat Kenichiro Inokoshi. En Kogoro es compromet a resoldre el cas en només una hora.                                                                                              |      |       | |                      |                         |                                       |
| 1020 | 963  | 39    | La gran conferència d'en Kogoro Mouri (II) "Mōri Kogoro Daikouenkai (Chūhen)" (毛利小五郎大講演会 （中編）)                  | Original             | 14 de desembre del 2019 | 18 d'abril del 2023                   |
| Després que el senyor Reizei hagi confessat l'assassinat de la presidenta de l'auditori, falta trobar la persona que ha matat l'actor, en Kenichiro Inokoshi. La policia i en Kogoro estan ben despistats, però sembla que la Mei Tsukuba, l'enigmàtica empleada de l'empresa d'esdeveniments, té una idea molt clara de qui és l'assassí i com ho ha pogut fer. Un cop resolts tots dos crims, en Kogoro podrà sortir a l'escenari.                                                                                         |      |       | |                      |                         |                                       |
| 1021 | 964  | 40    | La gran conferència d'en Kogoro Mouri (III) "Mōri Kogoro Daikouenkai (Kōhen)" (毛利小五郎大講演会 （後編）)                  | Original             | 21 de desembre del 2019 | 18 d'abril del 2023                   |
| Un dels convidats a la taula rodona ha estat assassinat, i un altre, detingut, i l'organització decideix que la Mei Tsukuba, estudiant universitària de Piscologia Criminal, surti a l'escenari amb en Kogoro i l'Eri. D'altra banda, els Detectius Júnior tornen a l'auditori i en Conan els demana que l'ajudin a desxifrar els missatges en clau que un personatge misteriós ha anat deixant als escenaris dels crims. |      |       | |                      |                         |                                       |

## Temporada 25 (2020)
| EP# | EP#  | EP#   | Títol en català | Adaptat de        | Estrena en japonès      | Estrena en català   |
| Cat. | Jap. | Temp. | Títol en català | Adaptat de        | Estrena en japonès      | Estrena en català   |
| --- | ---- | ----- | --- | ----------------- | ----------------------- | ------------------- |
| 1022 | 965  | 1     | El gran monstre Gomera contra Yaiba l'Emmascarat. Pròleg "Daikaijū Gomera VS Kamen Yaibaa (Jo)" (大怪獣ゴメラVS仮面ヤイバー（序）)       | Original          | 4 de gener del 2020     | 19 d'abril del 2023 |
| Nichiuri Televisió ha organitzat un acte a Osaka en què anunciarà la producció d'una pel·lícula del monstre Gomera i en Yaiba l'Emmascarat per celebrar la inauguració de la seva nova seu. A l'acte hi assisteixen en Kogoro, en Conan i la seva colla, en Heiji i la Kazuha. Tot va sobre rodes fins que el cap del departament de Producció de Pel·lícules, l'Isato Yonekura, apareix mort en un magatzem. |      |       | |                   |                         |                     |
| 1023 | 966  | 2     | El gran monstre Gomera contra Yaiba l'Emmascarat. Introducció "Daikaijū Gomera VS Kamen Yaibaa (Ha)" (大怪獣ゴメラVS仮面ヤイバー（破）)  | Original          | 11 de gener del 2020    | 19 d'abril del 2023 |
| L'inspector Ayanokoji, de Kyoto, s'uneix a la investigació després d'haver descobert una connexió entre el productor Yonekura i un tal Onda, mort un parell de dies enrere en un accident de trànsit. Mentrestant, una bomba explota en un magatzem abandonat i causa una altra víctima mortal. L'equip d'investigació de la policia decideix entrar a casa de l'únic sospitós, on farà un descobriment del tot inesperat. |      |       | |                   |                         |                     |
| 1024 | 967  | 3     | El gran monstre Gomera contra Yaiba l'Emmascarat. Nus "Daikaijū Gomera VS Kamen Yaibaa (Kyū)" (大怪獣ゴメラVS仮面ヤイバー（急）)         | Original          | 18 de gener del 2020    | 20 d'abril del 2023 |
| En Conan i en Kogoro tornen a casa de l'Ishizawa per mirar de reconstruir el segrest. Mentrestant, la Haibara descobreix que els quatre implicats en els atemptats són els autors d'un robatori que va tenir lloc a Kobe deu anys enrere, i en Conan comença a lligar caps. En Kosugi, del departament de Producció, demana a la Ran i a la Kazuha que es presentin al càsting de la pel·lícula. |      |       | |                   |                         |                     |
| 1025 | 968  | 4     | El gran monstre Gomera contra Yaiba l'Emmascarat. Desenllaç "Daikaijū Gomera VS Kamen Yaibaa (Ketsu)" (大怪獣ゴメラVS仮面ヤイバー（結）) | Original          | 25 de gener del 2020    | 20 d'abril del 2023 |
| En Conan i en Heiji van a veure l'Ishizawa a l'hospital i li paren una trampa per localitzar el cinquè lladre del grup, que els dona la pista definitiva per trobar l'última bomba. Mentrestant, al famós gratacel Abeno Harukas, la Kazuha es prepara per presentar-se al càsting de la pel·lícula sense sospitar que ella, la Ran i tots els visitants de l'edifici corren un gran perill. |      |       | |                   |                         |                     |
| 1026 | 969  | 5     | Els moviments sospitosos d'una jove a Kanazawa (I) "Kaga Reijou Mystery Tour (Zenpen)" (加賀令嬢ミステリーツアー (前編))                 | Mystery Tour 2019 | 15 de febrer del 2020   | 24 d'abril del 2023 |
| En Conan, la Ran i en Kogoro viatgen a Kanazawa per fer turisme i conèixer la ciutat, però pel carrer es troben la Mari, una noia que porta una bossa plena de diners que de seguida descobriran que són per pagar el rescat d'un segrest. Un segrest que s'acabarà complicant més del compte. |      |       | |                   |                         |                     |
| 1027 | 970  | 6     | Els moviments sospitosos d'una jove a Kanazawa (II) "Kaga Reijou Mystery Tour (Kouhen)" (加賀令嬢ミステリーツアー (後編))                | Mystery Tour 2019 | 22 de febrer del 2020   | 24 d'abril del 2023 |
| En Conan, la Ran i en Kogoro són a Kanazawa i s'han vist involucrats en un fals segrest. La suposada víctima, en Manabu Saikawa, ho havia orquestrat tot i quan el descobreixen acaba fugint. Aquell mateix dia, en Soichi Hayashi, el president de l'empresa, és agredit i acaba a l'hospital. En Conan de seguida troba pistes que el condueixen al responsable de l'atac. És en Manabu, també? O la cosa és més embolicada del que sembla? |      |       | |                   |                         |                     |
| 1028 | 971  | 7     | L'objectiu és el Departament de Trànsit (I) "Tāgetto wa Keishichō Kōtsū-bu (Ichi)" (標的は警視庁交通部 (一))                             | 1013-1017         | 7 de març del 2020      | 25 d'abril de 2023  |
| La Naeko, dolguda perquè en Chiba no la reconeix, surt de festa amb unes companyes del Departament de Trànsit i s'emborratxa al karaoke. L'endemà, una d'aquestes companyes, la sergent Toko Momosaki, apareix morta al costat dels lavabos del parc de Beika Est. Les úniques pistes són la moneda de 100 iens deformada que l'assassí va deixar al costat del cos i els gronxadors que la víctima va assenyalar abans de morir. |      |       | |                   |                         |                     |
| 1029 | 972  | 8     | L'objectiu és el Departament de Trànsit (II) "Tāgetto wa Keishichō Kōtsū-bu (Ni)" (標的は警視庁交通部 (二))                              | 1013-1017         | 14 de març del 2020     | 25 d'abril de 2023  |
| En Conan investiga els tres possibles sospitosos de l'assassinat de l'agent de policia. Són tres homes que la Toko i la Shiori van detenir i interrogar uns dies enrere perquè havien comès infraccions de trànsit i havien intentat fugir sense pagar la multa. El trencall on els van detenir és molt a prop de l'agència d'en Kogoro, i en Conan creu que en Toru Amuro va veure alguna cosa des del Poirot. |      |       | |                   |                         |                     |
| 1030 | 973  | 9     | L'objectiu és el Departament de Trànsit (III) "Tāgetto wa Keishichō Kōtsū-bu (San)" (標的は警視庁交通部 (三))                            | 1013-1017         | 21 de març del 2020     | 26 d'abril de 2023  |
| Mentre investiguen l'assassinat de la Shiori Yagi, els inspectors d'Homicidis descobreixen un accident que hi va haver fa poc a prop de l'escenari del crim i que podria ser rellevant per esclarir els fets. El culpable continua buscant la tercera víctima per consumar la seva venjança, i la Naeko en pagarà les conseqüències. Mentrestant, la Yumi té una topada amb uns borratxos i rep l'ajuda d'un salvador del tot inesperat. |      |       | |                   |                         |                     |
| 1031 | 974  | 10    | L'objectiu és el Departament de Trànsit (IV) "Tāgetto wa Keishichō Kōtsū-bu (Yon)" (標的は警視庁交通部 (四))                             | 1013-1017         | 28 de març del 2020     | 26 d'abril de 2023  |
| Els números, el senyal de trànsit... En Conan per fi aconsegueix fer encaixar totes les peces i descobreix la identitat de l'assassí. La misteriosa trucada que ha rebut en Chiba li donarà la pista final per trobar la Naeko, que està segrestada en un lloc desconegut. El culpable la vol utilitzar com a esquer per atraure la Yumi i consumar la seva venjança. |      |       | |                   |                         |                     |
| 1032 | 975  | 11    | El secret de la cerca de la dona d'en Higuchi "Tsuma Sagashi no Himitsu" (妻探しの秘密)                                                  | Original          | 4 de juliol del 2020    | 27 d'abril de 2023  |
| La Ran i en Conan han trobat un home a l'estació, el senyor Higuchi, que busca amb desesperació la seva dona, desapareguda fa tres dies. La Ran demana al seu pare que l'ajudi a buscar-la i ell, tot i que no de gaire bon grat, hi accedeix. En Conan i en Kogoro comencen a investigar el veïnat per trobar alguna prova d'on és i allà es trobaran una sorpresa que farà capgirar completament la investigació. |      |       | |                   |                         |                     |
| 1033 | 976  | 12    | Taxi! Segueixi aquell furgó! "Tsuiseki! Tantei Takushī" (追跡！探偵タクシー)                                                             | Original          | 18 de juliol del 2020   | 27 d'abril de 2023  |
| Una clienta contracta en Kogoro perquè trobi el seu animal de companyia, un armadillo, que s'ha perdut. En Kogoro i en Conan el busquen pel mercat del peix de Birinmon, però no tenen sort i decideixen agafar un taxi per tornar a casa. El taxista és un gran admirador del detectiu i està tan content de veure'l que decideix explicar-li la història d'uns germans molt misteriosos que el dia abans havien fet un trajecte una mica estrany amb el taxi. |      |       | |                   |                         |                     |
| 1034 | 977  | 13    | El cas de l'aquari trencat "Wareta Kingyobachi" (割れた金魚鉢)                                                                           | Original          | 1 d'agost del 2020      | 1 de maig del 2023  |
| En Kogoro rep una oferta per treballar de guardaespatlles d'un empresari amb pocs escrúpols que inverteix en peixos de colors. Ben aviat es confirma que realment necessita protecció. |      |       | |                   |                         |                     |
| 1035 | 978  | 14    | El cas de l'altra riba "Taigan no Jiken" (対岸の事件)                                                                                    | Original          | 15 d'agost del 2020     | 1 de maig del 2023  |
| Mentre observen ocells, en Conan ensenya als nens de la Lliga de Detectius Júnior a observar les persones. Aquesta nova habilitat els serà útil per resoldre, des de la distància, un cas de segrest ben complicat. |      |       | |                   |                         |                     |
| 1036 | 979  | 15    | El detectiu manipulat "Tantei wo Hikizurimawasu" (探偵を引きずり回す)                                                                    | Original          | 29 d'agost del 2020     | 2 de maig del 2023  |
| Una dona li demana a en Kogoro que l'ajudi a recuperar una joia que li han robat. El lladre li ha deixat una nota amb una ubicació. En Kogoro i la seva clienta s'hi dirigeixen sense saber que es tracta d'una mena de joc de pistes que els portarà d'una punta a l'altra de la ciutat. Mentrestant, en Conan investiga si el robatori podria estar relacionat amb un cas antic. |      |       | |                   |                         |                     |
| 1037 | 980  | 16    | El consultor criminal "Kanzen Hanzai no Susume" (完全犯罪のススメ)                                                                       | Original          | 5 de setembre del 2020  | 2 de maig del 2023  |
| Una onada de delictes i crims misteriosos fa anar de corcoll la policia metropolitana de Tòquio. Aparentment no hi ha res que els relacioni, tret que els delinqüents porten un full amb les instruccions per actuar. La Sato i en Takagi han descobert que el cervell de les trames és un tal Misao Hamanaka, un home que es fa dir "consultor criminal". |      |       | |                   |                         |                     |
| 1038 | 981  | 17    | Benvinguts al Botchan (I) "Bocchan-tei e Yōkoso (Zenpen)" (坊っちゃん亭へようこそ (前編))                                                | Original          | 19 de setembre del 2020 | 3 de maig del 2023  |
| L'Ayumi troba un gat malferit en un parc. En Conan sospita que li han clavat una pallissa. Al cap de poc, en un restaurant proper, apareix el cadàver d'un dels empleats, que ha mort apunyalat. La roba que porta coincideix amb els fils que en Conan i la seva colla han trobat entre les urpes del gat, i els Detectius Júnior es fan el propòsit de trobar el culpable abans que la policia. |      |       | |                   |                         |                     |
| 1039 | 982  | 18    | Benvinguts al Botchan (II) "Bocchan-tei e Yōkoso (Kōhen)" (坊っちゃん亭へようこそ (後編))                                                | Original          | 26 de setembre del 2020 | 3 de maig del 2023  |
| Només hi ha tres cambrers que no tenen coartada. Resulta que tots tres estaven especialment ressentits amb l'Uranari, però no tenien cap motiu per voler matar el director del Botchan. En Conan s'adona que hi ha una altra persona que no té coartada i descobreix el truc que va fer servir l'assassí per penjar el director a l'arbre sense que el fregadís de la soga deixés marques a la branca. |      |       | |                   |                         |                     |
| 1040 | 983  | 19    | En Kid contra en Komei. Els llavis desitjats (I) "Kiddo vs Kōmei Nerawareta Kuchibiru (Zenpen)" (キッドvs高明狙われた唇 (前編))          | 1018-1021         | 3 d'octubre del 2020    | 4 de maig del 2023  |
| La Kazuha i en Heiji viatgen a Tòquio per assistir a l'exposició d'una joia excepcional anomenada Fairy Lip, Llavis de Fada. L'exposició, que també visitaran en Conan, la Ran i en Kogoro, l'organitza el senyor Jirokichi Suzuki, que l'ha publicitat als quatre vents amb la intenció de provocar en Kaito Kid perquè intenti robar-la i poder-lo enxampar. Un dels principals ideòlegs del sistema de seguretat que es farà servir és l'inspector Takaaki Morofushi, també conegut com a Komei. Qui guanyarà en enginy?                                                            |      |       | |                   |                         |                     |
| 1041 | 984  | 20    | En Kid contra en Komei. Els llavis desitjats (II) "Kiddo vs Kōmei Nerawareta Kuchibiru (Kōhen)" (キッドvs高明狙われた唇(後編))           | 1018-1021         | 10 d'octubre del 2020   | 4 de maig del 2023  |
| El senyor Suzuki ha organitzat una exhibició al seu museu per parar una trampa a en Kaito Kid, atrapar-lo i endur-se la glòria. L'objecte exposat es diu Fairy Lip, Llavis de Fada, i és la perla natural més gran del món. Per evitar que la robin, hi ha tot un equip de vigilància, inclosos en Heiji, en Conan i en Komei, l'inspector de la policia de Nagano. La perla estava protegida amb tota mena de mesures de seguretat però, tot i així, en Kaito Kid -disfressat de Kazuha- ha aconseguit endur-se-la. Per què no ha marxat, encara, la falsa Kazuha? Què trama, en Kid? |      |       | |                   |                         |                     |
| 1042 | 985  | 21    | Les dues cares (I) "Futatsu no Sugao (Zenpen)" (二つの素顔 (前編))                                                                       | Original          | 24 d'octubre del 2020   | 8 de maig del 2023  |
| Una dona misteriosa molt bonica demana ajuda a en Kogoro per trobar el seu marit desaparegut: un empresari d'èxit amb una actitud molt estranya, que ha fugit de la seva dona i portava dies desaparegut. En Conan i en Kogoro li hauran de seguir la pista per veure quanta veritat hi havia en el relat de la seva dona. |      |       | |                   |                         |                     |
| 1043 | 986  | 22    | Les dues cares (II) "Futatsu no Sugao (Kōhen)" (二つの素顔 (後編))                                                                       | Original          | 31 d'octubre del 2020   | 8 de maig del 2023  |
| Els Muto, reunits gràcies a la feina d'en Kogoro, tornen a ser una parella feliç i ben avinguda. Però, tot d'una, l'aparició d'un cadàver fa pensar que la felicitat ha durat ben poc a casa seva, i en Kogoro i en Conan es troben intentant esbrinar si realment tot ha passat com sembla i què ha passat amb l'altre empleat desaparegut de l'empresa. |      |       | |                   |                         |                     |
| 1044 | 987  | 23    | La festa de dissolució de l'empresa "Kaisha kaisan pāti" (会社解散パーティ)                                                              | Original          | 7 de novembre del 2020  | 9 de maig del 2023  |
| En Conan, la Ran i en Kogoro han anat a dinar a un restaurant. Al reservat hi ha un grup de persones que fan el dinar de comiat d'una empresa que acaba de tancar. Un dels empleats li ofereix un ram de flors al president, que les olora i cau mort a terra. En Conan i en Kogoro ajudaran la policia a descobrir quin dels empleats l'ha matat i per què. |      |       | |                   |                         |                     |
| 1045 | 988  | 24    | Com gat i gos "Igamiau Otome-tachi" (いがみ合う乙女達)                                                                                   | Original          | 14 de novembre del 2020 | 9 de maig del 2023  |
| La Ran i en Conan acompanyen la Sonoko al centre comercial. Hi ha quatre noies ben somrients que promocionen una joguina, però de seguida descobreixen que entre bastidors no es porten tan bé. Una en pagarà les conseqüències i la Sonoko haurà de descobrir què ha passat i qui és la "foqueta dolenta" que hi ha darrere del crim. |      |       | |                   |                         |                     |
| 1046 | 989  | 25    | El cas del diari dibuixat de l'Ayumi "Ayumi no enikki jiken-bo" (歩美の絵日記事件簿)                                                     | Original          | 5 de desembre del 2020  | 10 de maig del 2023 |
| A la joieria Kaneko han exposat un rellotge caríssim d'edició limitada. En Conan està molt preocupat, perquè pensa que un rellotge tan luxós en una botiga de barri té molts números d'acabar en mans d'algun lladre. D'altra banda, l'Ayumi no sap què posar al seu diari dibuixat i ho consulta a la colla. En Conan li aconsella que es comenci a fixar bé en tot el que vegi i que després dibuixi el que li hagi cridat més l'atenció. I això acabarà sent un factor determinant per resoldre el misteri d'aquest episodi.                                                        |      |       | |                   |                         |                     |
| 1047 | 990  | 26    | La roda de la tragèdia (I) "Kikai-teki higeki (zenpen)" (機械的悲劇（前編))                                                              | Original          | 12 de desembre del 2020 | 10 de maig del 2023 |
| En Kogoro té un nou client. Es tracta d'en Fusaya, un jove que vol trobar l'assassí del seu pare, que va morir fa deu dies quan van entrar a robar a casa seva. En Fusaya se sent culpable perquè el seu pare s'havia agafat festa per passar el dia amb ell, i per això el lladre el va trobar a casa. En Kogoro promet que trobarà l'assassí, però no té cap sospitós. |      |       | |                   |                         |                     |
| 1048 | 991  | 27    | La roda de la tragèdia (II) "Kikai-teki higeki (Kōhen)" (機械的悲劇（後編))                                                              | Original          | 19 de desembre del 2020 | 11 de maig del 2023 |
| En Kogoro troba la dona misteriosa que els espiava davant de l'estació i la interroga per saber si podria estar relacionada amb el cas. Mentrestant, en Conan torna a la comissaria de Tebai i demana l'informe de l'autòpsia del senyor Ooide. La causa de la mort confirma la seva teoria. Tot seguit, en Conan convoca en Fusaya fent-se passar per en Kogoro i li explica com va morir el seu pare. |      |       | |                   |                         |                     |
| 1049 | 992  | 28    | El cas del cafè del barri "Machiya kafe no baai" (町屋カフェの場合)                                                                      | Original          | 26 de desembre del 2020 | 11 de maig del 2023 |
| La Sonoko, la Ran i en Conan van a una cafeteria famosa pels dònuts de polpa de soja que serveixen. La Sonoko està molt emocionada, perquè són sense sucre i en podrà menjar tants com vulgui. El local és molt bonic i té un jardí preciós. A més, tot el que demanen és boníssim. Tot va bé fins que un dels clients va al lavabo i avisa que s'hi ha trobat el propietari del cafè estès a terra. Algú l'ha agredit i ell és el principal sospitós. |      |       | |                   |                         |                     |

## Temporada 26 (2021)
| EP# | EP#  | EP#   | Títol en català | Adaptat de                          | Estrena en japonès      | Estrena en català   |
| Cat. | Jap. | Temp. | Títol en català | Adaptat de                          | Estrena en japonès      | Estrena en català   |
| --- | ---- | ----- | --- | ----------------------------------- | ----------------------- | ------------------- |
| 1050 | 993  | 1     | Suplent: Makoto Kyogoku. Plantejament "Daiyaku: Kyōgoku Makoto (Zenpen)" (代用：まこと京極(前編))                                                            | 1022-1026                           | 9 de gener del 2021     | 15 de maig del 2023 |
| En Conan, la Ran, la Sera, la Sonoko i en Makoto van a veure una pel·lícula. En sortir del cine hi ha una confusió i en Makoto es veu obligat a fer de suplent d'un personatge en el rodatge d'una sèrie. Sembla que tot va bé, però, en el moment de filmar l'última escena, un dels actors cau d'un tercer pis... quan només hi havia una persona, en Makoto, amb ell. |      |       | |                                     |                         |                     |
| 1051 | 994  | 2     | Suplent: Makoto Kyogoku. Nus "Daiyaku: Kyōgoku Makoto (Chūhen)" (代用：まこと京極(中編))                                                                     | 1022-1026                           | 16 de gener del 2021    | 15 de maig del 2023 |
| Per culpa d'una confusió, en Makoto li fa perdre el coneixement a un actor i es veu obligat a fer-li de suplent en el rodatge d'una sèrie. En el moment de filmar l'última escena, però, un dels actors cau d'un tercer pis... i en Makoto era amb ell. A sobre, mentre investiguen, el subdirector mor enverinat, i la Sera sembla sospitar que en Conan és en Shinichi... |      |       | |                                     |                         |                     |
| 1052 | 995  | 3     | Suplent: Makoto Kyogoku. Desenllaç "Daiyaku: Kyōgoku Makoto (Daisanbu)" (代用：まこと京極(第三部))                                                           | 1022-1026                           | 23 de gener del 2021    | 16 de maig del 2023 |
| Per una confusió, en Makoto fa perdre el coneixement a un actor i es veu obligat a fer-li de suplent en una sèrie. En el moment de filmar l'última escena, però, un dels actors cau d'una finestra i es mor i, després, enverinen el subdirector. Per acabar-ho d'adobar, la Sera intenta desemmascarar en Shinichi... Llavors, en Conan s'adona que el vídeo de la caiguda podria amagar la clau del cas. |      |       | |                                     |                         |                     |
| 1053 | 996  | 4     | El falcó savi no ensenya les urpes "Nō aru Taka wa Tsumi o Kakusu" (賢いタカは犯罪隠ま)                                                                      | Original                            | 30 de gener del 2021    | 16 de maig del 2023 |
| En Kogoro, en Conan i la Ran visiten una cafeteria tradicional en una zona rural, on coneixen antigues tradicions i gaudeixen de la falconeria. Tot d'una, l'aligot de l'espectacle es troba al centre d'un complicat assassinat que posa en joc la continuïtat del negoci. |      |       | |                                     |                         |                     |
| 1054 | 997  | 5     | Complot a La Llar dels Somriures "Sumairu no Sato no Inbō" (スマイルの里の陰謀)                                                                              | Original                            | 13 de febrer del 2021   | 17 de maig del 2023 |
| Les adinerades residents d'una llar d'avis admiren molt els integrants de la Lliga de Detectius Júnior i n'han creat un club de fans. Els volen conèixer en persona i per això els administradors de la residència han convidat els nens a passar-hi el dia. Les dones que viuen a La Llar dels Somriures tenen uns gustos ben estrafolaris! Malgrat tot, el dia passa sense incidents greus fins que els nens descobreixen que darrere el somriure perenne dels administradors s'hi amaga alguna cosa. |      |       | |                                     |                         |                     |
| 1055 | 998  | 6     | La paella de la discòrdia "Nikushimi no Furaipan" (憎しみのフライパン)                                                                                       | Original                            | 20 de febrer del 2021   | 17 de maig del 2023 |
| La Ran s'ha inscrit com a provadora de paelles i assisteix a una demostració amb en Kogoro i en Conan en una empresa on fabriquen estris de cuina innovadors. A l'empresa hi ha un enfrontament obert entre dos dels executius que acaba en una tragèdia plena de traïcions, química i trucs que tots tres hauran de resoldre. S'han enfrontat de debò o algú ha volgut que ho semblés? |      |       | |                                     |                         |                     |
| 1056 | 999  | 7     | Una bona voluntat problemàtica "Meiwakuna Shinsetsushin" (迷惑な親切心)                                                                                      | Original                            | 27 de febrer del 2021   | 18 de maig del 2023 |
| En Conan, la Ran i en Kogoro han anat a sopar a un bar. A la taula del costat, dos companys de feina parlen de com un d'ells, en el seu afany per defensar els altres, ha cridat dos cops la policia quan ha vist persones sospitoses pel barri. Assegura que té la voluntat d'ajudar a construir un món millor. No trigaran gaire a descobrir-ne el cos als lavabos de l'edifici. Què ha passat? En Conan haurà de descobrir qui l'ha assassinat. |      |       | |                                     |                         |                     |
| 1057 | 1000 | 8     | El cas de l'assassinat de la sonata "Clar de lluna" (I) "Piano Sonata "Gekkō" Satsujin Jiken (Zenpen)" (ピアノソナタ「月光」殺人事件(前編))                  | 62-67                               | 6 de març del 2021      | 18 de maig del 2023 |
| En Kogoro rep una carta misteriosa demanant-li que vagi a l'illa de Tsukikage a investigar un cas i la Ran i en Conan l'hi acompanyen, però el remitent resulta que és en Keiji Aso, un pianista que va morir fa 12 anys. A més, durant l'homenatge a un exalcalde que va morir fa dos anys, apareix una nova víctima: un dels candidats de les pròximes eleccions municipals. |      |       | |                                     |                         |                     |
| 1058 | 1001 | 9     | El cas de l'assassinat de la sonata "Clar de lluna" (II) "Piano Sonata "Gekkō" Satsujin Jiken (Kōhen)" (ピアノソナタ「月光」殺人事件(後編))                  | 62-67                               | 13 de març del 2021     | 22 de maig del 2023 |
| En Kogoro, la Ran i en Conan van a investigar a una illa on, fa 12 anys, un pianista anomenat Keiji Aso es va suïcidar calant foc a casa seva. Mentre hi són, però, assassinen dues persones: el senyor Kawashima i el senyor Kuroiwa, candidats de les pròximes eleccions municipals. Als escenaris dels crims hi han deixat dues partitures que amaguen un missatge xifrat... I sembla que encara hi pot haver més víctimes. |      |       | |                                     |                         |                     |
| 1059 | 1002 | 10    | El misteri de les escombraries al districte comercial de Beika "Beika Shōten-gai Dasuto Misuterī" (米花商店街ダストミステリー)                               | Pròleg Pel·lícula 24                | 17 d'abril del 2021     | 22 de maig del 2023 |
| Al districte comercial de Beika hi ha algú que es dedica a escampar brossa al parc, just en un lloc on abans hi havia una paperera. En Conan, l'Ai i la Lliga de Detectius Júnior volen descobrir qui és el culpable d'aquesta malifeta i comencen a investigar pels negocis del districte comercial. |      |       | |                                     |                         |                     |
| 1060 | 1003 | 11    | El joc perfecte de les 36 caselles. Plantejament "36-masu no Pāfekuto Gēmu (Zenpen)" (36マスの完全犯罪(前篇))                                                | 1027-1031                           | 24 d'abril del 2021     | 23 de maig del 2023 |
| Un client misteriós encarrega a en Kogoro que investigui el suïcidi d'un amic que es va penjar en una església abandonada i li demana si hi pot anar amb tres persones més. Així, doncs, va amb en Conan, l'Amuro i en Wakita fins a les muntanyes de Nagano. Allà es troben amb un grup d'amics que s'ha reunit per acomiadar-se del noi que es va suïcidar... però no saben qui els hi ha fet anar. |      |       | |                                     |                         |                     |
| 1061 | 1004 | 12    | El joc perfecte de les 36 caselles. Nus "36-masu no Pāfekuto Gēmu (Chūhen)" (36マスの完全犯罪(中編))                                                         | 1027-1031                           | 1 de maig del 2021      | 23 de maig del 2023 |
| En Kogoro, en Conan, l'Amuro i en Wakita van a una església abandonada de Nagano a investigar el suïcidi d'un noi. Allà es troben un grup d'amics del difunt, però ve una tempesta de neu i s'hi queden atrapats. A més, l'individu misteriós que els ha reunit els ha deixat missatges xifrats. Mentre en busquen més, un dels amics mor, i decideixen anar sempre en parelles per estar més segurs. |      |       | |                                     |                         |                     |
| 1062 | 1005 | 13    | El joc perfecte de les 36 caselles. Desenllaç "36-masu no Pāfekuto Gēmu (Kōhen)" (36マスの完全犯罪(後編))                                                    | 1027-1031                           | 8 de maig del 2021      | 24 de maig del 2023 |
| En Kogoro, en Conan, l'Amuro i en Wakita estan atrapats en una església abandonada on es va suïcidar un noi, juntament amb un grup d'amics del difunt. Mentre busquen missatges xifrats de l'individu misteriós que els ha reunit, dos dels amics són assassinats. Un dels que queden, sentint que la resta el volen inculpar, es tanca en una habitació. Mentrestant, els detectius intenten esbrinar què volen dir els missatges. |      |       | |                                     |                         |                     |
| 1063 | 1006 | 14    | Qui ha posat el verí? "Doku o Ireta no wa Dare" (毒を入れたのは誰)                                                                                           | Original                            | 15 de maig del 2021     | 24 de maig del 2023 |
| Un client nou d'en Kogoro, el secretari de Finances Sasano, li demana que busqui l'autor d'una amenaça de mort contra el president de l'empresa, en Shuji Sasano. Per desemmascarar els tres principals sospitosos, el magnat els convida a una festa a la qual també assistiran en Kogoro, en Conan i la Ran. Tot d'una, el president fa un glop de vi i cau estès a terra. |      |       | |                                     |                         |                     |
| 1064 | 1007 | 15    | El venjador (I) "Fukushū-sha (Zenpen)" (復讐者(前篇)) | Original                            | 6 de juny del 2021      | 25 de maig del 2023 |
| Han aparegut dues víctimes apunyalades per un assassí misteriós. En Kogoro i en Conan s'uneixen a la investigació de la policia, que aviat descobreix que l'autor dels crims actua per venjança. Deu anys enrere, quatre persones el van estafar i ara els vol matar a tots. Encara queden dos supervivents que la policia intentarà protegir, però l'assassí no renunciarà tan fàcilment als seus plans de venjança. |      |       | |                                     |                         |                     |
| 1065 | 1008 | 16    | El venjador (II) "Fukushū-sha (Kōhen)" (復讐者(後編)) | Original                            | 12 de juny del 2021     | 25 de maig del 2023 |
| Una excavadora ha trobat el cadàver d'en Takashi Komoto enterrat en una obra més aviat lluny del lloc on es va estimbar. Amb aquesta troballa, la policia es planteja nous interrogants: Qui ha matat la senyora Akiba, si no ha pogut ser en Komoto? I qui ha trucat al senyor Fuyuki per demanar-li diners a canvi de la seva vida? En Kogoro sospita que en Komoto tenia un còmplice que continua matant en nom seu. |      |       | |                                     |                         |                     |
| 1066 | 1009 | 17    | Un objecte perdut que fa olor de cas "Otoshimono wa Jiken no Nioi" (落とし物は事件のにおい)                                                                  | Original                            | 19 de juny del 2021     | 29 de maig del 2023 |
| L'Ayumi ha trobat un braçalet trencat perdut en un parc, i la Lliga de Detectius Júnior decideix tornar-l'hi al propietari. Després de preguntar sense descans a les botigues del barri, aconsegueixen saber-ne el nom. Quan arriben a casa seva, ell no hi és, però els rep la seva germana, que els assegura que li tornarà el braçalet en nom d'ells. En Mitsuhiko, en Genta i l'Ayumi se'n tornen contents per haver complert la missió, però a en Conan hi ha alguna cosa que no li acaba de quadrar. Què eren les marques de roda i la taca que hi havia a prop del parc? Aquest cas encara no s'ha acabat! |      |       | |                                     |                         |                     |
| 1067 | 1010 | 18    | L'artista del somriure esborrat "Egao wo Keshita Aidoru" (笑顔を消したアイドル)                                                                              | Original                            | 26 de juny del 2021     | 29 de maig del 2023 |
| A l'Agència de Detectius Mouri s'hi presenta un agent de policia nou al districte, en Futoshi Yamasato. En Futoshi explica a en Kogoro que ha viscut dos casos molt similars en els quals dues noies rosses i amb ulleres de sol han fugit corrents d'un restaurant sense pagar. Què hi té a veure, amb tot això, la famosa artista Kayoko Kakurai? Deuen ser certes, les deduccions que ha fet sobre els casos l'agent Yamasato? |      |       | |                                     |                         |                     |
| 1068 | 1011 | 19    | La recollida de plantes silvestres i el trèvol (I) "Sansai Gari to Kurōbā (Zenpen)" (山菜狩りとクローバー(前篇))                                             | 1032-1034                           | 10 de juliol del 2021   | 30 de maig del 2023 |
| La Lliga de Detectius Júnior va a Gunma a recollir plantes silvestres comestibles amb la senyoreta Kobayashi i la senyoreta Wakasa. Allà els espera la senyoreta Zenda amb el seu cotxe per portar-los a la muntanya. Un cop hi arriben, aparquen i se'n van a recollir plantes. Al cap d'una estona, però, quan tornen al cotxe a buscar aigua, s'hi troben un cadàver. És el promès de la senyoreta Zenda. |      |       | |                                     |                         |                     |
| 1069 | 1012 | 20    | La recollida de plantes silvestres i el trèvol (II) "Sansai Gari to Kurōbā (Kōhen)" (山菜狩りとクローバー(後編))                                             | 1032-1034                           | 17 de juliol del 2021   | 30 de maig del 2023 |
| La Lliga de Detectius Júnior, la senyoreta Kobayashi i la senyoreta Wakasa han anat a Gunma a recollir plantes silvestres comestibles amb la senyoreta Zenda, que s'encarrega de portar-los a la muntanya amb cotxe. Mentre busquen, però, el promès de la senyoreta Zenda apareix mort i descobreixen que és un estafador matrimonial. Sospiten que el podria haver matat una altra de les seves parelles. En Conan, però, de seguida sospita d'una altra persona. |      |       | |                                     |                         |                     |
| 1070 | 1013 | 21    | L'home que estimava massa "Aishisugita Otoko" (愛しすぎた男)                                                                                                 | Original                            | 24 de juliol del 2021   | 31 de maig del 2023 |
| En Kogoro i en Conan surten a comprar per sorprendre la Ran amb un curri, però es troben de ple en un cas. Aparentment, un robatori frustrat i una actuació en legítima defensa han acabat amb el lladre mort. Ara bé, alguna cosa no acaba d'encaixar en la història per en Conan. Podria ser que aquest matrimoni que tant s'estima amagui alguna altra cosa més que l'ingredient secret del seu curri? |      |       | |                                     |                         |                     |
| 1071 | 1014 | 22    | L'escriptor a qui li deien el Diable "Maō to Yobareta Shōsetsuka" (魔王と呼ばれた小説家)                                                                     | Original                            | 31 de juliol del 2021   | 31 de maig del 2023 |
| El famós i prolífic escriptor de novel·la negra Shintaro Tawake apareix mort d'un tret al seu despatx, una habitació orientada al nord on no hi toca mai el sol. L'escriptor tenia quatre deixebles aficionats a la novel·la negra que l'ajudaven en el seu dia a dia. Podria ser que algun d'ells hagués posat fi a la vida del seu mestre? En Kogoro i en Conan ho hauran d'esbrinar i resoldre el misteri. |      |       | |                                     |                         |                     |
| 1072 | 1015 | 23    | L'operació de vigilància "Harikomi" (張り込み) | Original                            | 14 d'agost del 2021     | 1 de juny del 2023  |
| En Conan i els Detectius Júnior veuen en Chiba al supermercat i decideixen seguir-lo perquè sospiten que està en plena operació de vigilància. Ell i en Takagi vigilen els residents d'un edifici per determinar quin d'ells és el culpable de l'atracament a una joieria. En Mitsuhiko, l'Ayumi i en Genta tenen una idea per descobrir l'autor del delicte. |      |       | |                                     |                         |                     |
| 1073 | 1016 | 24    | El cas del franctirador del monoraïl (I) "Monorēru Sogeki Jiken (Zenpen)" (モノレール狙撃事件(前編))                                                         | Original                            | 28 d'agost del 2021     | 1 de juny del 2023  |
| En Conan i en Kogoro viatgen en monoraïl quan, de sobte, li disparen a un noi. La bala, però, sembla que ha vingut des de fora del vagó, des d'algun punt d'una illa artificial. Així, doncs, en Kogoro ordena tallar totes les carreteres perquè el franctirador no es pugui escapar i es disposa a atrapar-lo amb la inestimable ajuda d'en Conan. Primer, però, cal saber des d'on ha disparat... |      |       | |                                     |                         |                     |
| 1074 | 1017 | 25    | El cas del franctirador del monoraïl (II) "Monorēru Sogeki Jiken (Kōhen)" (モノレール狙撃事件(後編))                                                         | Original                            | 4 de setembre del 2021  | 5 de juny del 2023  |
| Algú li ha disparat al passatger d'un monoraïl. Primer semblava que havia sigut un franctirador, però quan en Conan i en Kogoro miren de localitzar-lo a partir de la trajectòria que ha seguit la bala, arriben a un pis on resulta que s'ha comès un assassinat. Descobreixen que, segurament, l'assassí s'ha endut el cos de la víctima al mercat de peix de Tohto, i se n'hi van a buscar-lo. |      |       | |                                     |                         |                     |
| 1075 | 1018 | 26    | La safata antiga no es pot amagar (I) "Kottōbon wa Kakusenai (Zenpen)" (骨董盆は隠せない(前編))                                                              | 1035-1038                           | 11 de setembre del 2021 | 5 de juny del 2023  |
| Un antiquari convida el doctor Agasa a casa seva per explicar-li la diferència entre una antiga safata tsuikoku original i les falsificacions. N'hi ha tres i només una és autèntica. El doctor s'hi emporta en Conan, la Haibara, en Subaru i també la Masumi, que està decidida a descobrir la veritat sobre l'Ai i en Conan. Quan arriben a casa de l'antiquari, se'l troben molt malferit víctima d'una agressió. Els tres clients de les safates són els principals sospitosos. |      |       | |                                     |                         |                     |
| 1076 | 1019 | 27    | La safata antiga no es pot amagar (II) "Kottōbon wa Kakusenai (Chūhen)" (骨董盆は隠せない(中編))                                                             | 1035-1038                           | 18 de setembre del 2021 | 6 de juny del 2023  |
| El cas sembla estancat. L'assassí ha sigut molt meticulós i ha deixat el mateix rastre de sang a les tres safates perquè sigui impossible identificar l'autèntica. Els tres clients de l'antiquari es comencen a posar nerviosos a mesura que passa el temps i no hi ha cap taxador que pugui venir per ajudar a trobar la safata autèntica. Mentrestant, en Conan descobreix més coses sobre la misteriosa família Akai. |      |       | |                                     |                         |                     |
| 1077 | 1020 | 28    | La safata antiga no es pot amagar (III) "Kottōbon wa Kakusenai (Kōhen)" (骨董盆は隠せない(後編))                                                             | 1035-1038                           | 25 de setembre del 2021 | 6 de juny del 2023  |
| El cas sembla estancat. L'assassí ha sigut molt meticulós i ha deixat el mateix rastre de sang a les tres safates perquè sigui impossible identificar l'autèntica. Els tres clients de l'antiquari es comencen a posar nerviosos a mesura que passa el temps i no hi ha cap taxador que pugui venir per ajudar a trobar la safata autèntica. Mentrestant, en Conan descobreix més coses sobre la misteriosa família Akai. |      |       | |                                     |                         |                     |
| 1078 | 1021 | 29    | Un rondó en mala companyia "Akuyū-tachi no Rondo" (悪友たちの輪舞)                                                                                           | Original                            | 2 d'octubre del 2021    | 7 de juny del 2023  |
| En Kogoro i en Conan es troben la policia investigant l'assassinat d'un delinqüent. El sospitós és un amic de la víctima que, com ell, té mala reputació, però quan el van a buscar també se'l troben mort. Aquest ha deixat un missatge pòstum amb el nom del seu assassí, que també és un delinqüent amic seu i que mor enverinat. Tot apunta que s'han matat entre ells, però potser no és tan senzill... |      |       | |                                     |                         |                     |
| 1079 | 1022 | 30    | El museu maleït "Noroi no Myūjiamu" (呪いのミュージアム) | Original                            | 9 d'octubre del 2021    | 7 de juny del 2023  |
| La Sonoko i la Ran volen comprar uns clauers de déus egipcis que estan molt de moda, i per això van al Museu de Cultura Oriental Antiga, on hi ha tot de rèpliques de l'antic Egipte. En Conan les acompanya. Quan el museu està a punt de tancar, se sent un soroll estrepitós que els fa dirigir a un passadís de l'exposició on troben una persona morta sota l'estàtua del déu Anubis. Ha sigut un accident? O estem davant d'un altre cas? O és la maledicció d'Anubis, com assegura el director del Museu?                                                                                                  |      |       | |                                     |                         |                     |
| 1080 | 1023 | 31    | El tercer xiulet d'un tren entre llibres antics "Kiteki no Kikoeru Kosho-ten Surī" (汽笛の聞こえる古書店３)                                                  | Original                            | 16 d'octubre del 2021   | 8 de juny del 2023  |
| La Michiko Yoshikawa ha convidat els nens a participar en la seva classe de redacció. Tot va la mar de bé fins que arriba l'amo de la casa, el senyor Nojima, que considera que els nens necessiten més cultura literària. Per això se'ls emporta a la seva biblioteca privada i els obliga a llegir alguns clàssics de la literatura. Quan s'aturen un moment per fer una pausa per dinar, la Michiko cau a terra i l'han de portar a l'hospital. Algú l'ha enverinat. Com s'ho fa fet? Què ha passat? En Conan haurà de descobrir la veritat.                                                                   |      |       | |                                     |                         |                     |
| 1081 | 1024 | 32    | El repte de la Momiji Ooka (I) "Ōoka Momiji no Chōsenjō (Zenpen)" (大岡紅葉の挑戦状（前編）)                                                                 | 1039-1042                           | 30 d'octubre del 2021   | 8 de juny del 2023  |
| La Momiji demana a en Heiji i a en Shinichi que desxifrin un missatge en clau que una dona va enviar als seus quatre fills abans de morir. El germà gran ha desaparegut i volen saber si està bé. La Momiji ho aprofita per organitzar un duel entre els detectius per veure qui resol abans el cas: si en Heiji perd, haurà de fer una cosa per ella. |      |       | |                                     |                         |                     |
| 1082 | 1025 | 33    | El repte de la Momiji Ooka (II) "Ōoka Momiji no Chōsenjō (Kōhen)" (大岡紅葉の挑戦状（後編）)                                                                 | 1039-1042                           | 6 de novembre del 2021  | 12 de juny del 2023 |
| La Momiji organitza un duel de deduccions entre en Heiji i en Shinichi: si en Heiji perd, haurà de fer una cosa per ella. A partir d'un missatge xifrat que una dona va enviar als seus quatre fills abans de morir, es troben el fill gran mort en un magatzem i resulta que els tres germans són a l'escena del crim, de manera que un dels tres ha de ser l'assassí. |      |       | |                                     |                         |                     |
| 1083 | 1026 | 34    | El testimoni que no pot parlar "Ienai Mokugekisha" (言えない目撃者)                                                                                          | Original                            | 13 de novembre del 2021 | 12 de juny del 2023 |
| Una dona ha mort al carrer després d'haver rebut un cop al cap amb una barra de ferro. És la tercera víctima d'un agressor misteriós que es dedica a atacar dones de nit. Hi ha un possible testimoni del crim, però és un noi que viu tancat a la seva habitació i es nega a declarar. En Conan de seguida sospita que hi ha gat amagat i que la vida del testimoni corre perill. |      |       | |                                     |                         |                     |
| 1084 | 1027 | 35    | A l'altra banda de la cortina "Kāten no Mukōgawa" (カーテンの向こう側)                                                                                       | Original                            | 20 de novembre del 2021 | 13 de juny del 2023 |
| El doctor Agasa i els detectius júnior han anat a sopar a un restaurant. A l'altra banda del carrer, darrere d'una finestra tapada amb una cortina, s'hi intueixen les siluetes d'una parella. Tot d'una, hi ha una agressió, però quan la policia es presenta al pis en qüestió, no hi ha ni rastre del crim. Els nens recorren a en Conan perquè els ajudi a resoldre el cas. |      |       | |                                     |                         |                     |
| 1085 | 1028 | 36    | La balada de la dona que s'estimava els pastissos "Kēki o Aisuru Onna no Barādo" (ケーキを愛する女のバラード)                                                | Original                            | 27 de novembre del 2021 | 13 de juny del 2023 |
| Els nens de la Lliga de Detectius Júnior entren d'amagat en un edifici destinat a convertir-se en una fàbrica de pastissos i s'espanten quan veuen que algú surt d'entre la runa. Quan segueixen les taques de sang per trobar la persona, troben una noia que es veu involucrada en un assassinat, una història d'amor i un canvi de rumb inesperat en l'empresa. Els nens hauran de descobrir què ha passat i quin futur tindrà l'empresa. |      |       | |                                     |                         |                     |
| 1086 | 1029 | 37    | Un cas de l'Acadèmia de Policia. Jinpei Matsuda "Keisatsu Gakkō-hen Wairudo Porīsu Sutōrī Kēsu. Matsuda Jinpei" (警察学校編 Wild Police Story CASE.松田陣平) | Un cas de l'Acadèmia de Policia 1-3 | 4 de desembre del 2021  | 14 de juny del 2023 |
| Amb la primavera, un nou curs de formació de policies comença a l'Acadèmia de la Policia Metropolitana. En aquest curs coneixerem cinc alumnes ben especials: en Furuya, el millor alumne de la promoció; en Matsuda, el busca-raons geni de la mecànica; en Date, el líder protector; l'amable Morofushi, que ajuda a tothom, i en Hagiwara, l'alumne perspicaç que sempre va rere les noies. Serem testimonis de la relació entre tots cinc, les motivacions que els porten a voler ser policies i veurem si són o no capaços de col·laborar.                                                                   |      |       | |                                     |                         |                     |
| 1087 | 1030 | 38    | Un any en blanc (I) "Kūhaku no Ichinen (Zenpen)" (空白の一年(前編))                                                                                          | Original                            | 11 de desembre del 2021 | 14 de juny del 2023 |
| En Kogoro troba pel carrer un home amb amnèsia que li demana que l'ajudi a descobrir què és el que ha estat fent durant l'últim any de la seva vida. Ha caigut per les escales i, en despertar-se i tornar a la feina, li han dit que feia un any que no en sabien res, d'ell. L'home també li explica que creu que algú l'ha intentat assassinar. Amb les poques pistes que tenen, en Conan i en Kogoro intentaran refer les peces del passat oblidat d'en Ritsuo Esaka. Què hi trobaran? |      |       | |                                     |                         |                     |
| 1088 | 1031 | 39    | Un any en blanc (II) "Kūhaku no Ichinen (Kōhen)" (空白の一年(後編))                                                                                          | Original                            | 18 de desembre del 2021 | 15 de juny del 2023 |
| En Kogoro ha trobat pel carrer en Ritsuo Esaka, un home amb amnèsia a qui han intentat assassinar i que li ha demanat ajuda per descobrir què és el que ha estat fent durant l'últim any de la seva vida. Finalment aconsegueixen saber que ha estat vivint i treballant al barri de Koneru i que moltes persones l'han ajudat a adaptar-se a la nova situació. Dos dies després, el troben mort a casa seva. Tot fa pensar que s'ha suïcidat, però en Conan no ho té clar. Què té a veure aquest fet amb la troballa del cadàver d'un home a les muntanyes de Wakabadai?                                         |      |       | |                                     |                         |                     |
| 1089 | 1032 | 40    | La model Ran Mouri "Moderu, Mōri Ran" (モデル、毛利蘭) | Original                            | 25 de desembre del 2021 | 15 de juny del 2023 |
| Un pintor anomenat Ryuji Kasuga li ha demanat a la Ran que faci de model per a un retrat. En Conan l'acompanya a l'estudi i coneix la Riko, l'ajudant del pintor, i en Komiyama, el seu aprenent. Quan el retrat ja està gairebé enllestit, en Conan descobreix que les dues models anteriors van tenir accidents misteriosos al sortir de l'estudi, mentre tornaven cap a casa. |      |       | |                                     |                         |                     |

## Temporada 27 (2022)
| EP# | EP#  | EP#   | Títol en català | Adaptat de                            | Estrena en japonès      | Estrena en català                                        |
| Cat. | Jap. | Temp. | Títol en català | Adaptat de                            | Estrena en japonès      | Estrena en català                                        |
| --- | ---- | ----- | --- | ------------------------------------- | ----------------------- | -------------------------------------------------------- |
| 1090 | 1033 | 1     | El tauler de shogi del Taiko Meijin. Obertura "Taikō Meijin no Shōgi-ban (Shote-hen)" (太閤名人の将棋盤（初手編）)                                                     | 1043-1046                             | 8 de gener del 2022     | 19 de juny del 2023                                      |
| La Yumi sospita que en Shukichi té una aventura amb una altra noia, i decideix seguir-lo pel carrer per saber on i amb qui va. Quan en Shukichi la descobreix, li explica que té un grup d'entrenament amb uns quants jugadors professionals de shogi, i la convida a veure el pis on es reuneixen. Un cop allà, trobaran un dels jugadors assassinat. |      |       | |                                       |                         |                                                          |
| 1091 | 1034 | 2     | El tauler de shogi del Taiko Meijin. Un moviment brillant "Taikō Meijin no Shōgi-ban (Myōshu-hen)" (太閤名人の将棋盤（妙手編）)                                        | 1043-1046                             | 15 de gener del 2022    | 19 de juny del 2023                                      |
| La policia vol interrogar en Kishimoto, jugador de shogi i exmembre del grup d'entrenament. Quan arriben a casa seva, però, descobreixen que hi ha hagut un incendi i troben el jugador carbonitzat. Mentrestant, en Shukichi ha descobert qui és l'assassí i decideix anar-lo a veure per aconsellar-li que confessi. En Conan haurà de demanar ajuda per resoldre el cas i salvar el Taiko Meijin. |      |       | |                                       |                         |                                                          |
| 1092 | 1035 | 3     | El tauler de shogi del Taiko Meijin. Escac i mat "Taikō Meijin no Shōgi-ban (Ōte-hen)" (太閤名人の将棋盤（王手編）)                                                    | 1043-1046                             | 22 de gener del 2022    | 20 de juny del 2023                                      |
| L'Akai aconsegueix contactar amb el seu germà, que li proposa al culpable jugar una partida de shogi a cegues per revelar la seva ubicació a l'Akai i en Conan. Quan troben el bloc de pisos on en Shukichi està retingut, l'Akai i en Conan se les hauran d'empescar per rescatar-lo sense que la seva vida corri perill. |      |       | |                                       |                         |                                                          |
| 1093 | 1036 | 4     | La tempesta de neu (I) "Howaito Auto (Zenpen)" (ホワイトアウト（前編）)                                                                                                | Original                              | 29 de gener del 2022    | 20 de juny del 2023                                      |
| El doctor Agasa i la colla d'en Conan van a passar el dia a la neu. Abans d'arribar a l'estació d'esquí, troben un cotxe encallat a la carretera, enmig de la neu, i ajuden els seus dos ocupants a empènyer. Al cap d'una estona, l'Ayumi torna a veure els dos homes des del telecadira, però en una situació ben diferent. |      |       | |                                       |                         |                                                          |
| 1094 | 1037 | 5     | La tempesta de neu (II) "Howaito Auto (Kōhen)" (ホワイトアウト（後編）)                                                                                                | Original                              | 5 de febrer del 2022    | 21 de juny del 2023                                      |
| La tempesta de neu s'intensifica i els perseguidors són cada vegada més a prop dels Detectius Júnior. En Conan aconsegueix trucar al doctor Agasa, però hi ha molt poca cobertura i no sap si el doctor ha entès que corren perill. Els nostres amics hauran de desafiar el temporal per mirar de demanar ajuda des d'un telèfon fix. |      |       | |                                       |                         |                                                          |
| 1095 | 1038 | 6     | Un cas de l'Acadèmia de Policia. Wataru Date "Keisatsu Gakkō-hen Wairudo Porīsu Sutōrī Kēsu. Date Wataru" (警察学校編 Wild Police Story CASE.伊達航)                   | Un cas de l'Acadèmia de Policia 4-6   | 12 de març del 2022     | 21 de juny del 2023                                      |
| A l'Acadèmia de Policia, en Wataru Date confessa que se sent avergonyit del seu pare, exagent de policia. Quan ell era petit, el seu pare es va mostrar incapaç de reduir un atracador que havia entrat al supermercat on eren. Des d'aleshores, en Date està convençut que, per poder impartir justícia, cal ser el més fort. |      |       | |                                       |                         |                                                          |
| 1096 | 1039 | 7     | Les carbasses voladores "Soratobu Harowin Kabocha" (空飛ぶハロウィンカボチャ)                                                                                          | Pròleg Pel·lícula 25                  | 16 d'abril del 2022     | 22 de juny del 2023                                      |
| S'acosta Halloween, i els comerciants del barri de Beika han organitzat un concurs de carbasses. Tres clients habituals del Cafè Poirot han decorat tres carbasses per participar-hi, però algú les hi ha robat. La mateixa nit del robatori, diversos testimonis veuen tres carbasses fantasma misterioses enlairant-se cel amunt. En Conan i l'Azusa es posaran a investigar per mirar d'enxampar el lladre. |      |       | |                                       |                         |                                                          |
| 1097 | 1040 | 8     | El diari dibuixat de l'Ayumi 2 "Ayumi no Enikki Jikenbo Tsū" (歩美の絵日記事件簿２)                                                                                    | Original                              | 23 d'abril del 2022     | 15 de novembre de 2023 12 de juliol del 2023 (en línia)  |
| En una nova entrega del seu diari dibuixat, l'Ayumi ens explica un cas que comença amb un missatge en codi morse enviat des de la finestra d'un edifici i s'acaba amb un atracament en una joieria. Una aventura amb persecucions policials, tirotejos... Si més no, això és el que li agradaria a l'Ayumi, que ens relata aquest nou cas amb la seva imaginació desbordant. |      |       | |                                       |                         |                                                          |
| 1098 | 1041 | 9     | El testimoni que no vol parlar "Ienai Aribai" (言えないアリバイ) | Original                              | 30 d'abril del 2022     | 28 de novembre de 2024 27 de novembre de 2024 (en línia) |
| Una velleta afirma que l'han fet caure daltabaix de l'escala. La policia busca testimonis al lloc dels fets, però l'única persona que sembla haver vist alguna cosa és un noi que, per algun motiu incomprensible, no vol parlar. Els Detectius Júnior, en Conan i la Haibara sospiten que té una raó de pes per no declarar i decideixen seguir-lo per descobrir què amaga. |      |       | |                                       |                         |                                                          |
| 1099 | 1042 | 10    | Un cas de l'Acadèmia de Policia. Kenji Hagiwara "Keisatsu Gakkō-hen Wairudo Porīsu Sutōrī Kēsu. Hagiwara Kenji" (警察学校編 Wild Police Story CASE.萩原研二)           | Un cas de l'Acadèmia de Policia 7-9   | 7 de maig del 2022      | 28 de novembre de 2024 27 de novembre de 2024 (en línia) |
| En aquesta nova aventura dels cinc amics de l'Acadèmia de Policia coneixerem el passat d'en Hagiwara, els pares del qual tenien un taller de reparació de cotxes que va haver de tancar a causa de la crisi econòmica. Els cinc amics col·laboraran per trobar la manera d'aturar un camió descontrolat que arrossega un cotxe on viatja un matrimoni gran. |      |       | |                                       |                         |                                                          |
| 1100 | 1043 | 11    | La figura de la venjança "Fukushū no Figyua" (復讐のフィギュア) | Original                              | 14 de maig del 2022     | 2 de desembre de 2024 27 de novembre de 2024 (en línia)  |
| En Conan i la seva colla visiten els membres d'un club universitari de disseny de figures d'acció. Un dels alumnes, en Kazuya Shiraishi, està molt molest perquè tenen un projecte que han d'acabar l'endemà i no vol que els distreguin. Mentre treballa sol a l'estudi, se sent una explosió i marxa la llum. Els companys d'en Shiraishi intenten ajudar-lo, però la porta de l'estudi està tancada per dins. |      |       | |                                       |                         |                                                          |
| 1101 | 1044 | 12    | Un senyal mortal a la sopa de porc "Tonjiru wa Inochigake no Aizu" (豚汁は命がけの合図)                                                                                | Original                              | 21 de maig del 2022     | 2 de desembre de 2024 27 de novembre de 2024 (en línia)  |
| En Conan i en Kogoro es troben per casualitat amb un cas d'assassinat. Els encarregats del cas són els inspectors Takagi i Chiba. A l'escena del crim no sembla haver-hi cap pista. Després d'interrogar el nòvio de la víctima, però, descobreixen que aquesta tenia alguna mena de relació amb el seu patró, en Satoshi. Gràcies a la col·laboració de la dona d'en Satoshi, que els donarà una informació vital amb els ingredients de la sopa de porc, en Conan podrà trobar una pista oculta a l'escena del crim que els conduirà directament fins al culpable. |      |       | |                                       |                         |                                                          |
| 1102 | 1045 | 13    | La festa d'aniversari del càstig diví (I) "Tenbatsu Kudaru Tanjō Pātī (Zenpen)" (天罰くだる誕生パーティー（前編）)                                                     | 1047-1050                             | 4 de juny del 2022      | 3 de desembre de 2024 27 de novembre de 2024 (en línia)  |
| La Yumi, germana de la Remi Sekizawa, una famosa model, convida la Ran, la Sera i la Sonoko a la festa d'aniversari que celebra conjuntament amb la seva germana. Elles, emocionades, accepten. Durant la festa, mentre serveixen el pastís i passen unes diapositives de les germanes quan eren petites, els llums s'apaguen. Quan es tornen a encendre troben mort en Mizutoshi Hanasaki, perruquer i maquillador habitual de la Remi. L'assassí li ha escrit al front: càstig diví.                                                                               |      |       | |                                       |                         |                                                          |
| 1103 | 1046 | 14    | La festa d'aniversari del càstig diví (II) "Tenbatsu Kudaru Tanjō Pātī (Kōhen)" (天罰くだる誕生パーティー（後編）)                                                     | 1047-1050                             | 11 de juny del 2022     | 3 de desembre de 2024 27 de novembre de 2024 (en línia)  |
| Continua la investigació per trobar l'assassí d'en Hanasaki. La Mary, després de saber que en Conan té una càpsula que podria ser l'antídot, i d'encarregar-li a la Sera que la robi, recorda el moment en què es va encongir. En Takagi troba una estranya taca negra a terra que abans de l'assassinat no hi era. Més tard, en Chiba troba un retolador a la cuina. Tot i les pistes trobades és difícil eliminar algun dels sospitosos. |      |       | |                                       |                         |                                                          |
| 1104 | 1047 | 15    | El joc macabre de l'ovella vermella (I) "Akai Hitsuji no Bukimina Gēmu (Zenpen)" (赤いヒツジの不気味なゲーム（前編）)                                                  | Original                              | 18 de juny del 2022     | 4 de desembre de 2024 27 de novembre de 2024 (en línia)  |
| Un jove anomenat Ryota Beppu li encarrega a en Kogoro que investigui la desaparició de la seva nòvia, l'Ami Takigawa, segrestada per una persona disfressada d'ovella vermella. Tots dos fan de cambrers en un restaurant. Mentre en Kogoro és al parc de Beika esperant que aparegui el misteriós segrestador, el cap de cuina i propietari d'aquest mateix restaurant apareix assassinat. La Ran i en Conan veuen una ovella vermella fugint de l'escenari del crim.                                                                                               |      |       | |                                       |                         |                                                          |
| 1105 | 1048 | 16    | El joc macabre de l'ovella vermella (II) "Akai Hitsuji no Bukimina Gēmu (Kōhen)" (赤いヒツジの不気味なゲーム（後編）)                                                  | Original                              | 25 de juny del 2022     | 4 de desembre de 2024 27 de novembre de 2024 (en línia)  |
| L'endemà, en Kogoro convoca tots els sospitosos al restaurant La Mucho per exposar les seves conclusions. Sembla convençut que en Hirasawa és culpable, però en Conan té una teoria diferent i es veurà obligat a fer el xou del Kogoro Dorment per desemmascarar l'autèntic assassí. Tot i això, en un últim gir de guió es demostrarà que ni tan sols ell anava tan ben encaminat com es pensava. |      |       | |                                       |                         |                                                          |
| 1106 | 1049 | 17    | La carrera de l'inspector Megure, en perill "Megure, Keiji Jinsei no Kiki" (目暮、刑事人生の危機)                                                                      | Original                              | 9 de juliol del 2022    | 5 de desembre de 2024 27 de novembre de 2024 (en línia)  |
| L'inspector Megure dirigeix un cas en què el principal sospitós és un antic conegut, en Kyosuke Temukai. En el passat, l'inspector el va acusar d'un crim que no havia comès i ara vol venjança. Tot i la falta de proves, en Megure arrestarà en Kyosuke posant en risc la seva carrera. El que no sabia era que, en secret, en Kyosuke tenia una coartada aparentment perfecta. En Kogoro i en Conan hauran d'ajudar l'inspector a resoldre el cas i salvar la seva reputació.                                                                                     |      |       | |                                       |                         |                                                          |
| 1107 | 1050 | 18    | La intriga a la mansió dels Morikawa (I) "Morikawa Goten no Inbō (Zenpen)" (森川御殿の陰謀（前編）)                                                                    | Original                              | 16 de juliol del 2022   | 5 de desembre de 2024 27 de novembre de 2024 (en línia)  |
| L'adinerat president d'un conglomerat empresarial convida en Kogoro, la Ran i en Conan a la seva mansió, situada en una illa remota. Li queda poc temps de vida i vol reescriure el seu testament i li demana a en Kogoro que li aconselli quin dels seus tres fills ha d'heretar la fortuna. |      |       | |                                       |                         |                                                          |
| 1108 | 1051 | 19    | La intriga a la mansió dels Morikawa (II) "Morikawa Goten no Inbō (Kōhen)" (森川御殿の陰謀（後編）)                                                                    | Original                              | 23 de juliol del 2022   | 9 de desembre de 2024 27 de novembre de 2024 (en línia)  |
| En Yuzan Morikawa, un home adinerat a qui li queda poc temps de vida, ha convidat en Conan, la Ran i en Kogoro a la seva mansió en una illa remota perquè l'assessorin sobre com repartir l'herència. Durant la visita, dos dels seus tres fills apareixen morts. Tots els presents a l'illa podrien ser l'assassí, fins i tot la Yuka, la majordoma en cap, o l'Oi, l'advocat. |      |       | |                                       |                         |                                                          |
| 1109 | 1052 | 20    | La Lliga de Detectius Júnior posa a prova el seu coratge "Shōnen Tantei-dan no Kan Tameshi" (少年探偵団の肝試し)                                                       | Original                              | 30 de juliol del 2022   | 9 de desembre de 2024 27 de novembre de 2024 (en línia)  |
| La Lliga de Detectius Júnior visita un antic hospital encantat per trobar-hi fantasmes. Allà ja hi ha dos famosos buscadors d'esperits que tracten d'espantar en Conan i els seus amics. |      |       | |                                       |                         |                                                          |
| 1110 | 1053 | 21    | La guspira que va caure damunt la granja (I) "Bokujō ni Ochita Hidane (Zenpen)" (牧場に墜ちた火種（前編）)                                                             | 1051-1054                             | 6 d'agost del 2022      | 10 de desembre de 2024 27 de novembre de 2024 (en línia) |
| L'Amuro rep una trucada d'en Kazami, que li diu que està atrapat en una habitació amb un cadàver, i decideix ajudar-lo. Els nens de la Lliga de Detectius Júnior van en autobús amb dues mestres cap a la granja Hatoyama, on tenen previst agafar dues gallines noves per a l'escola. Quan hi arriben, veuen que no hi ha ningú a l'oficina i que no queda cap animal a la granja. |      |       | |                                       |                         |                                                          |
| 1111 | 1054 | 22    | La guspira que va caure damunt la granja (II) "Bokujō ni Ochita Hidane (Kōhen)" (牧場に墜ちた火種（後編）)                                                             | 1051-1054                             | 13 d'agost del 2022     | 10 de desembre de 2024 27 de novembre de 2024 (en línia) |
| En Conan dedueix què han vingut a fer els tres homes a la granja. Al despatx, la Haibara, en Genta i la senyoreta Wakasa troben una pedra partida i uns documents a terra amb un marcador groc trencat a sobre. Algú l'ha trepitjat i hi ha deixat petjades al voltant, probablement l'assassí. De sobte, en Conan entén quin és l'objectiu principal de l'Umisuke, el germà petit del propietari de la granja. |      |       | |                                       |                         |                                                          |
| 1112 | 1055 | 23    | El fantasma venjatiu "Yūrei ni Natte Fukushū o" (幽霊になって復讐を)                                                                                                   | Original                              | 3 de setembre del 2022  | 11 de desembre de 2024 27 de novembre de 2024 (en línia) |
| En Kogoro i en Conan van conèixer en Takayuki Suguro, l'amo d'una empresa de comptabilitat, a l'Hospital Central de Beika. Acabava d'obtenir els resultats d'unes proves, i explicava a la seva dona i al secretari que li quedaven sis mesos de vida, un temps que pensava aprofitar al màxim. Pocs dies més tard, però, en Takayuki apareix mort a casa seva i tot sembla indicar que s'ha suïcidat. |      |       | |                                       |                         |                                                          |
| 1113 | 1056 | 24    | Vull que em tornin el marit "Ano Hito o Torimodoshitai" (あの人を取り戻したい)                                                                                         | Original                              | 17 de setembre del 2022 | 11 de desembre de 2024 27 de novembre de 2024 (en línia) |
| Al barri de Kasuba, un conductor atropella un home mentre intentava esquivar un gat i l'únic testimoni dels fets és una senyora gran. La víctima és l'empresari ric Daijiro Butsumaru; està malferit, però el conductor promet que el portarà a l'hospital. Aquell mateix dia, la dona de la víctima li demana a en Kogoro que l'ajudi a trobar el seu marit. La policia descobreix que no es troba en cap dels hospitals de la ciutat. |      |       | |                                       |                         |                                                          |
| 1114 | 1057 | 25    | Persones dolentes "Warui Yatsura" (わるいやつら) | Original                              | 24 de setembre del 2022 | 12 de desembre de 2024 27 de novembre de 2024 (en línia) |
| La Lliga de Detectius Júnior es veu implicada en un cas en què no tot és el que sembla. En Conan i els seus amics frustren un intent d'assassinat i, més tard, descobreixen que un membre de la família Hirasawa planeja apoderar-se de la fortuna familiar. |      |       | |                                       |                         |                                                          |
| 1115 | 1058 | 26    | L'home que es va instal·lar a la comissaria de policia "Keisatsu ni Isuwatta Otoko" (警察に居座った男)                                                                 | Original                              | 1 d'octubre del 2022    | 12 de desembre de 2024 27 de novembre de 2024 (en línia) |
| L'inspector Megure deté en Yosuke Katsuki per l'assassinat d'en Shuhei Odawara, un antic company de classe que s'acabava de prometre amb la seva ex-xicota. Tot i que en Katsuki confessa haver comès el crim, la seva declaració no encaixa amb les pistes trobades a casa de la víctima. Al cap d'un parell de dies, l'inspector Megure troba en Kogoro Mouri pel carrer i li explica el cas. |      |       | |                                       |                         |                                                          |
| 1116 | 1059 | 27    | La Yoko Okino i les golfes tancades (I) "Okino Yōko to Yaneura no Misshitsu (Zenpen)" (沖野ヨーコと屋根裏の密室 (前編))                                                | 1055-1057                             | 8 d'octubre del 2022    | 16 de desembre de 2024 27 de novembre de 2024 (en línia) |
| La Yoko Okino visita l'agència per demanar-li a en Kogoro que investigui un cas. Un dia, ella i el seu productor es van quedar a dormir en un xalet de Karuizawa per feina. A la nit, va desaparèixer el germà gran de la família propietària de la casa i el van buscar entre tots. Quatre dies més tard, el van trobar mort a les golfes, però l'habitació estava tancada per dins. |      |       | |                                       |                         |                                                          |
| 1117 | 1060 | 28    | La Yoko Okino i les golfes tancades (II) "Okino Yōko to Yaneura no Misshitsu (Kōhen)" (沖野ヨーコと屋根裏の密室 (後編))                                                | 1055-1057                             | 15 d'octubre del 2022   | 16 de desembre de 2024 27 de novembre de 2024 (en línia) |
| La Yoko Okino visita l'agència per demanar ajuda amb un cas. La preocupa un assassinat que va tenir lloc en una mansió on va passar una nit. La víctima, que estava tancada a les golfes, en lloc de cridar per demanar ajuda, va enviar-li al seu germà un missatge xifrat mitjançant unes cartes. Una acció d'en Kogoro, que és al lavabo sense paper de vàter, resultarà clau per al cas. |      |       | |                                       |                         |                                                          |
| 1118 | 1061 | 29    | Un cas de l'Acadèmia de Policia. Hiromitsu Morofushi "Keisatsu Gakkō-hen Wairudo Porīsu Sutōrī Kēsu. Morofushi Hiromitsu" (警察学校編 Wild Police Story CASE.諸伏景光) | Un cas de l'Acadèmia de Policia 10-12 | 29 d'octubre del 2022   | 17 de desembre de 2024 27 de novembre de 2024 (en línia) |
| A un grup d'alumnes de l'Acadèmia de Policia els toca netejar els lavabos, inusualment bruts a causa del mal temps. El seu instructor els renya perquè ha rebut queixes d'altres instructors, i els castiga a netejar els lavabos tota una setmana. Quan surt del despatx, en Morofushi veu un avís d'una nena desapareguda que s'assembla molt a una amiga seva de quan era petit. |      |       | |                                       |                         |                                                          |
| 1119 | 1062 | 30    | L'espiral de pluja i maldat "Ame to Akui no Supairaru" (雨と悪意のスパイラル)                                                                                          | Original                              | 5 de novembre del 2022  | 17 de desembre de 2024 27 de novembre de 2024 (en línia) |
| Una tarda, jugant a futbol a la vora del riu, en Conan i la seva colla coneixen una dona, la Tamaki Onda. L'endemà, després de tota una nit de pluja, el seu cadàver apareix dins d'un cotxe abandonat. Té un traumatisme al cap i diverses lesions per tot el cos. Els detectius júnior col·laboraran amb en Takagi i en Chiba per esbrinar si la seva mort va ser un accident o un assassinat. |      |       | |                                       |                         |                                                          |
| 1120 | 1063 | 31    | El sexador de pollets amenaçat "Nerawareta Hiyoko Kantei-shi" (狙われたひよこ鑑定士)                                                                                   | Original                              | 12 de novembre del 2022 | 18 de desembre de 2024 27 de novembre de 2024 (en línia) |
| En Conan, la Ran i en Kogoro visiten una granja d'ous per trobar-se amb el campió nacional dels sexadors de pollets perquè diu que està amenaçat de mort i vol que en Kogoro investigui el cas i el protegeixi. |      |       | |                                       |                         |                                                          |
| 1121 | 1064 | 32    | La dama que somia l'últim amor "Yumemiru Kifujin, Saigo no Koi" (夢見る貴婦人、最後の恋)                                                                               | Original                              | 19 de novembre del 2022 | 18 de desembre de 2024 27 de novembre de 2024 (en línia) |
| En Conan, la Ran i la Sonoko coneixen la Hal Kamogawa, una dona gran, i el seu suposat amant, en Joji Kazama, que afirma tenir una filla malalta. Després d'una conversa emocionant sobre la situació de la filla, la Hal decideix ajudar-los econòmicament. Tot sembla acabar bé, però en Conan té sospites sobre la situació. |      |       | |                                       |                         |                                                          |
| 1122 | 1065 | 33    | Els detectius no dormen "Tantei wa Nemuranai" (探偵は眠らない) | Original                              | 26 de novembre del 2022 | 19 de desembre de 2024 27 de novembre de 2024 (en línia) |
| Una clienta demana ajuda al detectiu Mouri. Algú li deixa regals a casa quan ella és a la feina. L'últim regal és una maleta on troben el cadàver de la seva cap. Totes les pistes semblen apuntar a un dels veïns de l'edifici. En Kogoro soluciona el cas sense adormir-se. |      |       | |                                       |                         |                                                          |
| 1123 | 1066 | 34    | Fins que la mort ens separi "Shi ga Futari o Wakatsu Made" (死が二人を分かつまで)                                                                                      | Original                              | 3 de desembre del 2022  | 19 de desembre de 2024 27 de novembre de 2024 (en línia) |
| En Kogoro i en Conan assisteixen a un casament. Abans d'arribar a l'altar, la núvia mor enverinada. La llista de sospitosos és llarga. Sembla que la núvia tenia un passat tèrbol i s'havia guanyat molts enemics. Les seves amigues diuen que estava maleïda. No tenia ferides externes, i es descobreix que va ser enverinada amb un bolet tòxic. |      |       | |                                       |                         |                                                          |
| 1124 | 1067 | 35    | El districte comercial enamorat "Koisuru Shōten-gai" (恋する商店街) | Original                              | 24 de desembre del 2022 | 19 de desembre de 2024 27 de novembre de 2024 (en línia) |
| Al districte comercial de Bondo, un grup anomenat GGP organitza un combat de lluita lliure per animar els comerços. Els comerciants hauran de lluitar contra la Cutie Mimi, i semblen encantats amb la idea. En Kogoro s'ofereix per ser l'àrbitre i la Ran creu que hi ha gat amagat. |      |       | |                                       |                         |                                                          |

## Temporada 28 (2023)
| EP# | EP#  | EP#   | Títol en català | Adaptat de                         | Estrena en japonès      | Estrena en català                                    |
| Cat. | Jap. | Temp. | Títol en català | Adaptat de                         | Estrena en japonès      | Estrena en català                                    |
| --- | ---- | ----- | --- | ---------------------------------- | ----------------------- | ---------------------------------------------------- |
| 1125 | 1068 | 1     | El quadern de detectiu d'en Mitsuhiko Tsuburaya "Tsuburaya Mitsuhiko no Tantei Nōto" (円谷光彦の探偵ノート)                                                            | Original                           | 7 de gener del 2023     | 5 de febrer de 2025 31 de gener del 2025 (en línia)  |
| En Conan, la Haibara i la Lliga de Detectius Júnior s'acomiaden per tornar cap a casa portant cadascun d'ells una porció de pizza que els ha tocat en una promoció. Durant el trajecte, algú els roba les caixes de pizza i la Lliga de Detectius Júnior decideix resoldre el misteri. |      |       | |                                    |                         |                                                      |
| 1126 | 1069 | 2     | Una veu dolça a través de l'auricular "Juwaki-goshi no Suwīto Boisu" (受話器ごしのスウィートボイス)                                                                    | Original                           | 14 de gener del 2023    | 6 de febrer de 2025 31 de gener del 2025 (en línia)  |
| En Kogoro rep la trucada d'una dona amb qui ha quedat a l'Agència de Detectius Mouri. Sembla que el seu marit la persegueix i creu que la seva vida corre perill. En Kogoro es dirigeix al parc des d'on rep l'última trucada i troba el cadàver de la dona. Aparentment, sembla que qui l'ha assassinada és el seu marit.                                                                                        |      |       | |                                    |                         |                                                      |
| 1127 | 1070 | 3     | La sorpresa que desemboca en tragèdia "Sapuraizu wa Higeki no Hajimari" (サプライズは悲劇のはじまり)                                                                   | Original                           | 21 de gener del 2023    | 6 de febrer de 2025 31 de gener del 2025 (en línia)  |
| Un vespre, mentre tornen cap a casa després d'haver anat a veure un amic del doctor Agasa, en Conan i els Detectius Júnior senten un crit esgarrifós. Una noia anomenada Mai ha assassinat el seu nòvio, que li havia preparat una festa sorpresa amb la seva millor amiga. Al principi, el cas sembla un tràgic accident, però en Conan aviat començarà a sospitar que hi ha alguna cosa que no encaixa.         |      |       | |                                    |                         |                                                      |
| 1128 | 1071 | 4     | El xou de deduccions d'en Yusaku Kudo (I) "Kudō Yūsaku no Suiri Shō (Zenpen)" (工藤優作の推理ショー (前編))                                                            | 1058-1060                          | 28 de gener del 2023    | 10 de febrer de 2025 31 de gener del 2025 (en línia) |
| Quan en Yusaku Kudo surt de l'edifici de la Policia Metropolitana, un grup de periodistes l'aturen i li pregunten pel motiu de la seva presència allà. Ell els hi revela que està fent d'assessor de la policia en una sèrie de misteriosos assassinats d'habitació tancada. Afegeix que ben aviat farà pública la identitat de la persona culpable, durant un programa de televisió, aquella mateixa setmana.    |      |       | |                                    |                         |                                                      |
| 1129 | 1072 | 5     | El xou de deduccions d'en Yusaku Kudo (II) "Kudō Yūsaku no Suiri Shō (Kōhen)" (工藤優作の推理ショー (後編))                                                            | 1058-1060                          | 4 de febrer del 2023    | 10 de febrer de 2025 31 de gener del 2025 (en línia) |
| En Yusaku s'havia compromès a revelar el misteri d'una sèrie d'assassinats d'habitació tancada en un xou de televisió, però, a causa d'una intoxicació alimentària, es troba molt malament i ha de fer llit. La seva dona, que havia decidit substituir-lo en el programa ajudada per en Conan, també es posa malalta. Aleshores, el petit detectiu rep una ajuda inesperada: la d'en Kaito Kid.                  |      |       | |                                    |                         |                                                      |
| 1130 | 1073 | 6     | La Lliga de Detectius Júnior i la persecució del lladre de bosses "Tantei-dan no Hittakuri Dai Tsuiseki" (探偵団の引ったくり大追跡)                                    | Original                           | 11 de febrer del 2023   | 11 de febrer de 2025 31 de gener del 2025 (en línia) |
| El senyor Kume diu que un lladre li ha robat la bossa. Però quan els membres de la Lliga de Detectius Júnior comencen a investigar, descobreixen que la trama es complica amb un doble assassinat. Els remordiments per un error del passat fan que la situació del senyor Kume es compliqui, amb un secret que surt a la llum i que capgira tot el cas.                                                          |      |       | |                                    |                         |                                                      |
| 1131 | 1074 | 7     | La ruta del misteri del tecchiri. Part del port de Moji i Kokura "Tecchiri Taiketsu Misuterī Tsuā (Mojikō Kokura-hen)" (てっちり対決ミステリーツアー (門司港・小倉編)) | Mystery Tour 2022                  | 18 de febrer del 2023   | 11 de febrer de 2025 31 de gener del 2025 (en línia) |
| El propietari d'un restaurant de cuina japonesa tradicional li demana a en Kogoro que investigui el robatori del seu tresor familiar. Comença la investigació, però sembla que els quatre sospitosos tenen tots coartada. Per descobrir qui és el culpable, cal resoldre primer l'enigma de l'estret de Kanmon.                                                                                                   |      |       | |                                    |                         |                                                      |
| 1132 | 1075 | 8     | La ruta del misteri del tecchiri. Part de Shimonoseki "Tecchiri Taiketsu Misuterī Tsuā (Shimonoseki-hen)" (てっちり対決ミステリーツアー (下関編))                      | Mystery Tour 2022                  | 25 de febrer del 2023   | 12 de febrer de 2025 31 de gener del 2025 (en línia) |
| En Kogoro, la Ran i en Conan han anat a Shimonoseki per resoldre el cas d'un robatori. Els quatre sospitosos tenen una coartada. Mentre tots tres investiguen per comprovar-les, a en Kogoro l'ataca algú que bé podria ser el culpable. |      |       | |                                    |                         |                                                      |
| 1133 | 1076 | 9     | El pla ultrasecret del president carismàtic "Karisuma Shachō no Gokuhi Keikaku" (カリスマ社長の極秘計画)                                                               | Original                           | 4 de març del 2023      | 12 de febrer de 2025 31 de gener del 2025 (en línia) |
| Investigant un assassinat en un bloc d'apartaments, en Kogoro i en Conan descobreixen que el president d'una corporació ha contractat un doble per poder tenir temps lliure i poder descansar. Després d'investigar una mica, s'adonen que el seu doble té les seves pròpies intencions i que, d'alguna manera, sembla que està relacionat amb l'assassinat que estan investigant.                                |      |       | |                                    |                         |                                                      |
| 1134 | R133 | —     | Un cas de l'Acadèmia de Policia. Rei Furuya "Keisatsu Gakkō-hen Wairudo Porīsu Sutōrī Kēsu. Furuya Rei" (警察学校編 Wild Police Story CASE.降谷零)                     | Un cas de l'Acadèmia de Policia 13 | 11 de març del 2023     |                                                      |
| 1135 | 1077 | 10    | La conspiració dels Homes de Negre. Cacera "Kurozukume no Bōryaku (Kari)" (黒ずくめの謀略 (狩り))                                                                      | 1061-1066                          | 25 de març del 2023     | 13 de febrer de 2025 31 de gener del 2025 (en línia) |
| Mentre en Conan i els seus amics tornen cap a casa, parlen sobre els assassinats de quatre estrangers que s'han comès durant els últims dies. De sobte, senten un soroll molt fort, en Conan arrenca a córrer i descobreix el cos d'un home que sembla que hagi caigut d'un edifici. Quan mira cap amunt reconeix en Vodka, un dels membres dels Homes de Negre. Llavors descobreix que era agent de l'FBI.       |      |       | |                                    |                         |                                                      |
| 1136 | 1078 | 11    | La conspiració dels Homes de Negre. Desembarcament "Kurozukume no Bōryaku (Jōriku)" (黒ずくめの謀略 (上陸))                                                            | 1061-1066                          | 1 d'abril del 2023      | 13 de febrer de 2025 31 de gener del 2025 (en línia) |
| Després d'atacar el cotxe d'en Camel a l'aparcament, els Homes de Negre l'empaiten pels carrers de Tòquio. En Mark, ferit d'un tret, necessita tractament urgent. En Camel té seriosos problemes per desempallegar-se dels seus perseguidors, però quan per fi sembla que ho ha aconseguit, un error absurd els torna a posar sobre la seva pista.                                                                |      |       | |                                    |                         |                                                      |
| 1137 | 1079 | 12    | La conspiració dels Homes de Negre. Identitat "Kurozukume no Bōryaku (Shōtai)" (黒ずくめの謀略 (正体))                                                                 | 1061-1066                          | 8 d'abril del 2023      | 17 de febrer de 2025 31 de gener del 2025 (en línia) |
| Els Homes de Negre, convençuts que en Camel no ha pogut fugir nedant, el busquen per tota l'illa d'Umizaru. En Camel fa tot el possible per evitar-los i, ajudat per en Conan i l'Akai, s'amaga al bosc. Però els membres de l'organització confien en la intel·ligència maquiavèl·lica d'en Rum per fer-lo sortir. Sembla que aquesta vegada en Camel ho tindrà molt difícil per sortir-ne viu.                  |      |       | |                                    |                         |                                                      |
| 1138 | 1080 | 13    | Les càmeres que observen la Haibara "Haibara o Nerau Kamera" (灰原を狙うカメラ)                                                                                        | Pròleg Pel·lícula 26               | 15 d'abril del 2023     | 17 de febrer de 2025 31 de gener del 2025 (en línia) |
| En Conan, la Haibara, en Genta, en Mitsuhiko i l'Ayumi volen anar als grans magatzem de Beika per participar en una rifa. Però abans, la Haibara entra en un caixer per treure diners. Allà es troba un home vestit de negre que es queda sorprès en veure-la. La Lliga de Detectius Júnior creu que podria ser un hacker internacional i decideix seguir-lo.                                                     |      |       | |                                    |                         |                                                      |
| 1139 | 1081 | 14    | El Pan és un bon jan "Aiken Pan-kun wa Orikō-san" (愛犬パン君はおりこうさん)                                                                                           | Original                           | 22 d'abril del 2023     | 18 de febrer de 2025 31 de gener del 2025 (en línia) |
| En Conan, la Haibara, l'Ai, en Genta i en Mitsuhiko han anat al parc a jugar. De sobte, veuen com un home amb passamuntanyes intenta atracar una dona que passeja un gos. En Conan i companyia aconsegueixen evitar-ho, però, intrigats pel motiu de l'atracament, busquen la dona i, quan la troben, tornen a presenciar un altre intent d'atracament.                                                           |      |       | |                                    |                         |                                                      |
| 1140 | 1082 | 15    | El carreró de la trista venjança "Kanashimi no Uragiri Yokochō" (哀しみの裏切り横丁)                                                                                   | Original                           | 29 d'abril del 2023     | 18 de febrer de 2025 31 de gener del 2025 (en línia) |
| En Kogoro i en Conan han anat a sopar a un restaurant italià d'un carreró de Beika. Xerrant amb l'amo del negoci, descobreixen que tots els restauradors del carreró pateixen l'assetjament del propietari dels locals, en Hiroyuki Kusumi, que els amenaça constantment perquè se'n vagin. Al cap d'una estona, en Kusumi apareix inconscient dins del lavabo.                                                   |      |       | |                                    |                         |                                                      |
| 1141 | 1083 | 16    | Un gran partit de la J. League, entre bastidors "J Rīgu Kessen no Butaiura" (Jリーグ決戦の舞台裏)                                                                      | Original                           | 13 de maig del 2023     | 19 de febrer de 2025 31 de gener del 2025 (en línia) |
| La Lliga de Detectius Júnior guanya un sorteig per assistir a un partit commemoratiu del trentè aniversari de la J. League. Entre el públic, en Conan veu un home sospitós que no sembla interessar-se pel futbol. Mentrestant, els seguidors del Frontale no poden accedir a l'estadi tot i tenir les entrades. La Lliga de Detectius Júnior investiga si aquests fets tenen alguna relació.                     |      |       | |                                    |                         |                                                      |
| 1142 | 1084 | 17    | Els homes de gel "Hiekitta Otoko-tachi" (冷え切った男達) | Original                           | 20 de maig del 2023     | 19 de febrer de 2025 31 de gener del 2025 (en línia) |
| En Kenzo Aizawa és el president d'una empresa familiar de productes d'alimentació. Mentre fa la ronda de vigilància rutinària al magatzem refrigerat, un home l'agredeix i el deixa tancat a l'interior. Al cap d'unes hores, el director executiu, Masaru Bando, troba el president inconscient dins del magatzem. Ell sospita que ha pogut ser algun dels seus dos fills, ja que no estan ben avinguts.         |      |       | |                                    |                         |                                                      |
| 1143 | 1085 | 18    | Un amulet amb mals auguris (I) "Fukitsuna Enmusubi (Zenpen)" (不吉な縁結び (前編))                                                                                     | 1067-1069                          | 3 de juny del 2023      | 20 de febrer de 2025 31 de gener del 2025 (en línia) |
| La Ran, la Kazuha i en Conan van al santuari de Haido per comprar un amulet de l'amor. Allà en Conan descobreix en Heiji, que està camuflat sota una màscara, perquè també ha anat a comprar un amulet, però vol fer-ho en secret. Mentre fan cua, senten un crit i descobreixen que hi ha un home mort, així que comencen a investigar què ha passat.                                                            |      |       | |                                    |                         |                                                      |
| 1144 | 1086 | 19    | Un amulet amb mals auguris (II) "Fukitsuna Enmusubi (Kōhen)" (不吉な縁結び (後編))                                                                                     | 1067-1069                          | 10 de juny del 2023     | 20 de febrer de 2025 31 de gener del 2025 (en línia) |
| La Ran, la Kazuha i en Conan visiten el santuari de Haido per comprar un amulet de l'amor, on es troben amb en Heiji, camuflat sota una màscara, que també ha anat a comprar un amulet. Allà troben un agent de policia mort sota les escales del santuari. Els sospitosos són els tres fugitius a qui la víctima perseguia.                                                                                      |      |       | |                                    |                         |                                                      |
| 1145 | 1087 | 20    | El cas del diari il·lustrat de l'Ayumi 3 "Ayumi no Enikki Jiken-bo 3" (歩美の絵日記事件簿3)                                                                            | Original                           | 17 de juny del 2023     | 24 de febrer de 2025 31 de gener del 2025 (en línia) |
| En Conan, la Haibara i la Lliga de Detectius Júnior han sortit per anar de botigues quan, de sobte, senten algú que crida demanant ajuda. Els crits provenen del Saló de Bronzejat Kurosawa. Quan hi entren troben l'encarregat molt alterat. En una de les cabines, la número nou, acaba de descobrir el cadàver d'un jove culturista. L'Ayumi ho comença a dibuixar tot en el seu diari il·lustrat.             |      |       | |                                    |                         |                                                      |
| 1146 | 1088 | 21    | La víctima malaurada i sospitosa "Fūn de Fushin'na Higaisha" (不運で不審な被害者)                                                                                      | Original                           | 24 de juny del 2023     | 25 de febrer de 2025 31 de gener del 2025 (en línia) |
| La Lliga de Detectius Júnior troba en Júpiter, un jove que ha caigut daltabaix de les escales d'un santuari empès per un lladre que l'intentava atracar. El porten a l'hospital on, al cap de poc, arriba la seva germana gran, una jove lletrista, acompanyada del seu mestre. Quan comencen a investigar, tot indica que en Júpiter planejava cometre un assassinat, però en Conan no ho veu clar.              |      |       | |                                    |                         |                                                      |
| 1147 | 1089 | 22    | Un restaurant prodigiós "Tensai Resutoran" (天才レストラン) | Original                           | 8 de juliol del 2023    | 26 de febrer de 2025 31 de gener del 2025 (en línia) |
| En Conan discuteix amb en Genta i marxa tot sol. Pel camí es troba amb un home gran i enigmàtic, que el duu a un restaurant en ruïnes on en Conan havia anat amb la Ran feia tres mesos. L'home resulta que és l'amo del restaurant i té intencions ocultes darrere la seva invitació. |      |       | |                                    |                         |                                                      |
| 1148 | 1090 | 23    | El culpable que desapareix a la ciutat dorment "Nemureru Machi ni Kieta Han'nin" (眠れる街に消えた犯人)                                                                | Original                           | 15 de juliol del 2023   | 27 de febrer de 2025 31 de gener del 2025 (en línia) |
| La Ran, en Kogoro i en Conan tornen de nit cap a casa. El soroll d'un xiulet els alerta de la presència d'un guàrdia de seguretat que està greument ferit, i que mor al cap de poc. A poca distància troben un altre home que ha mort apunyalat. Les petjades fan pensar en l'existència d'un culpable que encara no coneixen.                                                                                    |      |       | |                                    |                         |                                                      |
| 1149 | 1091 | 24    | El misteri de la trobada de noies "Onagokai Misuterī" (女子会ミステリー)                                                                                               | Original                           | 22 de juliol del 2023   | 3 de març de 2025 31 de gener del 2025 (en línia)    |
| La Ran i la Sonoko van als grans magatzems de Beika. Allà es troben amb l'Ayumi, la Haibara i la inspectora Sato. Totes coincideixen a dir que han vist uns homes comportant-se de manera estranya. Ben aviat en treuen conclusions i treballen juntes per mirar d'evitar un crim. |      |       | |                                    |                         |                                                      |
| 1150 | 1092 | 25    | L'operació de vigilància 2 "Harikomi 2" (張り込み２) | Original                           | 29 de juliol del 2023   | 4 de març de 2025 31 de gener del 2025 (en línia)    |
| En Conan, la Haibara i la Lliga de Detectius Júnior s'afegeixen a una operació de vigilància que duen a terme en Takagi i en Chiba. La policia creu que el fugitiu d'un atracament podria contactar amb la seva exparella, però res és el que sembla. |      |       | |                                    |                         |                                                      |
| 1151 | 1093 | 26    | La càpsula del temps de l'Akemi Miyano (I) "Miyano Akemi no Taimu Kapuseru (Zenpen)" (宮野明美のタイムカプセル(前編))                                                  | 1070-1072                          | 5 d'agost del 2023      | 5 de març de 2025 31 de gener del 2025 (en línia)    |
| En Conan, la Haibara, l'Ayumi, en Genta i en Mitsuhiko van a l'escola un diumenge perquè els toca cuidar els animals. Allà troben tres antics alumnes que hi han anat a desenterrar una càpsula del temps. Per saber on està enterrada, hauran de desxifrar un enigma ideat per l'Akemi Miyano, la germana de la Haibara.                                                                                         |      |       | |                                    |                         |                                                      |
| 1152 | 1094 | 27    | La càpsula del temps de l'Akemi Miyano (II) "Miyano Akemi no Taimu Kapuseru (Kōhen)" (宮野明美のタイムカプセル(後編))                                                  | 1070-1072                          | 12 d'agost del 2023     | 6 de març de 2025 31 de gener del 2025 (en línia)    |
| En Conan, la Haibara, l'Ayumi, en Genta i en Mitsuhiko van a l'escola, on troben tres antics alumnes que han vingut a desenterrar una càpsula del temps. Per saber on està enterrada hauran de desxifrar un enigma ideat per l'Akemi Miyano, la germana de la Haibara. La càpsula del temps també conté un missatge per a la Haibara de la seva germana.                                                          |      |       | |                                    |                         |                                                      |
| 1153 | 1095 | 28    | El somni de l'home desaparegut "Kieta Otoko no Yume" (消えた男の夢) | Original                           | 2 de setembre del 2023  | 10 de març de 2025 31 de gener del 2025 (en línia)   |
| Una dona demana al detectiu Kogoro que trobi el seu marit desaparegut fa tres dies. En Conan i en Mouri descobreixen que el marit havia deixat l'empresa després de guanyar la loteria i sense dir-ne res a la seva dona. Amb els diners, el marit desaparegut es fa construir un aquari gegant per poder fer busseig. Però un excompany de feina el trairà per quedar-se amb els diners.                         |      |       | |                                    |                         |                                                      |
| 1154 | 1096 | 29    | El quadern de detectiu d'en Mitsuhiko Tsuburaya 2 "Tsuburaya Mitsuhiko no Tantei Nōto Tsū" (円谷光彦の探偵ノート2)                                                     | Original                           | 9 de setembre del 2023  | 11 de març de 2025 31 de gener del 2025 (en línia)   |
| En Conan, la Haibara, en Genta, l'Ayumi i en Mitsuhiko van a un parc a cuidar els ocells. L'encarregat del parc demana a la Lliga de Detectius Júnior que trobi el propietari d'una gorra. Mentre busquen el propietari, en Conan i companyia s'assabenten que hi ha un lladre que entra a les cases a robar joies i decideixen investigar el cas.                                                                |      |       | |                                    |                         |                                                      |
| 1155 | 1097 | 30    | Ho he fet jo? "Watashi ga Yarimashita ka?" (私がやりましたか？) | Original                           | 16 de setembre del 2023 | 12 de març de 2025 31 de gener del 2025 (en línia)   |
| Un home va a la consulta del detectiu Mouri perquè s'ha despertat amb la roba tacada de sang i no recorda el que va fer el dia abans a la nit. En Kogoro, la Ran i en Conan van descobrint els llocs on va anar la nit anterior, però en un d'aquests llocs hi troben un mort, i tot sembla indicar que aquest home és l'assassí.                                                                                 |      |       | |                                    |                         |                                                      |
| 1156 | 1098 | 31    | Chihaya Hagiwara, deessa del vent (I) "Kaze no Megami ・ Hagiwara Chihaya (Zenpen)" (風の女神・萩原千速（前編))                                                        | 1073-1075                          | 23 de setembre del 2023 | 13 de març de 2025 31 de gener del 2025 (en línia)   |
| A petició de la Ran, la Sonoko aconsegueix reservar una taula per elles, la Lliga de Detectius Júnior, el doctor Agasa i en Kogoro Mouri en un restaurant francès exclusiu i luxós. Allà hi troben una persona que, per unes declaracions públiques agosarades que va fer, és el centre d'atenció dels mitjans. Al cap de pocs minuts, algú segresta el doctor Agasa.                                             |      |       | |                                    |                         |                                                      |
| 1157 | 1099 | 32    | Chihaya Hagiwara, deessa del vent (II) "Kaze no Megami ・ Hagiwara Chihaya (Kōhen)" (風の女神・萩原千速（後編))                                                        | 1073-1075                          | 30 de setembre del 2023 | 17 de març de 2025 31 de gener del 2025 (en línia)   |
| Gràcies al dispositiu d'escolta de les ulleres del doctor Agasa, la Chihaya Hagiwara i en Conan poden seguir el cotxe dels segrestadors. Sembla que aviat els atraparan, perquè al cap de poc hi ha un control policial. Però quan hi arriben, l'agent encarregat del control afirma que cap vehicle com el que busquen ha passat per allà.                                                                       |      |       | |                                    |                         |                                                      |
| 1158 | 1100 | 33    | L'origen de la fortuna misteriosa "Giwaku no Nisen-man En" (疑惑の２０００万円)                                                                                        | Original                           | 14 d'octubre del 2023   | 18 de març de 2025 31 de gener del 2025 (en línia)   |
| Una jove viuda anomenada Eriko ha trobat vint milions de iens en efectiu mentre endreçava les coses del seu difunt marit. En Kogoro és l'encarregat esbrinar la procedència dels diners i sospita que són robats. Mentre investiga, comença a inspeccionar els atracaments sense resoldre dels últims mesos, però la Ran està convençuda que el marit de l'Eriko és innocent.                                     |      |       | |                                    |                         |                                                      |
| 1159 | 1101 | 34    | L'orgull de l'home immortal "Fujimi Otoko no Puraido" (不死身男のプライド)                                                                                             | Original                           | 21 d'octubre del 2023   | 19 de març de 2025 31 de gener del 2025 (en línia)   |
| En Shunichi Tsukuba, president de la Corporació Tsukuba, és un home arrogant que presumeix de ser invencible i immortal. Un dia, en Conan i en Kogoro se'l troben mort al mig del carrer. Tot i que no hi ha indicis que s'hagi suïcidat, la policia tampoc no troba proves que l'hagin assassinat. |      |       | |                                    |                         |                                                      |
| 1160 | 1102 | 35    | L'akabeko i els tres homes afortunats "Akabeko to San'nin no Fukuotoko" (赤べこと３人の福男)                                                                           | Original                           | 4 de novembre del 2023  | 20 de març de 2025 31 de gener del 2025 (en línia)   |
| En Conan, la Ran i la Sonoko assisteixen a la inauguració d'una exposició d'art al Nou Museu d'Art Contemporani de Beika. Un cop allà, l'artista d'Akabeko Motoko Bekobe apareix estrangulada, al costat d'un missatge que ha deixat la víctima abans de morir. |      |       | |                                    |                         |                                                      |
| 1161 | 1103 | 36    | Una novel·la juvenil que fa olor de crim "Seishun Shōsetsu ni Tsumi no Nioi" (青春小説に罪の匂い)                                                                      | Original                           | 11 de novembre del 2023 | 24 de març de 2025 31 de gener del 2025 (en línia)   |
| Un escriptor de novel·les juvenils que rebia amenaces de mort apareix assassinat al seu apartament. Quan en Kogoro, que havia rebut un encàrrec de la víctima per investigar el passat d'un difunt, troba el cos, també és atacat i acaba a l'hospital. |      |       | |                                    |                         |                                                      |
| 1162 | 1104 | 37    | El verdader culpable s'ha fugat! "Shinhan'nin wa Tōsō-chū" (真犯人は逃走中)                                                                                            | Original                           | 18 de novembre del 2023 | 25 de març de 2025 31 de gener del 2025 (en línia)   |
| Mentre juguen a pilota, els membres de la Lliga de Detectius Júnior troben un cadàver. Sembla que el rastre deixat per l'assassí no porta enlloc, però en Conan s'adonarà d'un detall que els permetrà atrapar el criminal. |      |       | |                                    |                         |                                                      |
| 1163 | 1105 | 38    | En Kid contra l'Amuro. El Serrell de la Reina (I) "Kiddo vs Amuro Kuīnzu Bangu (Zenpen)" (キッドVS安室 王妃の前髪 (前編))                                              | 1076-1078                          | 2 de desembre del 2023  | 26 de març de 2025 31 de gener del 2025 (en línia)   |
| En Kaito Kid ha anunciat que, a mitjanit, robarà la tiara dels Robanov, una peça molt valuosa que s'exhibeix en un museu. Com que l'exposició està patrocinada per en Jirokichi Suzuki, l'oncle de la Sonoko, demanen a en Conan que els ajudi. A més, l'Amuro havia anat al museu amb l'Azusa, però se sent desafiat per en Kaito Kid i decideix aturar-lo costi el que costi.                                   |      |       | |                                    |                         |                                                      |
| 1164 | 1106 | 39    | En Kid contra l'Amuro. El Serrell de la Reina (II) "Kiddo vs Amuro Kuīnzu Bangu (Kōhen)" (キッドVS安室 王妃の前髪 (後編))                                              | 1076-1078                          | 9 de desembre del 2023  | 27 de març de 2025 31 de gener del 2025 (en línia)   |
| En Kaito Kid ha anunciat que robarà el Serrell de la Reina, una tiara molt valuosa que hi ha exposada en un museu. La policia està a punt per capturar-lo juntament amb en Conan, l'Amuro i en Kazami i l'Azusa. De sobte, però, un fum blanc omple la sala i la tiara desapareix. Sembla que en Kid hagi fugit, però en Conan sospita que deu estar disfressat d'algú altre.                                     |      |       | |                                    |                         |                                                      |
| 1165 | 1107 | 40    | És a mi a qui han parat el parany "Hamerareta no wa Watashi" (ハメられたのは私)                                                                                        | Original                           | 16 de desembre del 2023 | 31 de març de 2025 31 de gener del 2025 (en línia)   |
| En Hiroaki Sanada, un client d'en Kogoro Mouri, discuteix amb un jove, en Jiro Inumaru, que l'està intentant extorsionar. Després d'una discussió, en Jiro Inumaru cau a terra i sembla mort. Amb l'ajuda del seu amic, el Daigo Kawakatsu, es desfan del cos. Quan sembla que està tot controlat, apareix la Saori Yukawa demanant-los diners. Tot i això, sembla que al darrere hi ha més coses del que sembla. |      |       | |                                    |                         |                                                      |
| 1166 | 1108 | 41    | El secret que oculten les cartes "Kādo ni Fuserareta Himitsu" (カードに伏せられた秘密)                                                                                 | Original                           | 23 de desembre del 2023 | 1 d'abril de 2025 31 de gener del 2025 (en línia)    |
| En Mitsuhito i en Genta fan una partida amb cartes col·leccionables. Quan ells acaben, ocupen la taula dos jugadors molt bons que sovint participen en tornejos, i s'hi afegeixen un jove empresari ric i el seu ajudant. Just abans de començar la partida, mentre l'empresari va al lavabo, cau una prestatgeria. Gairebé al mateix moment salta l'alarma d'incendis.                                           |      |       | |                                    |                         |                                                      |

## Temporada 29 (2024)
| EP# | EP#  | EP#   | Títol en català | Adaptat de           | Estrena en japonès      | Estrena en català                                  |
| Cat. | Jap. | Temp. | Títol en català | Adaptat de           | Estrena en japonès      | Estrena en català                                  |
| --- | ---- | ----- | --- | -------------------- | ----------------------- | -------------------------------------------------- |
| 1167 | 1109 | 1     | En Takagi, en Date i la llibreta de la promesa (I) "Takagi to Date to Techō no Yakusoku (Zenpen)" (高木と伊達と手帳の約束 (前編))       | 1079-1081            | 6 de gener del 2024     | 2 d'abril del 2025 31 de gener del 2025 (en línia) |
| En Conan i els seus amics es troben per casualitat amb la inspectora Sato i l'inspector Takagi, que empaitaven un lladre pel carrer. Quan l'inspector Takagi vol apuntar l'hora de la detenció, troba un codi anotat en una llibreta que li va donar en Date, un company que va morir. Tot sembla indicar que era per resoldre el cas del segrest del fill d'un empresari automobilístic francès. |      |       | |                      |                         |                                                    |
| 1168 | 1110 | 2     | En Takagi, en Date i la llibreta de la promesa (II) "Takagi to Date to Techō no Yakusoku (Kōhen)" (高木と伊達と手帳の約束 (後編))       | 1079-1081            | 13 de gener del 2024    | 3 d'abril del 2025 31 de gener del 2025 (en línia) |
| L'inspector Takagi retroba un codi apuntat en una llibreta que li va donar en Date. En Date el citava un diumenge al migdia al Cafè Poirot per resoldre el cas del segrest de l'Alan, el fill d'un empresari automobilístic francès. Tot i que el segrestador ha mort, un subordinat seu se segueix presentant cada diumenge al cafè. |      |       | |                      |                         |                                                    |
| 1169 | 1111 | 3     | La màquina de Rube Goldberg (I) "Rūbu · Gōrudobāgu Mashin (Zenpen)" (ルーブ · ゴールドバーグマシン (前編))                              | Original             | 20 de gener del 2024    | 29 d'abril del 2025                                |
| En Conan, la Ran i en Kogoro es desplacen a una zona de resorts de muntanya per un cas menor i hi troben l'inspector en cap Yamamura, que investiga la mort del president d'una cadena de restaurants de pollastre a l'estil yangnyeom. L'home ha mort esclafat per la xemeneia del seu apartament, de manera que sembla un accident, però en Conan aviat s'adona que ha estat provocat per una màquina de Rube Goldberg. Tots tres acompanyen en Yamamura a parlar amb els familiars i coneguts de la víctima i descobreixen que a l'empresa hi havia disputes internes per la recepta secreta de la salsa que fan servir. Tot sembla apuntar a en Shimada, inversor de l'empresa i expert en màquines de Rube Goldberg, però apareix mort al riu abans que hi puguin parlar. |      |       | |                      |                         |                                                    |
| 1170 | 1112 | 4     | La màquina de Rube Goldberg (II) "Rūbu · Gōrudobāgu Mashin (Kōhen)" (ルーブ · ゴールドバーグマシン (後編))                              | Original             | 27 de gener del 2024    | 29 d'abril del 2025                                |
| En Conan, la Ran i en Kogoro es desplacen a una zona de resorts de muntanya per un cas menor i hi troben l'inspector en cap Yamamura, que investiga la mort del president d'una cadena de restaurants de pollastre a l'estil yangnyeom. Tot sembla apuntar a en Shimada, inversor de l'empresa i expert en màquines de Rube Goldberg que es va barallar amb la víctima. Però l'home apareix mort al riu abans que hi puguin parlar. Tot i que sembla que els casos estan connectats, en Conan repassa les relacions entre els sospitosos i arriba a la conclusió que les dues morts podrien tenir alguna cosa a veure però ser obra d'assassins diferents. |      |       | |                      |                         |                                                    |
| 1171 | 1113 | 5     | L'últim sopar per tu "Rasuto Dinā o Anata ni" (ラスト・ディナーをあなたに)                                                              | Original             | 3 de febrer del 2024    | 30 d'abril del 2025 29 d'abril del 2025 (en línia) |
| En Kogoro, la Ran i en Conan es dirigeixen a sopar a un restaurant perquè en Kogoro vol aprofitar l'oferta de beguda gratis que hi ha. Pel camí veuen que surt fum d'un restaurant italià. En Kogoro i li diu a la Ran que truqui als bombers i hi entra. Quan en surt, amb un home que ha rescatat, li diu a la Ran que truqui també a la policia: a l'interior del restaurant han trobat un home mort. |      |       | |                      |                         |                                                    |
| 1172 | 1114 | 6     | La inquietant presa d'una ostatge "Osawagasena Rōjō" (お騒がせな籠城)                                                                   | Original             | 10 de febrer del 2024   | 30 d'abril del 2025 29 d'abril del 2025 (en línia) |
| Un presumpte delinqüent agafa una noia com a ostatge i s'atrinxera en una casa que, curiosament, estava a punt de ser enderrocada. Quan la policia va al lloc dels fets, el segrestador els fa una sèrie de demandes absurdes. Poc després la policia sent trets i, quan entren a la casa, troben el segrestador i l'ostatge morts. A primera vista sembla un suïcidi, però en Conan no es pot treure aquest incident del cap. |      |       | |                      |                         |                                                    |
| 1173 | 1115 | 7     | La festa per trobar parella de la Chihaya i en Jugo (I) "Chihaya to Jūgo no Konkatsu Pātī (Zenpen)" (千速と重悟の婚活パーティー (前編)) | 1085-1087            | 2 de març del 2024      | 5 de maig del 2025 29 d'abril del 2025 (en línia)  |
| En Kogoro, la Ran i en Conan van a un restaurant perquè en Kogoro té uns vals gratuïts per menjar-hi, però aquell dia hi ha una festa de solters i han de buscar un altre restaurant. Casualment, a la festa hi coincideixen la tinenta Chihaya Hagiwara i l'inspector Jugo Yokomizo. Ella hi va perquè per a les dones el menjar és gratis, ell perquè la família insisteix que s'ha de casar. Però, de sobte, la festa fa un gir inesperat. |      |       | |                      |                         |                                                    |
| 1174 | 1116 | 8     | La festa per trobar parella de la Chihaya i en Jugo (II) "Chihaya to Jūgo no Konkatsu Pātī (Kōhen)" (千速と重悟の婚活パーティー (後編)) | 1085-1087            | 9 de març del 2024      | 6 de maig del 2025 29 d'abril del 2025 (en línia)  |
| Els inspectors Megure, Takagi i Sato investiguen l'assassinat d'una de les dues dones més sol·licitades en una festa de màscares per trobar parella, on casualment també hi ha l'inspector Jugo Yokomizo i la tinenta Chihaya Hagiwara. Els tres sospitosos principals els expliquen com els ha anat la conversa personal que han mantingut amb la víctima, que ha escrit en un full les seves impressions sobre cadascun d'ells. Però hi ha alguns detalls que no acaben de concordar. |      |       | |                      |                         |                                                    |
| 1175 | 1117 | 9     | La mestra de karate Ran Mouri "Karate no Sensei, Mōri Ran" (空手の先生、毛利蘭)                                                         | Original             | 16 de març del 2024     | 6 de maig del 2025 29 d'abril del 2025 (en línia)  |
| La Ran i en Conan van a un dojo de karate. Un antic alumne del club de karate que ara és mestre s'ha lesionat i li ha demanat a la Ran que vagi a fer classes als seus alumnes. Però, a mitja classe, troben mort el propietari de l'edifici, amb qui el company de la Ran havia tingut desacords pel contracte de lloguer. |      |       | |                      |                         |                                                    |
| 1176 | 1118 | 10    | El misteri de la trobada de noies 2 "Onagokai Misuterī 2" (女子会ミステリー２)                                                          | Original             | 23 de març del 2024     | 7 de maig del 2025 29 d'abril del 2025 (en línia)  |
| L'Ai, l'Ayumi, la Ran, la Sonoko i la inspectora Sato coincideixen en un complex turístic de la neu. Mentre en Conan i els nois es relaxen en uns banys termals, les noies es topen amb un curiós cas que té lloc a les instal·lacions del complex. El quintet de noies detectives passarà a l'acció per treure'n l'entrellat. |      |       | |                      |                         |                                                    |
| 1177 | 1119 | 11    | Una trobada de només quatre exalumnes "Yonin dake no Dōsōkai" (４人だけの同窓会)                                                        | Original             | 6 d'abril del 2024      | 7 de maig del 2025 29 d'abril del 2025 (en línia)  |
| En Satoru Tamai, propietari d'un club d'hostesses de luxe, apareix mort a la piscina del seu club, el Sunset. Acabava de contractar els serveis d'en Kogoro perquè algú havia intentat atacar-lo amb un dron un parell de vegades. Els sospitosos són la seva promesa, presentadora d'un exitós programa de televenda, i dos excompanys de classe. Tots tres havien sigut membres del consell escolar i s'havien vist implicats en un robatori. |      |       | |                      |                         |                                                    |
| 1178 | 1120 | 12    | El misteri del gerro trencat "Ushinawareta Otakara Misuterī" (失われたお宝ミステリー)                                                   | Pròleg Pel·lícula 27 | 13 d'abril del 2024     | 8 de maig del 2025 29 d'abril del 2025 (en línia)  |
| La Sonoko ha quedat amb un famós ceramista, el professor Ukishima, per demanar-li que l'ajudi a catalogar unes d'obres d'art que ha comprat el seu oncle. Quan entren al taller del professor, una cadena de fets desafortunats fa trontollar un gerro molt valuós. En Conan i la Sonoko aconsegueixen salvar-lo, però en Conan descobreix que el gerro ja estava trencat i apedaçat amb cinta adhesiva. Els tres alumnes del professor són els principals sospitosos. |      |       | |                      |                         |                                                    |
| 1179 | 1121 | 13    | Un camp de melons massa perillós "Abuna Sugiru Meron Batake" (あぶなすぎるメロン畑)                                                     | Original             | 27 d'abril del 2024     | 8 de maig del 2025 29 d'abril del 2025 (en línia)  |
| Un agricultor fa un encàrrec peculiar a en Kogoro: li demana que capturi un lladre de melons que es dedica a fer-li destrosses al camp, però els principals sospitosos són animals. Malgrat tot, ell accepta el cas i se n'hi va amb la Ran i en Conan. Mentre persegueixen un os rentador, però, es troben que un dels seus companys agricultors ha patit una agressió. |      |       | |                      |                         |                                                    |
| 1180 | 1122 | 14    | L'operació de vigilància 3 "Harikomi 3" (張り込み３)                                                                                    | Original             | 4 de maig del 2024      | 12 de maig del 2025 29 d'abril del 2025 (en línia) |
| En Conan, l'Ai i la Lliga de Detectius Júnior troben l'inspector Takagi i l'inspector Chiba en plena operació de vigilància. El dia anterior algú va assassinar una noia, i l'única pista del criminal és la targeta de segells d'una cafeteria que li va caure. Ara estan vigilant el local amb l'única testimoni que li va veure la cara per mirar d'identificar-lo. Els nens decideixen ajudar-los. |      |       | |                      |                         |                                                    |
| 1181 | 1123 | 15    | El cadàver a la línia divisòria entre Gunma i Nagano (I) "Gunma to Nagano Bōdā no Itai (Zenpen)" (群馬と長野 県境の遺体 (前編))         | 1082-1084            | 11 de maig del 2024     | 13 de maig del 2025 29 d'abril del 2025 (en línia) |
| En Kogoro, la Ran i en Conan són a Gunma, on han acabat de resoldre un cas. Mentrestant, l'inspector Yamamura de la prefectura de Gunma i els inspectors Yamato, Murofushi i Uehara es disputen la investigació d'un assassinat en el qual ha aparegut un cadàver entre els límits de les dues prefectures. |      |       | |                      |                         |                                                    |
| 1182 | 1124 | 16    | El cadàver a la línia divisòria entre Gunma i Nagano (II) "Gunma to Nagano Bōdā no Itai (Kōhen)" (群馬と長野 県境の遺体 (後編))         | 1082-1084            | 18 de maig del 2024     | 13 de maig del 2025 29 d'abril del 2025 (en línia) |
| En Kogoro, la Ran i en Conan continuen a Gunma, on ajuden l'inspector Yamamura amb el cas d'assassinat que ha tingut lloc al mig de la frontera entre les dues prefectures. Allà, troben una fotografia que treu a la llum una clau per resoldre el cas. Sembla que tots els sospitosos tenien una coartada sòlida, però no tot és el que sembla. |      |       | |                      |                         |                                                    |
| 1183 | 1125 | 17    | El cas del diari dibuixat de l'Ayumi 4 "Ayumi no Enikki Jiken-bo 4" (歩美の絵日記事件簿4)                                               | Original             | 1 de juny del 2024      | 14 de maig del 2025 29 d'abril del 2025 (en línia) |
| L'Ayumi troba que el seu diari dibuixat és massa normal i decideix que la Lliga de Detectius Júnior ha de sortir a buscar un cas. Mentre caminen per la ciutat recorrent els llocs on creuen que poden sorgir nous casos, acaben involucrats en una història que afecta un dels membres de la Lliga de Detectius Júnior. |      |       | |                      |                         |                                                    |
| 1184 | 1126 | 18    | El detectiu que ha perdut el cap "Nobose Agatta Tantei" (逆上せあがった探偵)                                                            | Original             | 8 de juny del 2024      | 14 de maig del 2025 29 d'abril del 2025 (en línia) |
| En Kogoro queda amb una clienta que li demana que investigui la infidelitat del seu marit. Al cap d'uns dies, el marit de la clienta apareix mort i tot sembla indicar que l'assassí és en Kogoro. |      |       | |                      |                         |                                                    |
| 1185 | 1127 | 19    | La sala d'interrogatoris 2 "Za・Torishirabeshitsu ２" (ザ・取調室２)                                                                    | Original             | 15 de juny del 2024     | 15 de maig del 2025 29 d'abril del 2025 (en línia) |
| Un home apareix mort en un solar. Un sospitós es declara culpable de la seva mort, però a mesura que avança l'interrogatori la policia s'adona que hi ha alguna cosa que no encaixa. En Kogoro, que ha participat en la seva detenció, decideix investigar el cas per saber si és realment culpable o no. |      |       | |                      |                         |                                                    |
| 1186 | 1128 | 20    | Els dos ostatges d'en Conan i en Megure (I) "Konan to Megure Futari no Hitojichi (Zenpen)" (コナンと目暮 2人の人質 (前編))              | Original             | 22 de juny del 2024     | 15 de maig del 2025 29 d'abril del 2025 (en línia) |
| En Conan es dirigeix cap a una la llibreria per comprar-se una novel·la de misteri. Per casualitat, presencia el segrest d'un nen i se les empesca per intercanviar-se amb l'ostatge. Mentre acompanya els segrestadors, s'adona que no es tracta del típic segrest. |      |       | |                      |                         |                                                    |
| 1187 | 1129 | 21    | Els dos ostatges d'en Conan i en Megure (II) "Konan to Megure Futari no Hitojichi (Kōhen)" (コナンと目暮 2人の人質 (後編))              | Original             | 29 de juny del 2024     | 19 de maig del 2025 29 d'abril del 2025 (en línia) |
| En Conan presencia per casualitat el segrest d'un nen i se les empesca per intercanviar-se amb l'ostatge. Mentre està captiu descobreix que els culpables s'han vist obligats a dur a terme el segrest perquè, alhora, també els han segrestat el fill. Per això, en Conan decideix donar-los un cop de mà per recuperar-lo. |      |       | |                      |                         |                                                    |
| 1188 | 1130 | 22    | Sospites d'infidelitat en una triple col·laboració (I) "Toripuru Korabo no Uwaki Giwaku (Zenpen)" (トリプルコラボの浮気疑惑（前編）)    | 1091-1093            | 20 de juliol del 2024   | 20 de maig del 2025 29 d'abril del 2025 (en línia) |
| La Lliga de Detectius Júnior i el doctor Agasa sopen en un restaurant després de veure una pel·lícula de Yaiba l'Emmascarat. Mentre parlen d'un grup de música, se'ls acosten tres dones que diuen ser-ne fans. Durant el sopar, una d'elles mor de sobte. L'inspector Shiratori, l'inspector Chiba, la Yumi i la Naeko s'encarregaran de resoldre el cas. |      |       | |                      |                         |                                                    |
| 1189 | 1131 | 23    | Sospites d'infidelitat en una triple col·laboració (II) "Toripuru Korabo no Uwaki Giwaku (Kōhen)" (トリプルコラボの浮気疑惑（後編）)    | 1091-1093            | 3 d'agost del 2024      | 20 de maig del 2025 29 d'abril del 2025 (en línia) |
| Durant el sopar de la Lliga de Detectius Júnior, una dona mor enverinada. Per a sorpresa de tothom, al restaurant també hi ha l'inspector Shiratori, que hi ha anat a sopar amb la Yumi; el detectiu Chiba, acompanyat de la senyoreta Kobayashi, i el meijin Shukichi Haneda, amb la Naeko. Veient que la investigació no avança, les investigadores han de recórrer a l'ajuda d'en Conan per resoldre el cas. |      |       | |                      |                         |                                                    |
| 1190 | 1132 | 24    | El quadern de detectiu d'en Mitsuhiko Tsuburaya 3 "Tsuburaya Mitsuhiko no Tantei Nōto Surī" (円谷光彦の探偵ノート３)                    | Original             | 17 d'agost del 2024     | 21 de maig del 2025 29 d'abril del 2025 (en línia) |
| Un home rep una carta d'un col·leccionista que s'interessa per dues antiguitats que són propietat seva i del deu seu germà. La Lliga de Detectius Júnior sospita que podria tractar-se d'una estafa. Mentrestant, la policia busca el cap d'una banda d'atracadors que roba antiguitats per la zona. |      |       | |                      |                         |                                                    |
| 1191 | 1133 | 25    | El millor marit "Besuto Hazubando" (ベストハズバンド)                                                                                   | Original             | 24 d'agost del 2024     | 21 de maig del 2025 29 d'abril del 2025 (en línia) |
| En Kogoro, la Ran i en Conan van a la mansió de la Reiko Mutsu, una política de renom. Al cap de poc d'arribar, un home que ha intentat atacar la Reiko apareix mort en una sala del soterrani i tot fa pensar que ha mort en mans del marit de la jove, que ha actuat en defensa pròpia. |      |       | |                      |                         |                                                    |
| 1192 | 1134 | 26    | Els infortunis d'un optimista "Pojitibu Otoko no Sainan" (ポジティブ男の災難)                                                           | Original             | 14 de setembre del 2024 | 22 de maig del 2025 29 d'abril del 2025 (en línia) |
| Acusen d'assassinat un home anomenat Shokichi Hazama perquè han trobat les seves empremtes a l'arma d'un crim. Els membres de la Lliga de Detectius Júnior saben que en Hazama és un bonàs de mena, incapaç de cometre un assassinat, i decideixen trobar el veritable assassí. |      |       | |                      |                         |                                                    |
| 1193 | 1135 | 27    | La dolça trampa de la Momiji Ooka (I) "Ōoka Momiji no Amai Wana (Zenpen)" (大岡紅葉の甘い罠 (前編))                                     | 1088-1090            | 21 de setembre del 2024 | 22 de maig del 2025 29 d'abril del 2025 (en línia) |
| En Kogoro, la Ran, en Conan, la Kazuha i en Heiji són a Kyoto. Mentre la Ran i la Kazuha recorren la ciutat degustant dolços, en Kogoro i en Heiji es reuneixen amb els creadors d'una obra de teatre en què apareixen uns personatges inspirats en ells dos. Durant la reunió, un dels membres de l'equip apareix mort, aparentment perquè s'ha suïcidat. |      |       | |                      |                         |                                                    |
| 1194 | 1136 | 28    | La dolça trampa de la Momiji Ooka (II) "Ōoka Momiji no Amai Wana (Kōhen)" (大岡紅葉の甘い罠 (後編))                                     | 1088-1090            | 28 de setembre del 2024 | 26 de maig del 2025 29 d'abril del 2025 (en línia) |
| Continua la investigació a Kyoto, on són en Kogoro, en Heiji i en Conan per assistir a una reunió. Tot sembla indicar que es tracta d'un suïcidi, però en Heiji i en Conan afirmen que es tracta d'un homicidi i proven de trobar l'assassí. Mentrestant, la Kazuha i la Ran recorren Kyoto degustant dolços, però s'afanyen a acabar l'excursió quan saben que al darrere de tot això hi ha la Momiji Ooka. |      |       | |                      |                         |                                                    |
| 1195 | 1137 | 29    | El secret del canvi de gust d'un restaurant popular "Gyōretsu-ten, Aji Hen no Himitsu" (行列店、味変の秘密)                             | Original             | 5 d'octubre del 2024    | 27 de maig del 2025 29 d'abril del 2025 (en línia) |
| En Mitsuhiko, l'Ayumi i en Genta troben que el gust del restaurant de fideus ramen Ogataken ha canviat i decideixen anar a investigar-ho. Quan són al restaurant, descobreixen que el propietari ha desaparegut. Què hi ha darrere d'aquesta desaparició? La Lliga de Detectius Júnior sortirà a buscar-lo. |      |       | |                      |                         |                                                    |
| 1196 | 1138 | 30    | La comissaria de policia mòbil "Ugoku Kōban" (動く交番)                                                                                 | Original             | 12 d'octubre del 2024   | 27 de maig del 2025 29 d'abril del 2025 (en línia) |
| L'Ayumi, l'Ai, en Genta i en Mitsuhiko participen en la presentació d'una comissaria de policia mòbil juntament amb l'ídol local Kanon Aoshima. Mentre es desplacen amb la furgoneta, però, els assalten uns lladres que fugen d'un atracament. |      |       | |                      |                         |                                                    |
| 1197 | 1139 | 31    | Una germana capficada amb el seu germà rancorós "Ijiwaruna Otōto ni Komaru Ane" (意地悪な弟に困る姉)                                    | Original             | 19 d'octubre del 2024   | 28 de maig del 2025 29 d'abril del 2025 (en línia) |
| Una clienta li demana a en Kogoro que investigui qui es dedica a penjar cartells difamatoris contra ella a l'ascensor... i resulta que el responsable és el seu germà. Més endavant, un home apareix assassinat en un apartament i tant la clienta del mort com el seu germà semblen sospitosos. La relació entre ells dos serà clau per resoldre el cas. |      |       | |                      |                         |                                                    |
| 1198 | 1140 | 32    | El misteri de la trobada de noies 3 "Onagokai Misuterī 3" (女子会ミステリー３)                                                          | Original             | 2 de novembre del 2024  | 28 de maig del 2025 29 d'abril del 2025 (en línia) |
| La Sonoko s'assabenta que algú està reclutant per internet persones disfressades de ninja a canvi d'una bona remuneració i sospita que podria tenir a veure amb algun pla criminal. Així, decideix reunir les noies detectives. La Sonoko, la Sato, la Ran, la Haibara i l'Ayumi miraran de descobrir què hi ha al darrere d'aquest anunci. |      |       | |                      |                         |                                                    |
| 1199 | 1141 | 33    | La família Mouri vigila una casa "Orusuban Mōri Kazuya" (お留守番毛利一家)                                                              | Original             | 9 de novembre del 2024  | 29 de maig del 2025 29 d'abril del 2025 (en línia) |
| En Kogoro rep l'encàrrec de vigilar la casa d'un client mentre és fora de viatge. Durant la seva estada a la casa, un agent de policia es presenta amb un avís anònim que diu que ha vist l'amo de la casa enterrant un cos al jardí. I efectivament, apareix un cadàver. En Kogoro, convençut de la innocència del seu client, investiga el cas juntament amb la Ran i en Conan. |      |       | |                      |                         |                                                    |
| 1200 | 1142 | 34    | El cas de l'assassinat de la mansió Ranpo (I) "Ranpo-tei Satsujin Jiken (Zenpen)" (乱歩邸殺人事件 (前編))                               | Original             | 16 de novembre del 2024 | 29 de maig del 2025 29 d'abril del 2025 (en línia) |
| La senyoreta Kobayashi i la Lliga de Detectius Júnior visiten el magatzem de llibres de l'escriptor Ranpo Edogawa. Durant la visita, es presenten la Sato i el Takagi: estan investigant un assassinat en què la víctima ha aparegut amb un objecte que pertanyia al Ranpo Edogawa. |      |       | |                      |                         |                                                    |
| 1201 | 1143 | 35    | El cas de l'assassinat de la mansió Ranpo (II) "Ranpo-tei Satsujin Jiken (Kōhen)" (乱歩邸殺人事件 (後編))                               | Original             | 23 de novembre del 2024 | 2 de juny del 2025 29 d'abril del 2025 (en línia)  |
| Continua la investigació al magatzem de llibres de l'escriptor Ranpo Edogawa. La policia s'emporta l'encarregat de custodiar el magatzem com a sospitós d'un assassinat, però, unes hores més tard, apareix un altre cadàver dins el magatzem de llibres. La Lliga de Detectius Júnior tracta de descobrir el que hi ha al darrere. |      |       | |                      |                         |                                                    |
| 1202 | 1144 | 36    | El cas de les explosions en hotels (I) "Hoteru Renzoku Bakuha Jiken (Zenpen)" (ホテル連続爆破事件 (前編))                               | 1094-1096            | 7 de desembre del 2024  | 3 de juny del 2025 29 d'abril del 2025 (en línia)  |
| La Sera i en Conan són a l'hotel on ella s'allotja. De sobte, el client de l'habitació del costat troba un codi relacionat amb un cas en què hi ha hagut diverses explosions en habitacions d'hotel. Per evitar que hi hagi una tercera explosió, hauran de desxifrar el codi i endevinar a quina habitació es troba la bomba. |      |       | |                      |                         |                                                    |
| 1203 | 1145 | 37    | El cas de les explosions en hotels (II) "Hoteru Renzoku Bakuha Jiken (Kōhen)" (ホテル連続爆破事件 (後編))                               | 1094-1096            | 14 de desembre del 2024 | 3 de juny del 2025 29 d'abril del 2025 (en línia)  |
| En Conan i la Sera són en un hotel on apareix un codi relacionat amb els casos de les explosions en hotels. Amb l'ajuda de l'Eri Kisaki, l'advocada assessora de l'hotel, tots tres comencen a investigar qui és el possible autor de les explosions. |      |       | |                      |                         |                                                    |
| 1204 | 1146 | 38    | El quart xiulet d'un tren entre llibres antics "Kiteki no Kikoeru Kosho-ten Fō" (汽笛の聞こえる古書店4)                                 | Original             | 21 de desembre del 2024 | 4 de juny del 2025 29 d'abril del 2025 (en línia)  |
| Els nens han anat a la botiga de llibres de segona mà del senyor Yujiro. Una dona hi entra i demana per un llibre que havia venut perquè el vol recuperar. Al cap d'unes hores, l'home que l'havia comprat i tornat a vendre per un preu molt elevat apareix mort al seu apartament. |      |       | |                      |                         |                                                    |
| 1205 | 1147 | 39    | L'operació de vigilància 4 "Harikomi 4" (張り込み4)                                                                                     | Original             | 28 de desembre del 2024 | 4 de juny del 2025 29 d'abril del 2025 (en línia)  |
| Els membres de la Lliga de Detectius Júnior han anat al parc d'atraccions de Beika perquè és l'últim dia que és obert. Un cop allà, descobreixen que en Takagi i en Chiba duen a terme una operació de vigilància. Sembla que el còmplice d'un atracament vindrà a recuperar el botí que hi ha amagat dins del parc. |      |       | |                      |                         |                                                    |

## Temporada 30 (2025)
| EP# | EP#  | EP#   | Traducció literal del japonès al català                                                                                           | Adaptat de        | Estrena en japonès    | Estrena en català                                 |
| Cat. | Jap. | Temp. | Traducció literal del japonès al català                                                                                           | Adaptat de        | Estrena en japonès    | Estrena en català                                 |
| --- | ---- | ----- | --- | ----------------- | --------------------- | ------------------------------------------------- |
| 1206 | 1148 | 1     | Els detectius júnior i els dos acompanyants (I) "Tantei-dan to Futari no Insotsu-sha (Zenpen)" (探偵団と二人の引率者 (前編))      | 1097-1099         | 4 de gener del 2025   | 5 de juny del 2025 29 d'abril del 2025 (en línia) |
| Els membres de la Lliga de Detectius Júnior passen el dia a la platja acompanyats per la senyoreta Wakasa i l'Okiya. Sembla un dia de platja normal, però mentre els nens es banyen, el propietari del restaurant de la platja apareix assassinat.                                                               |      |       | |                   |                       |                                                   |
| 1207 | 1149 | 2     | Els detectius júnior i els dos acompanyants (II) "Tantei-dan to Futari no Insotsu-sha (Kōhen)" (探偵団と二人の引率者 (後編))      | 1097-1099         | 11 de gener del 2025  | 5 de juny del 2025 29 d'abril del 2025 (en línia) |
| Continua la investigació del cas del restaurant de la platja. Els membres de la Lliga de Detectius Júnior ajuden l'inspector a resoldre el cas sota l'atenta mirada de la senyoreta Wakasa i l'Okiya. Sembla que els sospitosos són els tres treballadors del restaurant, però en Conan fa un descobriment clau. |      |       | |                   |                       |                                                   |
| 1208 | 1150 | 3     | lit. ‘En Kaito Kid i la corona màgica (I)’ "Kaitō Kiddo to Ōkan Majikku (Zenpen)" (怪盗キッドと王冠マジック (前編))               | 1100-1102         | 18 de gener del 2025  |                                                   |
| 1209 | 1151 | 4     | lit. ‘En Kaito Kid i la corona màgica (II)’ "Kaitō Kiddo to Ōkan Majikku (Kōhen)" (怪盗キッドと王冠マジック (後編))               | 1100-1102         | 25 de gener del 2025  |                                                   |
| 1210 | 1152 | 5     | lit. ‘L'últim ball’ "Rasuto Dansu" (ラストダンス)                                                                                 | Original          | 8 de febrer del 2025  |                                                   |
| 1211 | 1153 | 6     | lit. ‘La princesa de la muntanya de Yakushima (I)’ "Yakushima no Yamahime (Zenpen)" (屋久島の山姫 (前編))                         | Original          | 15 de febrer del 2025 |                                                   |
| 1212 | 1154 | 7     | lit. ‘La princesa de la muntanya de Yakushima (II)’ "Yakushima no Yamahime (Kōhen)" (屋久島の山姫 (後編))                         | Original          | 15 de febrer del 2025 |                                                   |
| 1213 | 1155 | 8     | lit. ‘Taxi! Segueixi aquell furgó! 2’ "Tsuiseki! Tantei Takushī 2" (追跡！探偵タクシー２)                                         | Original          | 1 de març del 2025    |                                                   |
| 1214 | 1156 | 9     | lit. ‘El misteri d'Ishikawa Yorumasshi (I)’ "Ishikawa Yorumasshi Misuterī (Zenpen)" (石川よるまっしミステリー (前編))             | Mystery Tour 2024 | 8 de març del 2025    |                                                   |
| 1215 | 1157 | 10    | lit. ‘El misteri d'Ishikawa Yorumasshi (II)’ "Ishikawa Yorumasshi Misuterī (Kōhen)" (石川よるまっしミステリー (後編))             | Mystery Tour 2024 | 15 de març del 2025   |                                                   |
| 1216 | 1158 | 11    | lit. ‘Els detectius júnior i la casa tradicional de somni’ "Tantei-dan to Akogare no Kominka" (探偵団と憧れの古民家)              | Original          | 12 d'abril del 2025   |                                                   |
| 1217 | 1159 | 12    | lit. ‘El lloc de l'adeu’ "Sayonara no Yukue" (サヨナラの行方)                                                                     | Original          | 19 d'abril del 2025   |                                                   |
| 1218 | 1160 | 13    | lit. ‘Quan el Shishi-odoshi ressona’ "Shishi-odoshi ga Hibiku Toki" (鹿威しが響く刻)                                              | Original          | 26 d'abril del 2025   |                                                   |
| 1219 | 1161 | 14    | lit. ‘El record secret’ "Himitsu no zanzō" (秘密の残像)                                                                           | Original          | 3 de maig del 2025    |                                                   |
| 1220 | 1162 | 15    | lit. ‘El cas del diari dibuixat de l'Ayumi 5’ "Ayumi no Enikki Jiken-bo 5" (歩美の絵日記事件簿５)                                 | Original          | 10 de maig del 2025   |                                                   |
| 1221 | 1163 | 16    | lit. ‘La cançó de comptar se sent a la foscor’ "Yami ni Kikoeru Kazoe Uta" (闇に聞こえる数え歌)                                   | Original          | 17 de maig del 2025   |                                                   |
| 1222 | 1164 | 17    | lit. ‘La veritat de fa 17 anys (El cavall tacat de sang)’ "17-nen Mae no Shinsō (Chizome no Naito)" (17年前の真相 (血染めの騎士)) | 1103-1109         | 7 de juny del 2025    |                                                   |
| 1223 | 1165 | 18    | lit. ‘La veritat de fa 17 anys (El diable de vista aguda)’ "17-nen Mae no Shinsō (Tatsugan no Akuma)" (17年前の真相 (達眼の悪魔)) | 1103-1109         | 14 de juny del 2025   |                                                   |
| 1224 | 1166 | 19    | lit. ‘La veritat de fa 17 anys (L'alfil guaita)’ "17-nen Mae no Shinsō (Tōmi no Kakugyō)" (17年前の真相 (遠見の角行))             | 1103-1109         | 21 de juny del 2025   |                                                   |
| 1225 | 1167 | 20    | lit. ‘La veritat de fa 17 anys (Gambit de dama)’ "17-nen Mae no Shinsō (Kuīnzu Gyanbitto)" (17年前の真相 (女王の謀))              | 1103-1109         | 28 de juny del 2025   |                                                   |
| 1226 | 1168 | 21    | lit. ‘El detectiu d'anguiles Genta’ "Genta no Unagi Torimono-chō" (元太のうなぎ捕物帳)                                            | Original          | 19 de juliol del 2025 |                                                   |
| 1227 | 1169 | 22    | lit. ‘El misteri de l'aula caníbal (I)’ "Hito kui kyōshitsu no kai (Zenpen)" (人喰い教室の怪 (前編))                              | 1110-1112         | 26 de juliol del 2025 |                                                   |
| 1228 | 1170 | 23    | lit. ‘El misteri de l'aula caníbal (II)’ "Hito kui kyōshitsu no kai (Kōhen)" (人喰い教室の怪 (後編))                              | 1110-1112         | 2 d'agost del 2025    |                                                   |
| 1229 | 1171 | 24    | lit. ‘La raó per la qual em vaig fer majordom (I)’ "Shitsuji ni natta Riyū (Zenpen)" (執事になった理由 (前編))                    | 1113-1115         | 16 d'agost del 2025   |                                                   |
| 1230 | 1172 | 25    | lit. ‘La raó per la qual em vaig fer majordom (II)’ "Shitsuji ni natta Riyū (Kōhen)" (執事になった理由 (後編))                    | 1113-1115         | 23 d'agost del 2025   |                                                   |